# 千波湖
千波湖（せんばこ）は、茨城県水戸市の中心市街地近くに位置する那珂川水系に属する淡水湖である。成立形式は堰止湖で、大正末期から昭和前期に行われた改修事業により現在の姿となった。湖北西にある偕楽園の借景としての価値を持ち、水戸のシンボルとも云われる湖沼である。

## 概要
千波湖は水戸市の中心市街地近くにある周囲3キロメートル、平均水深1メートルのヒョウタン型をした底浅の淡水湖である。南北を台地に挟まれ、桜川が西から東へ湖北岸に沿って流れている。河川法上はこの桜川に含まれると規定されている。湖北西の崖上には日本三名園のひとつ偕楽園がある。偕楽園から千波湖を見た景色や、千波湖から市中心市街地を見た景色は水戸を代表する景観であり、「水の都」を自負する水戸のシンボルとも表現される湖沼である。
千波湖の原型は今から5000年から3000年前に古那珂川の堆積物により古桜川が堰き止められて出来た沼地である。このように川の堰き止めによって成立した湖沼を「堰止湖」と呼ぶ。時は下り水戸藩が城下町の整備のため、沼地を護岸し囲い込んだことにより湖沼「千波湖」が成立した。この時の千波湖は現在の姿より3倍程広く、東端は今の柳堤堰がある辺りまであった。当時、千波湖北東の高台にあった水戸城にとって千波湖は天然の外堀でもあった。また湖南東端には「備前堀」と呼ばれる水路が造られ、千波湖から周辺の水田へ水が供給された。大正末期から昭和前期にかけて千波湖の東側を埋め立てる工事が行われ、現在の千波湖の姿となる。この工事によりそれまで直接流入していた桜川、逆川と切り離され、ほぼ閉鎖された水空間となった。
湖内には人工の浮島が1つ、噴水が3基設置されている。湖西岸には貸しボート屋があり湖上の遊覧を楽しむことができる。外周はジョギングコースとして整備され、散歩やジョギングを行う市民が集っている。湖南側は芝地が拡がる公園となっており市民のレジャーの場として、また各種イベントの会場として活用されている。
自然の面では水鳥が多く生息地しているのが特徴で、秋から冬にかけてはカモ、ハクチョウ、雁等の冬鳥が多く飛来してくる。また、千波湖周辺の湧水が湧く湿地には市街地近郊でありながらホトケドジョウ等の絶滅危惧種の淡水魚類が確認される。このことから千波湖および周辺の湧水は環境省の『生物多様性の観点から重要度の高い湿地（略称：重要湿地）』のひとつに選ばれている。
しかしながら水質については、天然河川の流入が無いことによる湖沼内の水の滞留や、生活排水由来の栄養塩の流入による富栄養化等の要因で好ましい状況ではない。特に夏場のアオコの大量発生は大きな問題となっている。よって水戸市では那珂川の水の導水を図る等、水質改善対策を行っている。

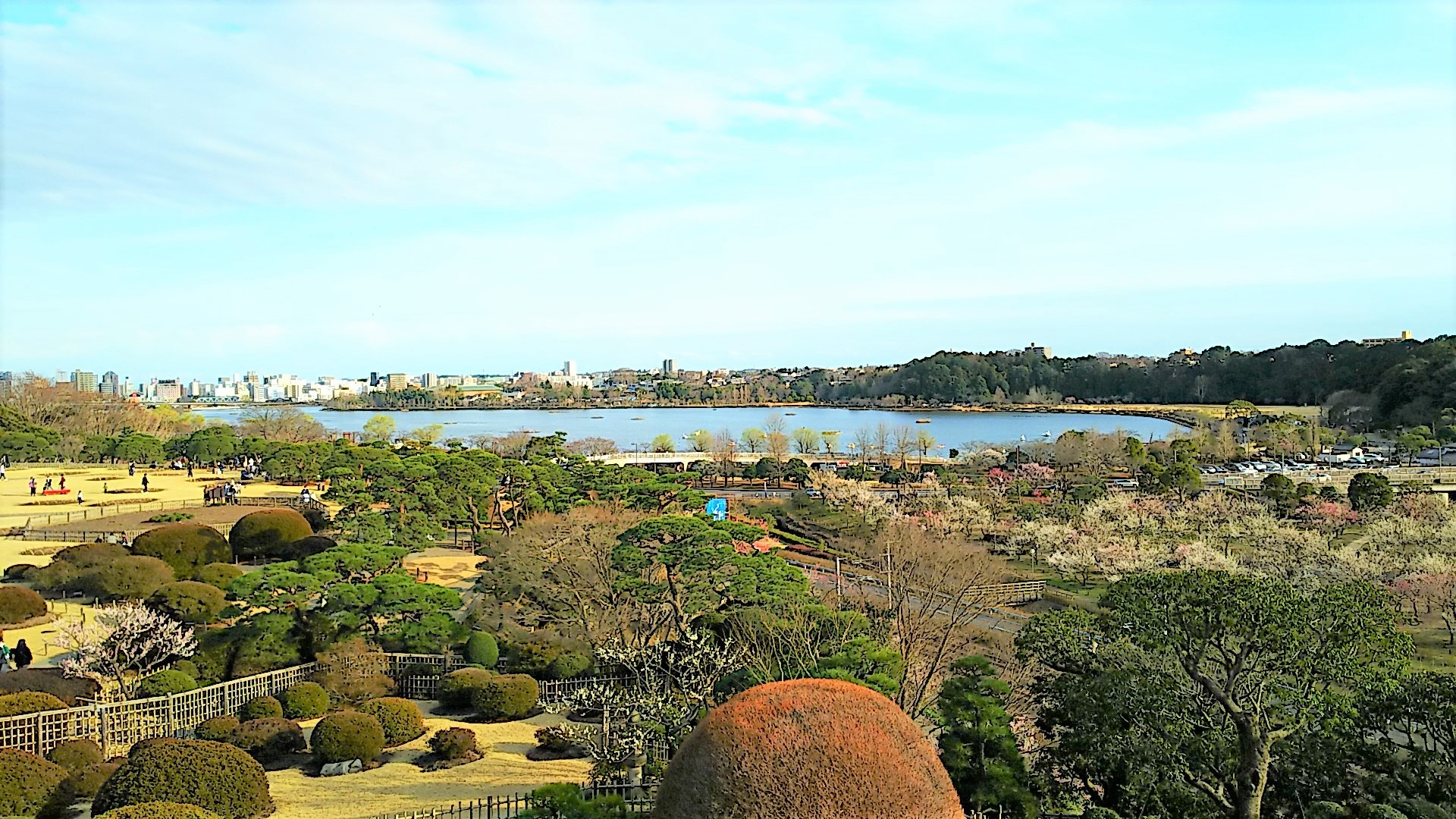
偕楽園好文亭から見た千波湖
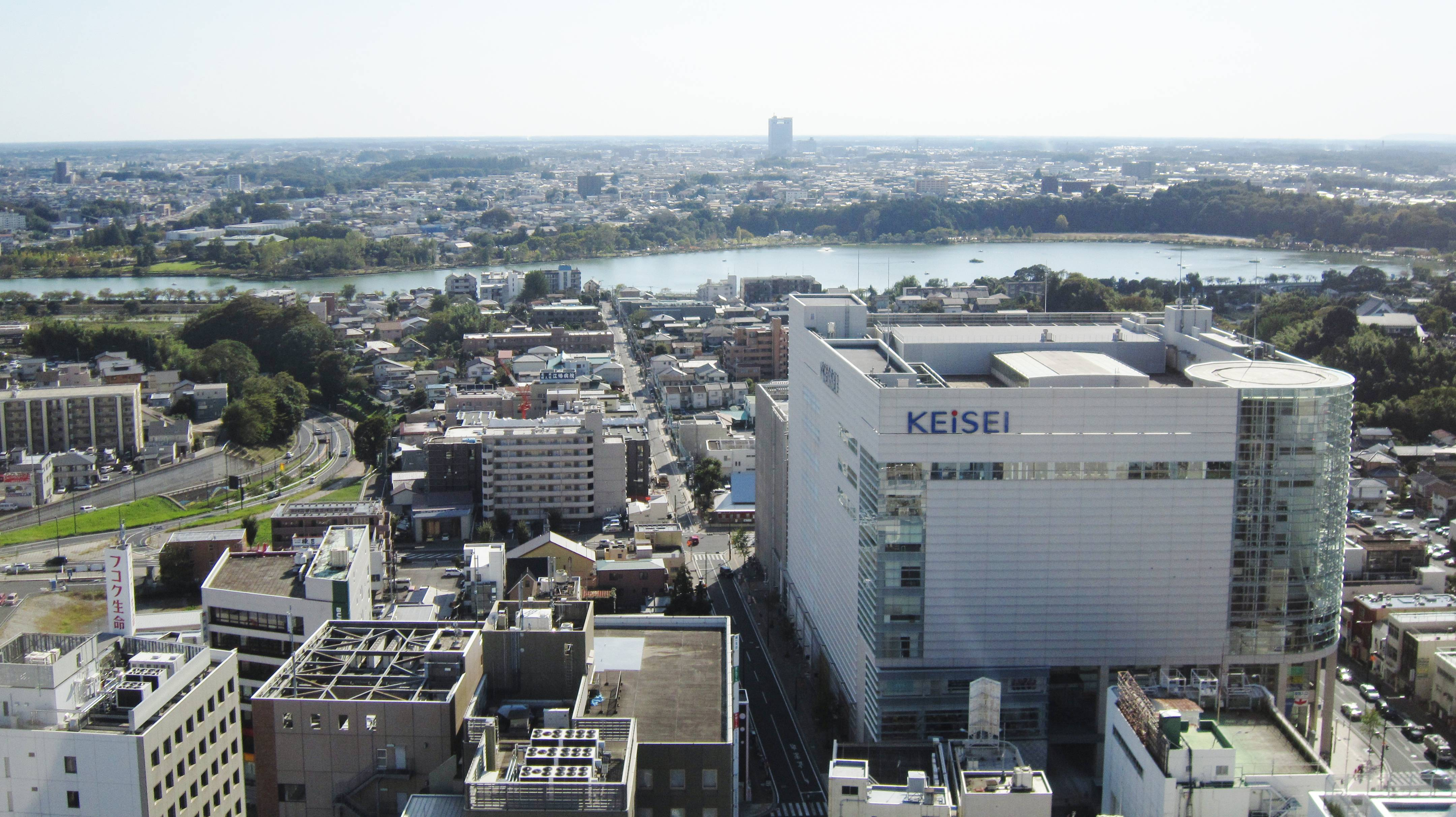
水戸芸術館から見た千波湖
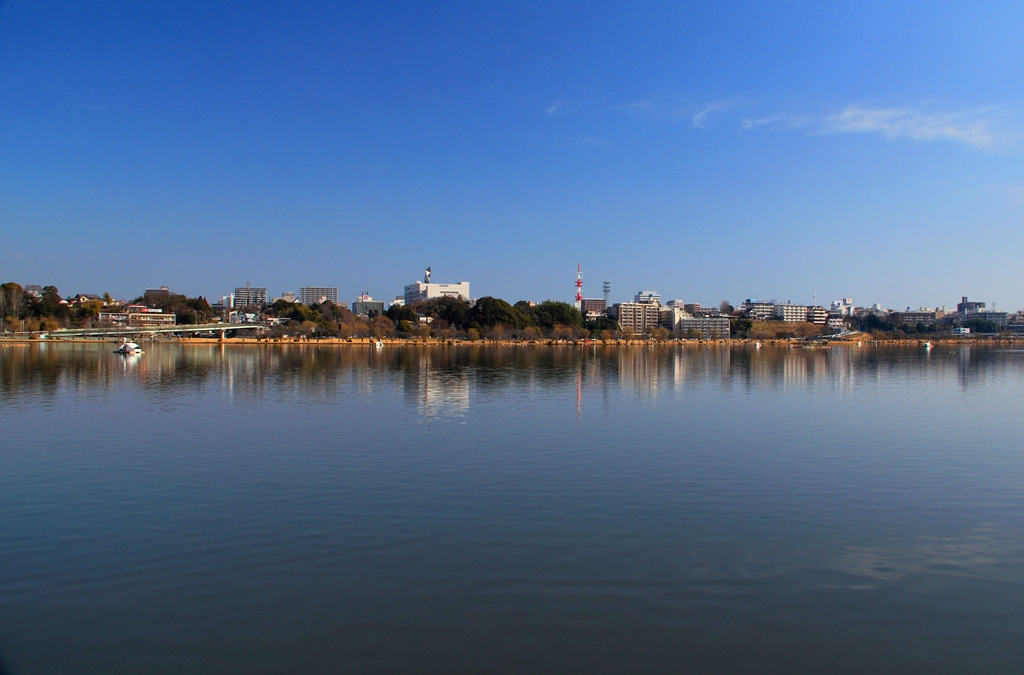
千波湖湖南西から見た水戸市中心市街地

## 名称
「千波」という地名が出てくる最も古い史料は室町時代の嘉吉年間（1441年 - 1444年）に作成されたと推測される当時の吉田神社の祭事をどの地域が担当するかを記した『吉田神社文書』（彰考館所蔵）収載の『吉田社神事次第写』である。この史料で「千波」の文字が登場する箇所は以下のとおりである。
大槻は「八月子日御神事」を水運または漁業に関連した祭事、「漁之御神事」を那珂川と古千波湖の漁業に関連した祭事と推測し、嘉吉年間には古千波湖に面した地域に水に関連した仕事をしている「千波」の名のついた村が成立していたと推測している。
「千波」の由来を「狭沼（セヌマ）」がもじって「千波沼」となったとする考えもある。これは千波湖の南にあり千波湖より大きい涸沼の古い呼び名である「広浦」との対比から導き出されたものである。
「千波湖」又は「千波沼」という湖沼名は江戸時代になってから初めて登場する。大槻は水戸藩初代藩主徳川頼房治世下（1609年（慶長14年） - 1661年（寛文元年））で水戸城と城下町の整備の一環として古千波湖の東側の沼地と低湿地の埋立と、東湖岸及び北湖岸が護岸工事により固められ湖沼の輪郭が明確になり、湖沼「千波湖」が成立した時期（大槻は成立年を1625年（寛永2年）としている）に、「千波湖（又は「千波沼」）」という名称がつけられた、と考察している。
現在は「千波湖」の名称で統一されているが、かつては「千波沼」、「千波池」、「千波浦」などとも呼ばれていた。漢字表記でも「千」を「仙」、「波」を「坡」とも書いているものもある。更に水戸八景の一つで千波湖の情景を称えた「僊湖暮雪」に見られるように「センコ=千湖、仙湖、僊湖」などと表現するものもある。「湖」とするには些か小さなこの湖沼に「湖」の字を付けるのは、江戸時代の武士や文人がこの湖沼を漢詩で詠む際、中国の西湖になぞらえて「湖」と高尚に詩作したからである。

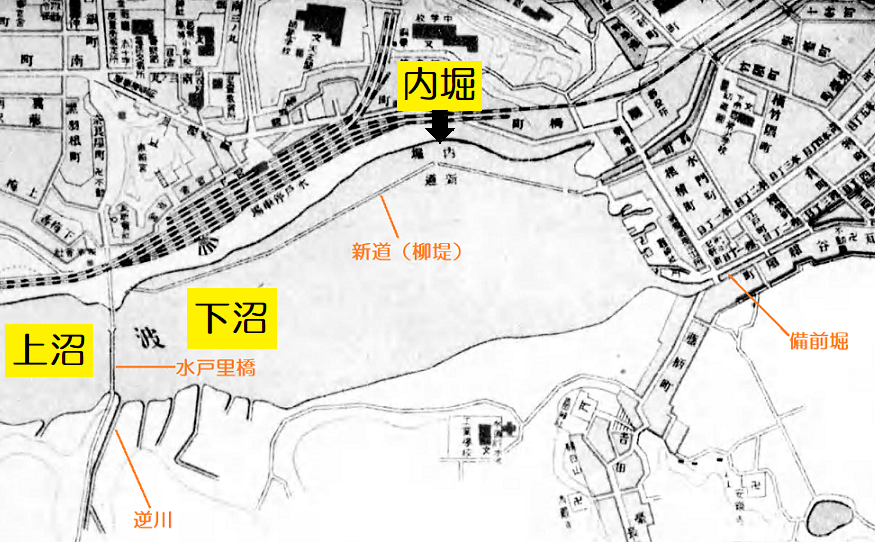
「上沼」、「下沼」、「内堀」位置図。（「茨城縣管内全圖」（1919年））より。

また、大正後期から昭和前期にかけての干拓で小さくなる前の、現在の柳堤橋の方まで拡がっていた頃の千波湖には別の呼び方もあった。それは湖沼の西側を「上沼」、東側を「下沼」と呼ぶものであった。上沼と下沼の境は湖側の奈良屋町（ならやまち 現在の宮町1 - 3丁目、南町1丁目、桜川1丁目）と湖南側の千波村舟付を結んだ線で、現在の千波大橋のやや東側にあたる。この部分は南北それぞれの湖岸が湖の内側に突出して湖沼の幅が狭くなっており、「新々道」という湖中の道や渡し船が通っていた。また、湖北東にあった湖中の道「新道（柳堤）」の内側を「内堀」とも称した。
堀口は、自著『今昔 水戸の地名』の中で「1932年に下沼を埋め立てた時、「千波湖」と改称された」旨を記述している（但しその出典は記していない）。が、1932年以前発行の水戸市の地図では名称を「千波湖」と言ったり「千波沼」と言ったりするのが混在しており、加えて1948年発行の地形図では「千波沼」と表記しているなど堀口の記述とは不整合している事実がある。
なお、千波湖の水深は最大で1.2メートル程度であることから、湖沼学（ 英: limnology。広義においては「陸水学」）上、千波湖は「湖」では無く「沼」である、とする資料がいくつかある。ただし、日本陸水学会編集の『陸水の事典』（2006年）では「湖」とする従来の目安に「水深5メートル以上」「沿岸植物が侵入できないような深い湖盆をもつ」をあげてはいるが、同時に「これらは厳密なものではない」ともしている。同書ではまた、湖、沼、池には面積や最大水深などによる区別は無く、歴史的な固有名詞から用いられている、ともしている。

## 地形・地質
現在の千波湖の面積等のデータは以下のとおり。
| 湖面積   | 332,131平方メートル（0.332131平方キロメートル） |
| 湖岸長さ | 3000メートル（3キロメートル）                   |
| 最大水深 | 1.2メートル                                     |
| 平均水深 | 1.0メートル                                     |
| 貯水量   | 365,000立方メートル（0.000365立方キロメートル） |

東西の直線距離で約1250メートルの長さを持つ。東側の方が西側より狭まっており、南北の直線距離でそれぞれ、東側の狭い部分（柳崎貝塚付近四阿岸辺から北対岸）で約137メートル、西側の広い部分（さくら広場付近岸辺から北対岸）で約427メートル、中央部分（湖南坂駐車場付近岸辺から北対岸）で約350メートルある。
千波湖がある水戸市の地形は水戸台地と呼ばれる台地区、那珂川および桜川が造った沖積層の低地区、市西部の丘陵区に大別される。千波湖は南、北を台地に挟まれた低地区に位置している。西は古桜川により開析された台地区、東は古那珂川・古桜川の堆積で創られた低地区となっている。
- 図:千波湖周辺3D写真
※高さ方向倍率を6.2に拡大加工
- 図:水戸市断面図
- 図:"水戸市断面図"の切断線

千波湖の下の地質は基盤に"水戸層"と呼ばれる泥岩からなる岩石層がある。この水戸層を氷期に古那珂川、古桜川がえぐって創った谷に、氷期以後に堆積した有機質シルト・粘土が主な構成物の地層の上に千波湖がある。谷が埋められ低地が創られる過程で、古那珂川の氾濫により運ばれた土砂により古桜川が堰き止められ沼地が創られた。これが原初の千波湖の姿である。このように川の堰き止めによって成立した湖沼を「堰止湖」と呼ぶ。千波湖はこの「堰止湖」の特徴を有する典型的な地形として、国土地理院が1998年に公表した「日本の典型的地形」のひとつに選ばれている。
この堰止湖としての価値のほか、かって至近まで海が迫っていたことを示す柳崎貝塚の存在や、水戸層の地層が露頭している"西の谷"など地学的な観察ポイントが周辺にあることから、千波湖は"水戸・千波湖ジオサイト"として2011年9月に日本ジオパークに認定された「茨城県北ジオパーク」を構成するジオサイトのひとつに入っていた。認定後、度々千波湖周辺の地形を巡るジオツアーが催されていたが、茨城県北ジオパーク自体が運営の不備等のため、2017年12月に認定を取り消された。

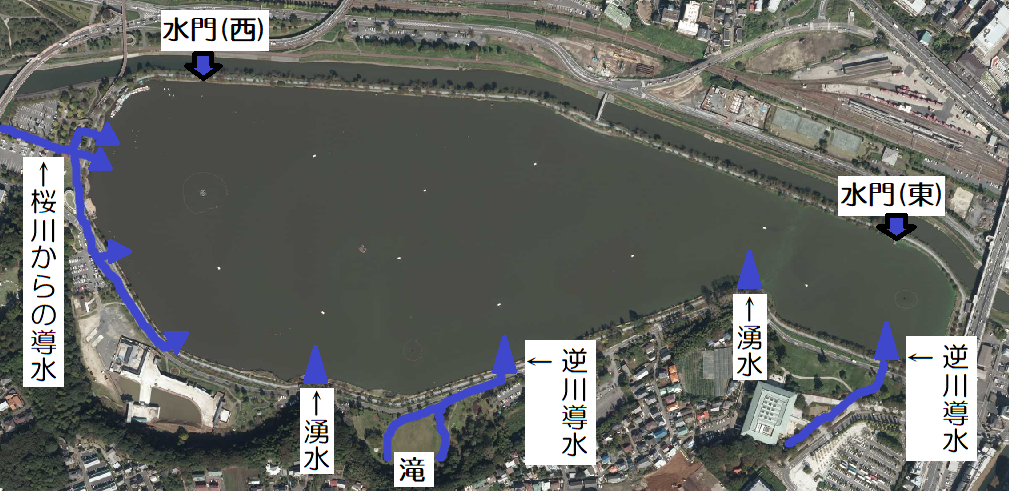
千波湖水流入出状況図

大正から昭和前期に行われた干拓事業前には桜川、逆川が直接流れ込んでいた。現在は、桜川からは千波湖導水事業による人工の水路、配水管で西側4箇所から水が流入し、南岸4箇所から逆川緑地等周辺の湧水が導水されている。水の出口としては北東にある人工の水門がある（図「千波湖水流入出状況図」）。流入量は桜川からのものが全体の7割である。

### 湖底
千波湖の湖底地形の調査が1986年と1987年に行われており、これにより千波湖の湖底面は極めて平坦であることが明らかになっている。東部側が最も深い部分で最大水深が1.2から1.3メートル。中央部に移るにつれ僅かに浅くなり最大水深が1から1.2メートル。西部側で1メートル以浅となり、湖岸に近づくにつれ浅くなってゆく。勾配率は東西で0.07パーセント程度である。このように全体的に平坦な湖底でありつつ、次の二つの局所的な地形がある。
東部側の「海釜」に類似した窪地状の最深部
柳崎貝塚近くの岬状に突出している湖岸近くの湖底は窪地状になっており千波湖の最深部となっている。この最深部がある場所は千波湖で最も湖幅が狭くなっている部分であり、この地形から生じた水流の侵食により窪地が生じたものと考えられる。これは潮流による侵食作用で出来た「海釜」と呼ばれる地形に類似している。

中央部から西部側に点在する「穴」
長円形の皿の形をした窪みが中央部から西部側に点在している。窪みの深さは10センチメートルから最大50センチメートル。この「穴」とも言うべき地形の中央付近には湖沼中に鳥小屋等を固定するための棒杭が設置されており、この棒杭がもたらした水の乱流による侵食地形ではないかと、推測されている。
千波湖湖底の地質は、湖底面から20から30センチ下までの間が表層堆積物の層で、黒色の浮泥状の極軟弱な堆積物で構成されている。表層堆積層の下が基盤層で表層堆積層よりやや締りのある黒色ないしは暗褐色の泥である。それぞれの層の含水率は上層が300から600パーセント、下層が200から300パーセントとなっており、基盤層も軟弱な地質であることがわかる。
前述のとおり湖底調査は1986年と1987年に行われているが、1987年の調査では水深が1986年調査より10から20センチメートル深くなった測定値が出ている。この湖底の変化は1986年調査と1987年調査の間に起きた、大雨により千波湖が増水し水が溢れ出した事象が影響していると見られる。つまり、このときの強風と大雨で湖底の表層堆積層が流出した結果、湖底が深くなったと考えられる。このことは千波湖のような浅い湖沼では強風・大雨でも湖底面の削剥が起こりえることを示している。

## 歴史
千波湖の歴史を大別すると、古桜川の堰き止めにより原型の沼地が誕生した古千波湖時代（縄文時代から安土桃山時代まで）、水戸藩により沼地が護岸工事で囲い込まれ湖沼"千波湖"が成立し現在より広い姿の改修前時代（江戸時代から大正末期まで）、改修事業が行われていた改修期(大正末期から昭和前期）、改修事業が終わり面積を縮小させた以後の改修後時代（大正末期から現在まで）となる。

### 古千波湖時代
最終氷期の時代であった2万年から1万8千年ほど前、海面の低下により流れが急になった那珂川、古桜川は台地に深い谷を造った。1万2千年前頃から地球の気温上昇が進むにつれ海面も上昇し6千年前頃には現在の千波湖近くまで入江が侵入した。現在、千波湖南東岸にある柳崎貝塚はこの時代の証人でもある。海面上昇に伴い那珂川、古桜川の土砂運搬力は弱まり水戸の台地の間に沖積平野を形成し、古千波湖の元となる低湿地が出来た。5千年前頃から海面の低下が始まり、古桜川は那珂川と合流した。那珂川が氾濫時に運んだ堆積物は古桜川との合流点に逆三角州を形成し古桜川を堰き止めた。これにより千波湖の原型たる古千波湖が誕生した。このような形成過程を持つ湖沼を「堰止湖」と呼ぶ。
流れを遮られた古桜川は那珂川の後背湿地に流れ込み「赤沼」と呼ばれる沼地も造った。この沼地のあった場所はかっては「赤沼町」と呼ばれ、現在の城東2 - 4丁目、東台2丁目辺りである。この赤沼の他、古千波湖東端と那珂川の間には「鏡ヵ池」と呼ばれる池沼などが連なって存在しており、古千波湖の水はこれらの池沼を経由し、最終的に赤沼から那珂川へ流れ込んでいた。これら東端から連なる池沼も古千波湖の一部として捉えるなら古千波湖は吉田地区、浜田地区の方まで拡がっていたより大きな湖沼であったといえる 。

### 改修前時代

改修前の千波湖の姿が載っている古地図
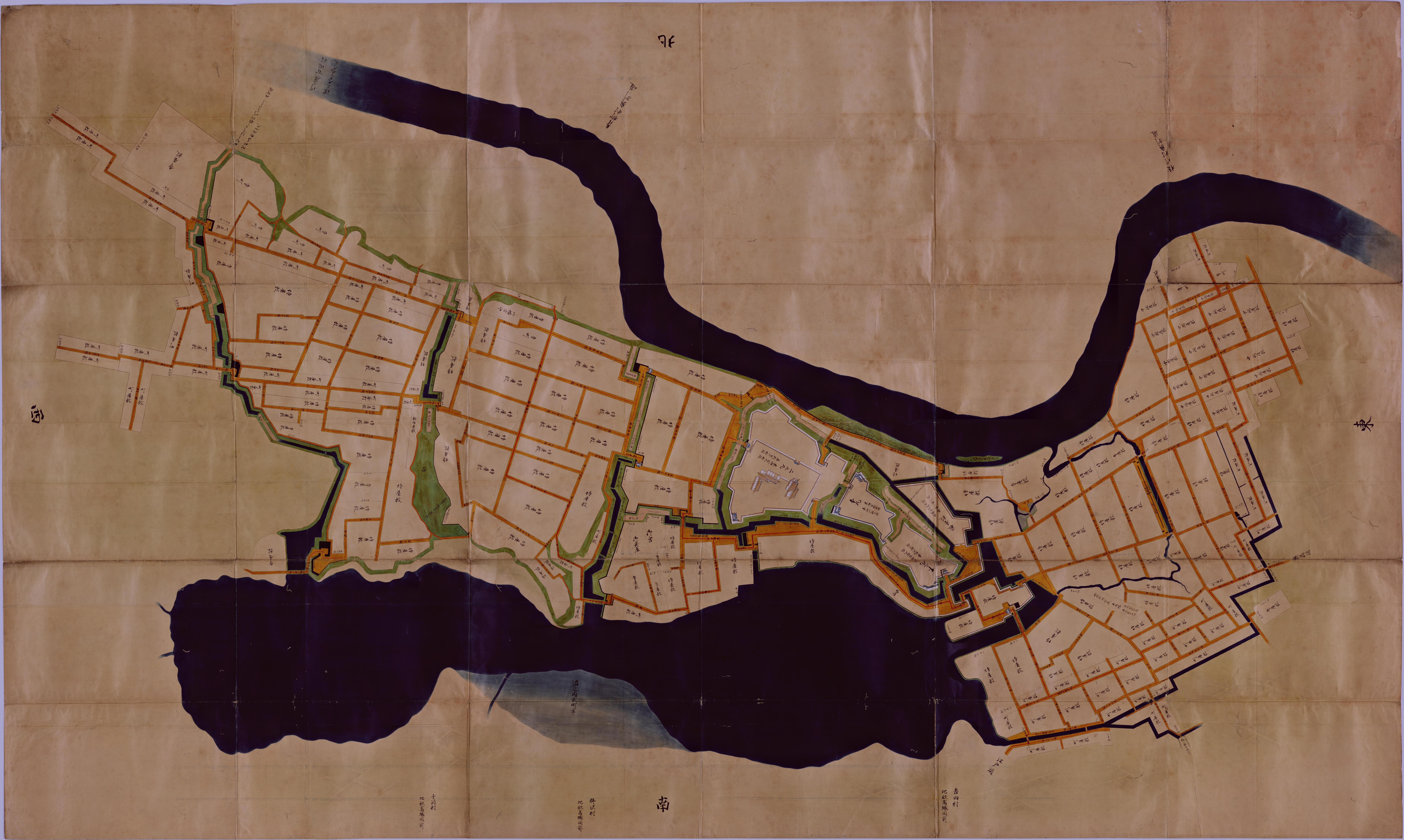
『常陸国水戸城絵図』（正保年間（1645年 - 1648年））
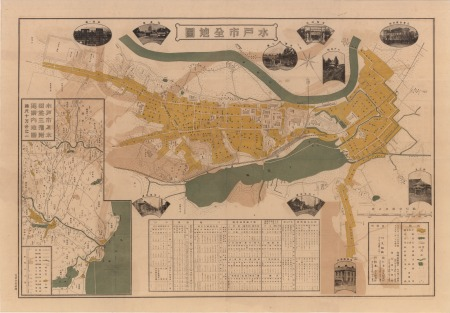
『最新水戸市街実測全図』文化堂（1916年）
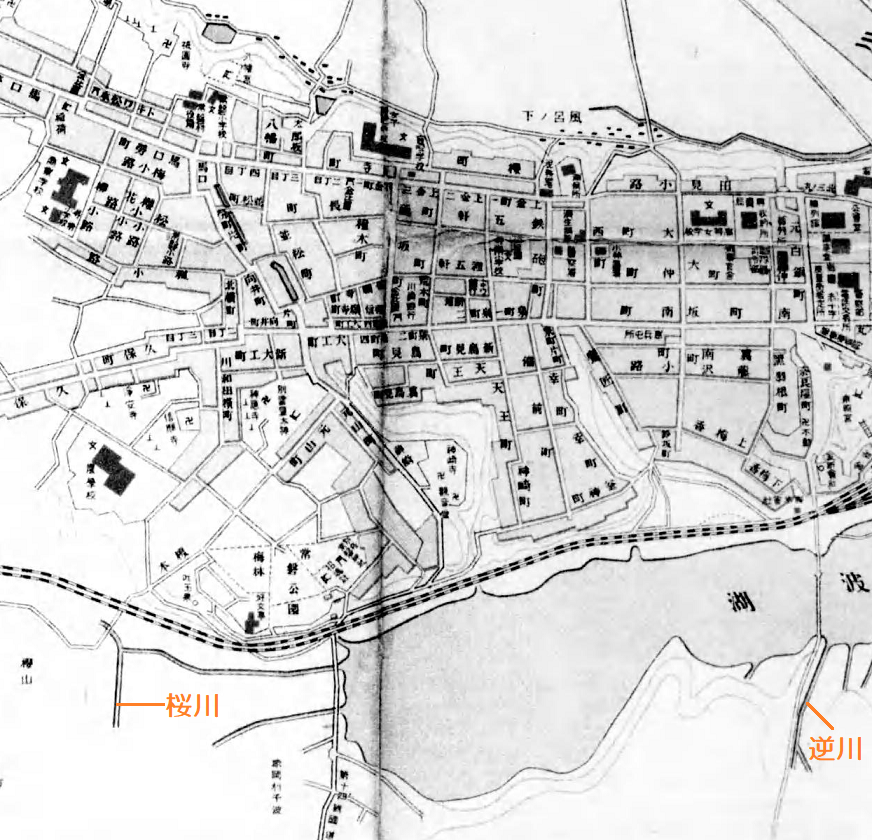
『茨城県管内全図』（1919年）中の『水戸市街図』西側部分
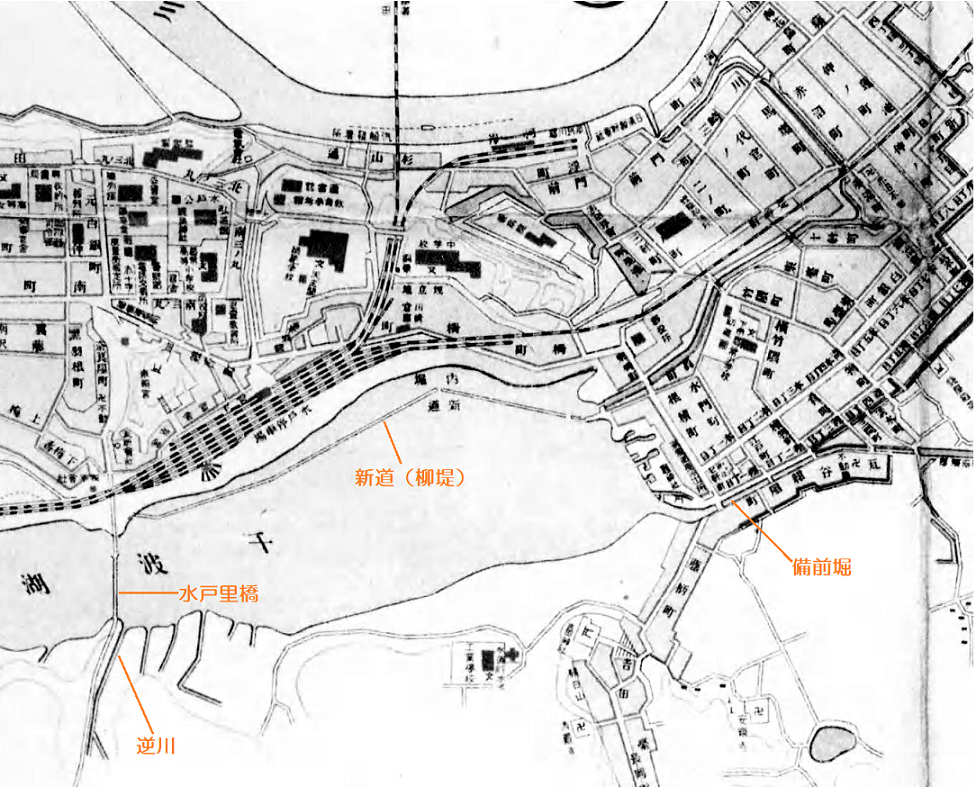
『茨城県管内全図』（1919年）中の『水戸市街図』東側部分

改修前時代は水戸藩により管理されていた江戸時代と、水戸藩の管理が無くなった明治時代以後で諸相が変化している。

#### 江戸時代
江戸時代に入り水戸藩は城下町造りの一環として慶長から寛永にかけて古千波湖の整備を行った。古千波湖から赤沼を経由し那珂川に流れ込んでいた流出河道は、水戸城の東から北側を囲む外堀となるように屈曲した水路に改修された。この水路は「下町外堀」、「桜川」又は「馬場川」と呼ばれる。城下町の拡張のため、沼地や湿地があった古千波湖東部は埋立て工事が行われ「田町」と呼ばれる"下町"が開設された。この埋立地に接する古千波湖岸は崩れないように護岸工事が行われた。古千波湖北側も屋敷地の拡充や船着場の設置のため整備・護岸化された。これらの整備事業により古千波湖岸が囲い込まれ、湖沼"千波湖"が成立した。大槻はその成立時期を、「田町越え」と呼ばれる、前述の新開設地である「田町」へ商人らが移住させられた年である1625年（寛永2年）と指定し、同時に「千波湖（千波沼）」という名称が付いたのもこの頃と考察している。
水戸藩にとって千波湖は水戸城を守る要害であり、そのため、禁漁や禁夜船などの措置がとられていた。又、水深の浅い千波湖は泥の沈澱や草藻の繁茂が生じやすいため、軍事面と治水面から浚渫や草藻の除去といった管理が重要であった。この管理業務は水戸藩の統制の下、武家方と町方双方が負担して行われた。

##### 改修前の千波湖の姿
水戸藩により囲い込まれた千波湖の面積は現在の姿より約3倍ほど大きかった。かつて大きさについて記している史料には以下がある。
- 水戸下市の町年寄が残した町方文書である『水戸下市御用留』内の、宝暦11年（1761年）8月16日付け覚に、山口勘兵衛という幕府の巡見使が来水した際の案内において、千波湖の大きさは「横拾町、堅壱里」と答えよ、との指図が記録されている。これはおよそ、横1090メートル、縦3900メートルとなる[72][73]。
- 『水府地理温古故録』（1786年（天明6年））[注釈 5]では「長五里餘、横一里許、深さ平水六尺程。」と記録されている。これはおよそ、東西15700メートル、南北4000メートル、水深1.8メートルとなる[75]。
- 『水府志料』（1807年（文化4年）[注釈 6]では「東西三十町余、南北六七町余あり」と記している。これはおよそ、東西約3273メートル、南北654ないし763メートルとなる[72][77]。
- 1830年（天保元年）写の『水戸地図』（徳川ミュージアム所蔵）では「長二十七町 広六町余」と書き込まれている。これはおよそ、東西2945メートル、南北654メートルとなる[78]。
- 1885年刊の松平俊雄（松平雪江）の編・画による『常磐公園攬勝図誌』では「東西凡そ弐拾五町五十間南北六町余」と記されている。これはおよそ、東西2818メートル、南北654メートルとなる[79]。
- 1890年刊の水戸市の古地図『水戸市街改正略図』（上掲外部リンク）には、"長二十五町五十間 巾五丁 周一里二十六町"と書き込まれている。これはおよそ、東西2818メートル、南北545メートル、周囲6736メートルとなる[66]。
- 『水戸市史 上巻』では"幕末の調査によれば、上沼が196665坪、下沼が162624坪、内堀が27075坪となっている。"と記載している（但しその出典は掲示されていない）。これは上沼（千波湖西部）が650538平方メートル、下沼（千波湖東側）が537600平方メートル、内堀（新道の内側）が8190平方メートルとなる[33]。

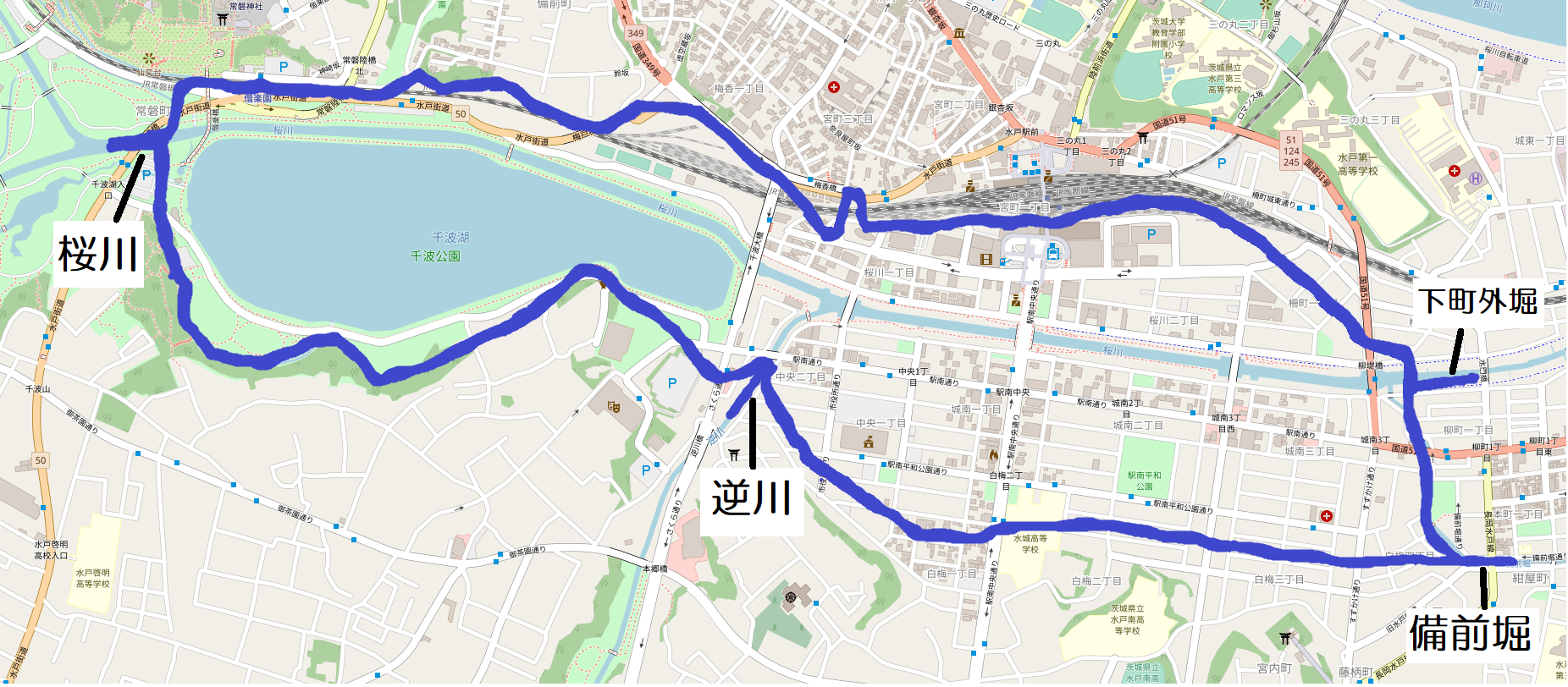
現在の水戸市に改修前の千波湖外周（青線）を重ねた地図

水戸の城下町の古地図である天保元年（1830年）写の『水戸地図』を現在の水戸市に重ね合わせて見ると、改修前の千波湖は北側は県道上水戸停車場千波公園線とJR常磐線を越え、北側台地の崖下まで水面が及んでいるのが見て取れる。北西部は偕楽園駅の際まで水が及んでいる。これは1842年に開園した偕楽園の直下にまで湖水が及んでいたことになり、当時は千波湖から舟で直接偕楽園へ入ることが出来ていた。水戸駅南側は国道51号を越えた柳堤水門の辺りを北東端に、南東端を備前堀に架かる銷魂橋、南を銷魂橋から水城高等学校を経てさくら通り文化センター入口交差点辺りまでを結んだ線を湖岸にして、現在は市街地となっている部分のほとんどが水面下にあった。そして現在湖南に広がる千波公園の芝生広場はほぼ全部が水面下にあった。
かような大きさであった改修前の千波湖には、以下のような現在は無くなったり別の姿になった光景があった。
備前堀の始点
現在も水戸の下市地区に残っている備前堀は千波湖の放水路として1610年（慶長15年）に着工された。現在の備前堀は桜川の柳堤水門前を始点としているが、往時は千波湖南東端を始点としていた。その位置は現在の備前堀に架かる銷魂橋辺りである。

新道（柳堤）
"新道"は改修前の千波湖の北東湖中に作られた道である。千波湖北側の上町と湖東側の下町の往来を良くする目的で初代藩主頼房治世の1651年（慶安4年）に作られた。次の藩主光圀は炎天に新道を往来する人を思い、又、中国の西湖の蘇堤を模して道に柳を植えた。そして1690年（元禄3年）、新道に"柳堤"という名をつけた。5代藩主宗翰の宝暦年間（1751年 - 1764年）には楓数種が植えられた。

新道は奈良屋町片町（現在の宮町3丁目）を西の起点に、湖北東部の根積町（現在の柳町1丁目）へ達する長さ18町（約1963メートル）の道であった。道には3箇所切れ目が作られ各々東から一番橋（東ノ橋）、二番橋（中ノ橋）、三番橋（西ノ橋）が架けられた。道内には番所が3つ設けられ千波湖の取締を行っていた。新道で区分けされた湖の北部分は"内堀"と呼ばれた。

木々が映える湖中の道は当時の千波湖にたいそう趣を加え、多くの者が憩いに訪れた。その風雅な景色は"千波湖八景"の一つ"柳堤夜雨"に選ばれている。この道の名残は今では、柳町1丁目の桜川に架かる橋、"柳堤橋（りゅうていばし）"の名に残るのみである。
明治時代、水戸城内と周辺の武家屋敷地区の一般人の通行が自由になった事から新道は使用される頻度は減った。1889年に水戸駅 - 小山駅間に開通した鉄道、水戸鉄道の線路は千波湖北岸に沿って敷設された。これによって新道への通行が遮られてしまい、新道は完全に使われなくなり、荒廃した。

奈良屋町の舟付場
奈良屋町には舟着場があり、ここから遊覧船や湖南岸へ向かう渡し舟が出ていた。

千波湖八景
徳川光圀が定めたとされる、かつての千波湖における8つの佳地である。

七崎（千波七崎）
千波湖に突き出た崎（岬）7箇所を総じて"七崎（千波七崎）"と称した。紹介している史料によって以下のような相違がある。
|             | 『水府地理温古録』 | 『水府志料』     | 『常磐公園攬勝図誌』     | 『便覧水戸市全図』 [注釈 8] |
| ----------- | ------------------ | ---------------- | ------------------------ | --------------------------- |
| 神崎        | ○                  | ○                |                          |                             |
| 妙法崎      | ○                  | ○                | ○                        | ○                           |
| 柳崎        | ○                  | ○ ※表記:柳か崎   | ○ ※表記:栁か崎           | ○ ※表記:柳ｹ崎               |
| 駒入崎      | ○                  |                  | ○ ※こまいり              | ○                           |
| 駒込か崎    |                    | ○                |                          |                             |
| いぼ崎/庵崎 | ○ ※表記:いぼ崎     | ○ ※表記:庵か崎   | ○ ※表記:庵崎（いほさき） | ○ ※表記:庵崎                |
| 筑能崎      | ○                  |                  | ○ ※つくの                |                             |
| 藤か崎      | ○                  |                  | ○ ※表記:藤が崎           | ○ ※「此辺藤崎址」と記す     |
| 梅戸崎      |                    | ○ ※表記:梅戸か崎 | ○                        | ○                           |
| 三玉か崎    |                    | ○                |                          | ○ ※表記:三魂ｹ崎             |
各崎の詳細は以下のとおり。

- 神崎 - 千波湖北側、梅戸崎と妙法崎の間にあった。
- 妙法崎 - 神崎寺の南に在った。"神崎寺"は現在は水戸市天王町にある真言宗の寺院である。かつてこの崎には釈迦立像を収めた妙法教主殿という建物があったという。また、妙法崎の東には滝があったという。

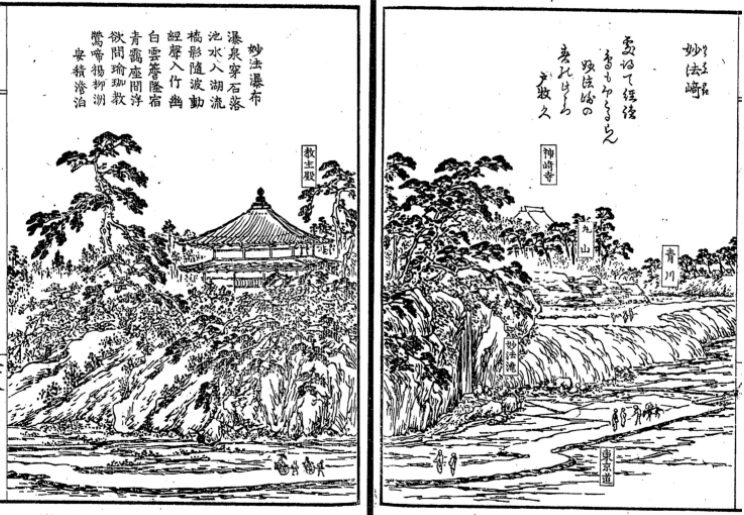
妙法崎（『茨城常盤公園攬勝図誌』）

- 柳崎 - 千波湖の南西の隅で、東京街道（現在の国道6号）のすぐ東にあった。
- 駒入崎 - 湖北東の水戸城下の内堀に面した所にあった。『水府地理温古録』では"中御殿下か、御厩の辺かと云々"と、『常磐公園攬勝図誌』では"上市柵町の裏通りを云"と記されている。
- 駒込か崎 - 不明。
- いぼ崎/庵崎 - 当時の逆川河口の西に在った出崎。その名の由来を『水府地理温古録』では、この地にはかってイボタノキがあったから、と記している。
- 筑能崎 - 場所について『水府地理温古録』では"吉田内阿佐ノ台の下辺に、つくのふという字の地あり、その川辺也"と、又、『常磐公園攬勝図誌』では、"吉田村安蘇の台の辺"と記されている。"筑能"は現在の水戸市元吉田町（旧吉田村）の小字に残り、その場所は茨城県立水戸南高等学校のすぐ北である。
- 藤か崎 - 偕楽園の下で、桜川の近くにあった。この崎には藤がはびこっていた、という。『便覧水戸市全図』ではその場所に「此辺藤崎址」と、かってはここに崎があった旨、記している。
- 梅戸崎 - 湖北側の舟着場のすぐ西の"梅香"にあった。"梅香"は現在の梅香1丁目辺りである。現在の千波大橋の市街よりの袂にある切り立った崖がこの崎の名残で、付近の"梅戸橋"はこの崎の名を残している。夕暮れに梅戸崎から西を見た時の残照と湖水の佳景は千波湖八景の一つ「梅戸夕照」として称えられている。
- 三玉か崎 - 湖南東端の竈神社境内に在った。『常磐公園攬勝図誌』は"七崎"の一つには挙げていないが、"三魂崎（三魂ヶ崎）"として"下市七軒町竈神社の境内にして･･･"と紹介文を記している。竈神社は現在も水戸市本町1丁目に今もある神社で、奥津彦命（おきつひこのみこと）、奥津姫命（おきつひめのみこと）、中御方命（なかみかたのみこと）を祀っており、かっては社名を三宝荒神と称していた。

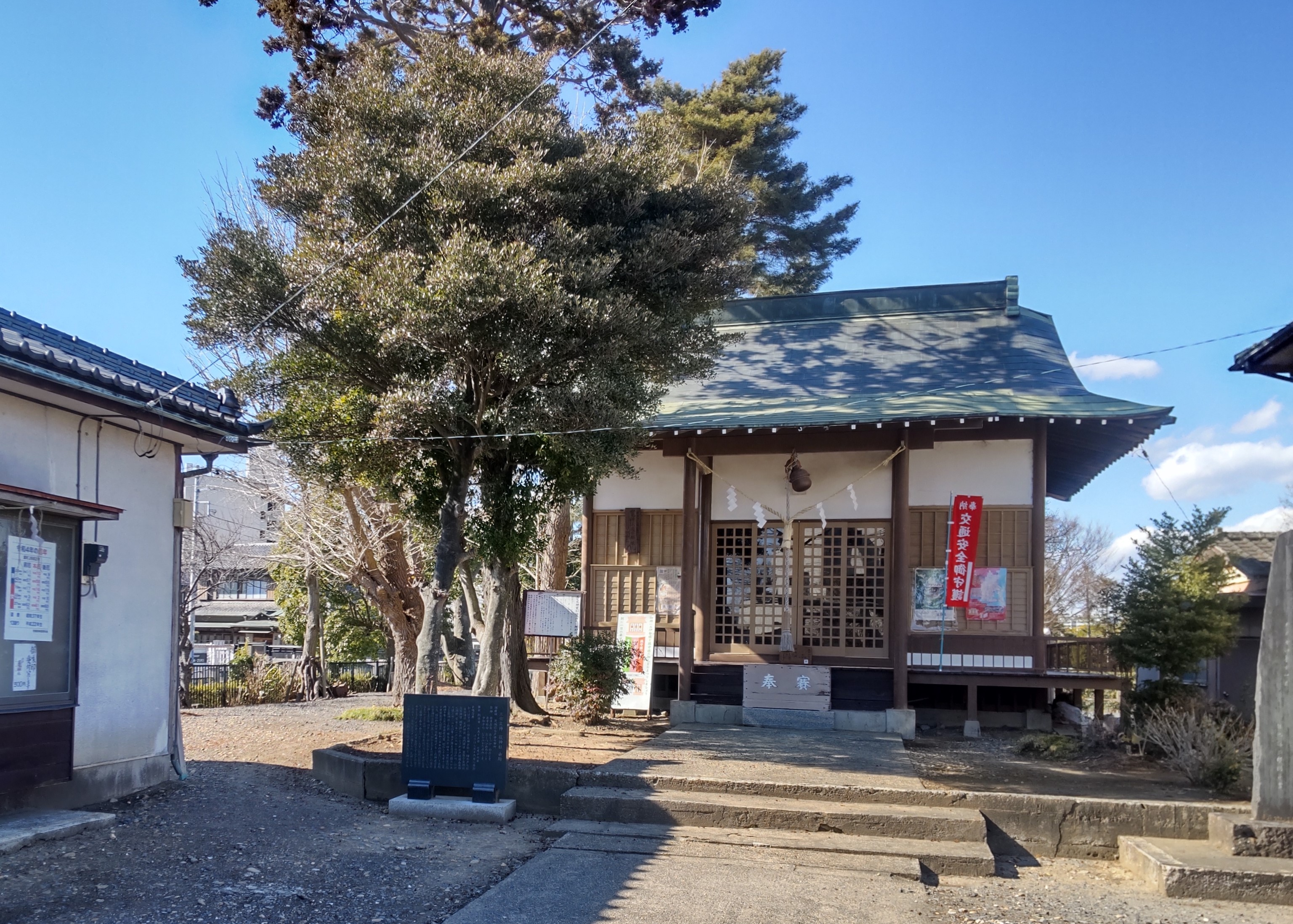
竈神社（2022年撮影）

以上が"七崎（千波七崎）"であるが、『水府地理温古録』では千波湖に在った他のいくつかの崎への記述が示されている。ひとつは光圀が"八崎"と呼んだ所への記述で、妙法崎、岩根崎、緑崎、雉崎、柳崎、阿佐野崎、小松崎、宮崎の8つを挙げている。又いまひとつ、"榎樹崎"と称した地もあったと記述している。

八沢（千波八沢）
千波湖に注いでいた沢8つを総じて、八沢（千波八沢）と称した。それは『常磐公園攬勝図誌』で"八澤（やさわ）"として挙げられている、鯉沢、木沢、茂沢（もさわ）、狐沢、拂沢（はらいさわ）、福沢、米沢、中沢である。この内、鯉沢の場所は"吉田村清岩寺の裏"と記述されている。鯉沢にあたる場所は2011年5月に"元吉田鯉沢緑地"（元吉田町642）の名称の都市公園となった。この緑地の東隣に"清巌寺"がある。
なお、『水府地理温古録』では前述"八澤"から福沢が抜けた、鯉沢、木沢、茂沢、狐沢、拂沢、米沢、中沢を"七澤"として記述している。

新々道
新々道は千波湖を南北に往来する目的で造られた湖中の道である。設置は文久年間（或いは安政年間）で、一旦の廃止と復活を経て1888年末から1890年の間に廃止された。新々道の北側の起点は奈良屋町の新道の西端辺りで、そこから南岸の逆川河口西へ、新道と直角になる形で伸びていた。現在の位置でいうと、千波大橋の辺りである。道途中には2箇所の橋があり舟の運航が可能となっていた。

新々道は千波村に武家屋敷を新たに建てるに当りそこまでの交通路として設置された。起年については1863年（文久3年）8月に着工し1864年（文久4年）6月に通行とする史料（『大津忠順当用手控』（『茨城町史資料集 第1集』収載））、安政年中の斉昭治世中に築かれたとする史料（『千波湖渡船場関係書類』（『深作家文書』中の1文書。茨城県立歴史館所蔵））がある。その後、千波村の新武家屋敷建築が見合わされてしまったことから1867年（慶応3年）中に一旦は取崩しとなったが、1871年（明治4年）7月に通行が復活した。復活した新々道であるが、利用は近隣の農民に限られ荒廃していった。そして、湖水の流れを阻害しているとのことか千波湖普通水利組合（現在の「千波湖土地改良区」の前身）が撤去を要求し、結果、1888年末から1890年の間に廃止された。廃止後は渡し船が運航されるようになった。

##### 偕楽園開園
1842年（天保13年）7月1日に千波湖を見下ろす湖北西の崖上に偕楽園が開園した。これにより千波湖は偕楽園の借景として欠かせない存在となり、景観的、歴史的価値が付与された湖沼となった。偕楽園の創設者である徳川斉昭が記した偕楽園の創設趣旨記である『偕楽園記』では、園の開設地決定において千波湖が要素の一つであったことを示す一文が以下のように記されている。
私（＝斉昭）は嘗て領内を巡った時、水戸城の西に広々と開けた山谷が有り、そこは筑波山を望み千波湖に面した、城南の優れた景色が一望に出来る地であった、との意である。
偕楽園直下の千波湖岸には舟着場が設けられ、千波湖から舟で直接乗り入れられるようになっていた。

#### 明治以後
明治時代になり、千波湖管理を統制していた藩政が廃藩置県によって無くなったことにより、千波湖を巡り様々な人々の利害の衝突が表面化した。一応、維持管理は旧慣習を引き継ぐ形で備前堀下流の村々が責任を持つことになったが、彼らだけでは維持管理は困難で湖沼の荒廃が進んだ。荒廃した千波湖ではマラリア原虫をヒトに媒介させるハマダラカの生息数が増え、水戸の風土病であったマラリア（"瘧（おこり）"と呼ばれた）の罹患が増大するなどした。
千波湖の管理団体として「千波湖水利土巧会」が難産の末、1885年に発足した。「千波湖水利土巧会」は後、「千波湖普通水利組合」となり現在の千波湖土地改良普及区へ続く。
千波湖普通水利組合にとっての千波湖は自らが持つ田畑への用水源であった。よって、貯水量確保の為に千波湖の浚渫を度々行っているが、それに加え湖底の汚泥除去のための既存の地下水路（『御密樋』）復活等の請願（後述）、湖沼の貯水量を減らす内堀の埋立反対などを市に要求している。
前述した新々道の撤廃もそうした運動の一連である。また、用水源として使うため、水利組合は千波湖の水面を常に高くすることを望んだ。だが、千波湖は沿岸の緑岡村の農民などにとっては水位が下がった時に生じた湖底を水田として使う場でもあったため、彼らは水位を低くすることを望んだ。又、度々起こる溢水による水害を受ける下市地区の住民は水位を低く維持することを望んだ。この水位問題を巡り関係者の、とりわけ水利組合と緑岡村等の沿岸村民との対立は深まっていった。
加えて、増収のため、禄を失った士族を救済する（＝士族授産）ため、市街地拡大の為等々の理由で千波湖の干拓が明治になってから県・市側から何度も計画される。水利組合にとっては用水源を失う訳であり、代替の水源の確保無くしては計画に簡単に応じるはずもなく、立案された計画も費用がかかり過ぎるとの批判も出て、計画は出ては消えを繰り返した。
1912年12月7日、水利組合は湖底の汚泥除去のための工事計画を県に請願した。この工事内容は、ひとつに藩政期に造られ明治初年に破壊されていた『御密樋（"隠密樋"とも云う）』と呼ばれる千波湖内堀と水戸城外堀の馬場川（"下町外堀"、"桜川"とも云う）を繋ぐ地下水路を汚泥排出路として復活させる事、もうひとつは那珂川からの逆流を防ぐ目的で馬場川に設置されていた石垣を切り下げる事であり、これにより千波湖の汚泥除去を促進させ、荒廃が進み真菰の繁茂や堆積土砂の蓄積で貯水範囲が狭まってしまった千波湖の貯水量を増大させ用水不足を解消しようとするものであった。この請願は受け入れられ1913年1月31日に一連の工事が着工され翌年竣工した。が、その検査中に工事箇所が漏水により崩壊するという事故が起き、補修工事が行われる。補修工事は1915年に完成したが、完成後再度漏水が発生したため、更なる追加の工事が行われた。この2回の追加工事で工事費が当初の金額から大きく膨れあがり、県からの補助金もあったにしろ組合員の負担がより増した。その負担に見合わず新たな地下水路の汚泥排出効果は期待を下回るものであり、水利組合が望んだ用水不足解消は成らなかった。この件に対する組合員の不満は後の千波湖改修事業の際に噴出することになる。組合外においても、那珂川の逆流防止装置であった石垣を切り下げられた下市地区の住民からは水害への不安の声があがった。
こうした千波湖の問題の解決は、大正後期から始まる干拓を含めた大改修事業に持ち越された。

### 改修期
千波湖の様々な問題解決のため、遂にその東側半分（下沼）の干拓を含む大改修が実施された。この千波湖改修事業は1921年（大正10年）に起工し、1932年（昭和7年）終了した。この事業により埋め立てられた下沼部分は水田とされた。千波湖に直接流入していた桜川は千波湖から切り離され、湖北岸を沿って流れた上で水戸城の旧外堀である馬場川に接続し、那珂川に流入するように改修された。同じく千波湖に直接流入していた逆川も千波湖から切り離され、桜川に合流するように改修された。千波湖改修事業とほぼ同時期に内堀の埋立も行われており、現在の水戸駅南地区の陸地が誕生した。改修事業によって造られた水田における稲作の用水は改修された桜川から取水するようになり、用水源としての千波湖の価値は減じた。

#### 千波湖改修事業

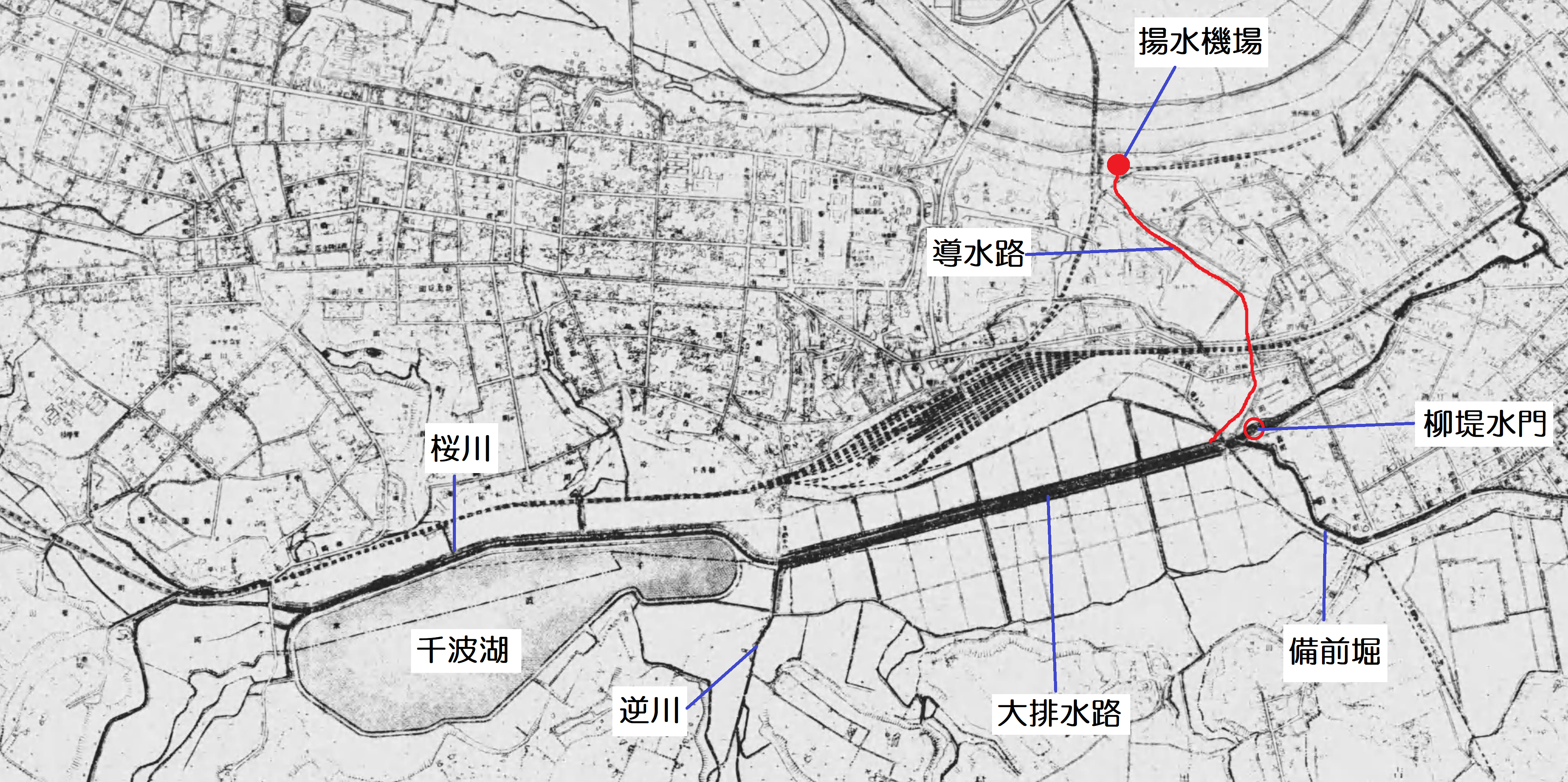
水戸市の1936年（千波湖改修事業終了の1 - 2年後）頃の地図

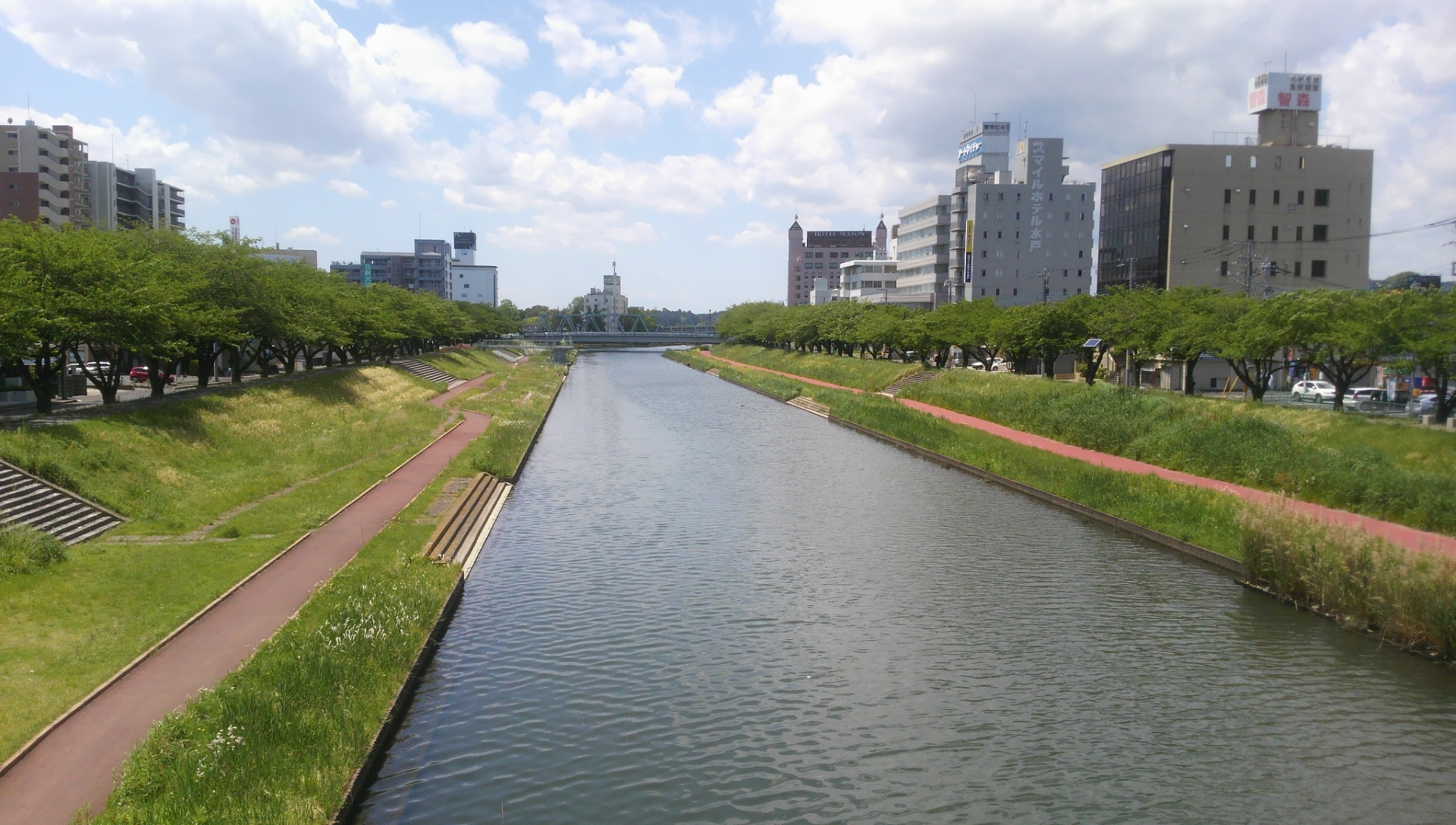
水戸駅南口駅前通り橋から見た桜川（2014年撮影）。改修事業で造られた"大排水路"の現在の姿

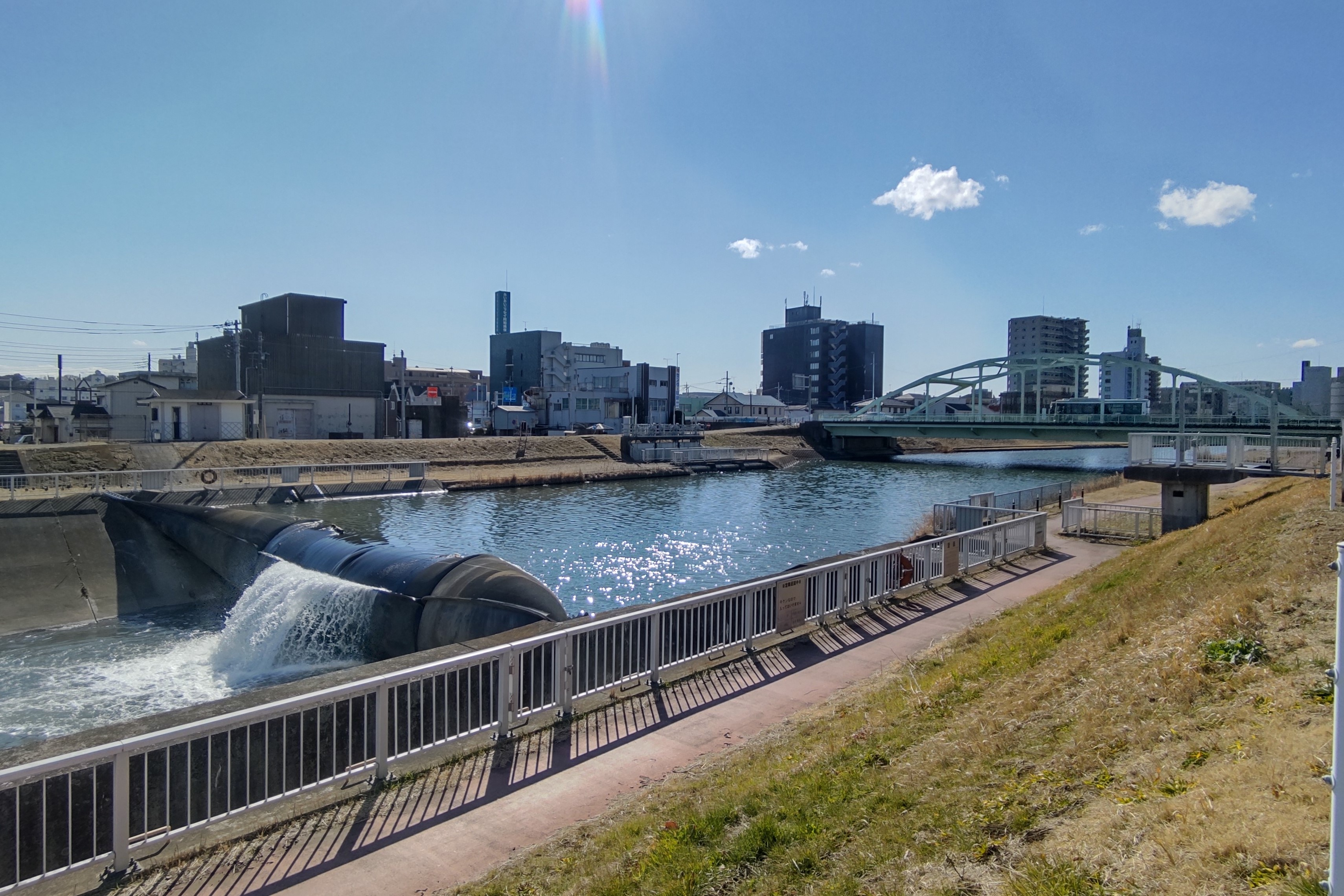
柳堤水門（2022年撮影）

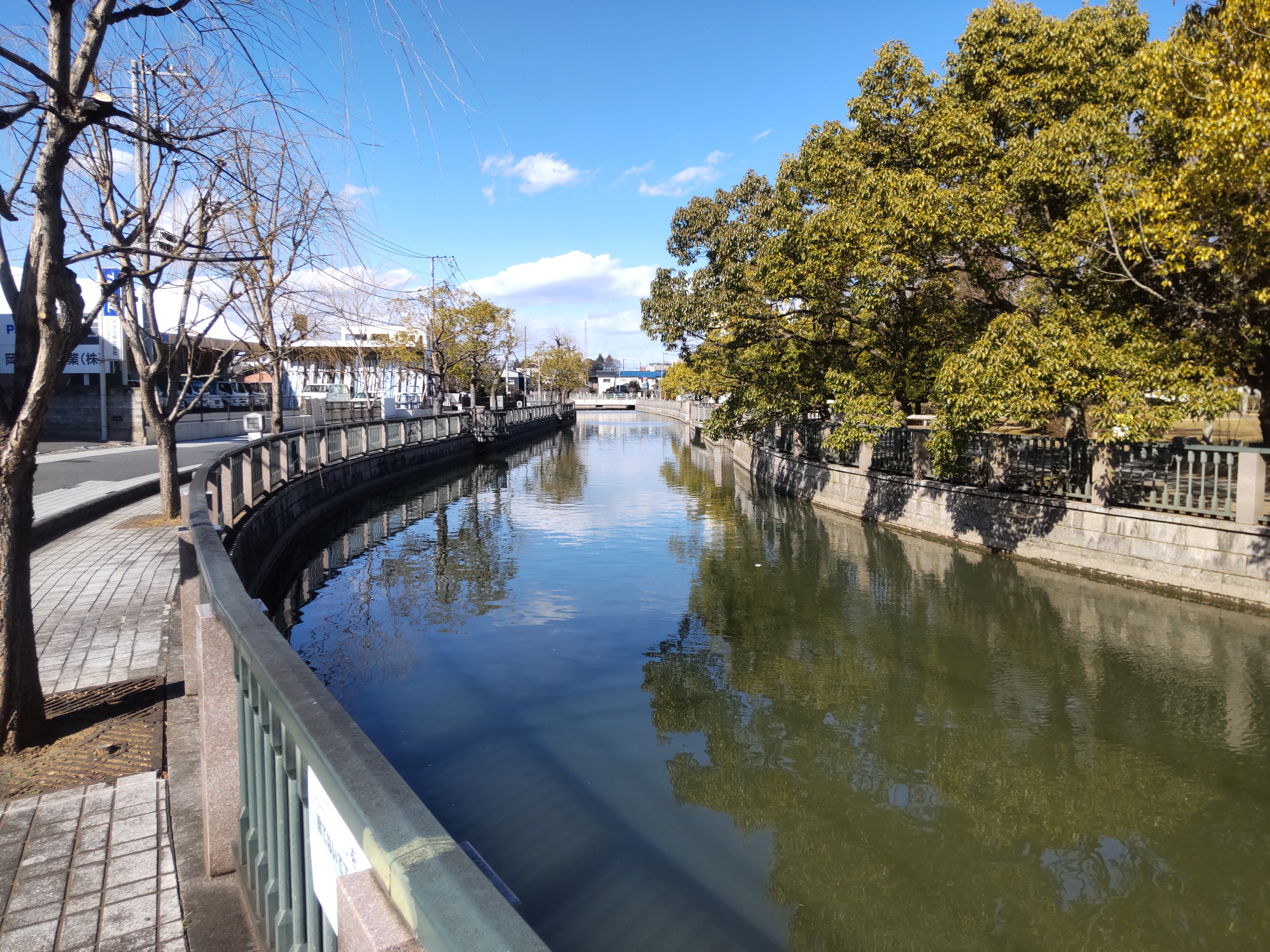
備前堀（2022年撮影）。千波湖改修事業で新造された部分。

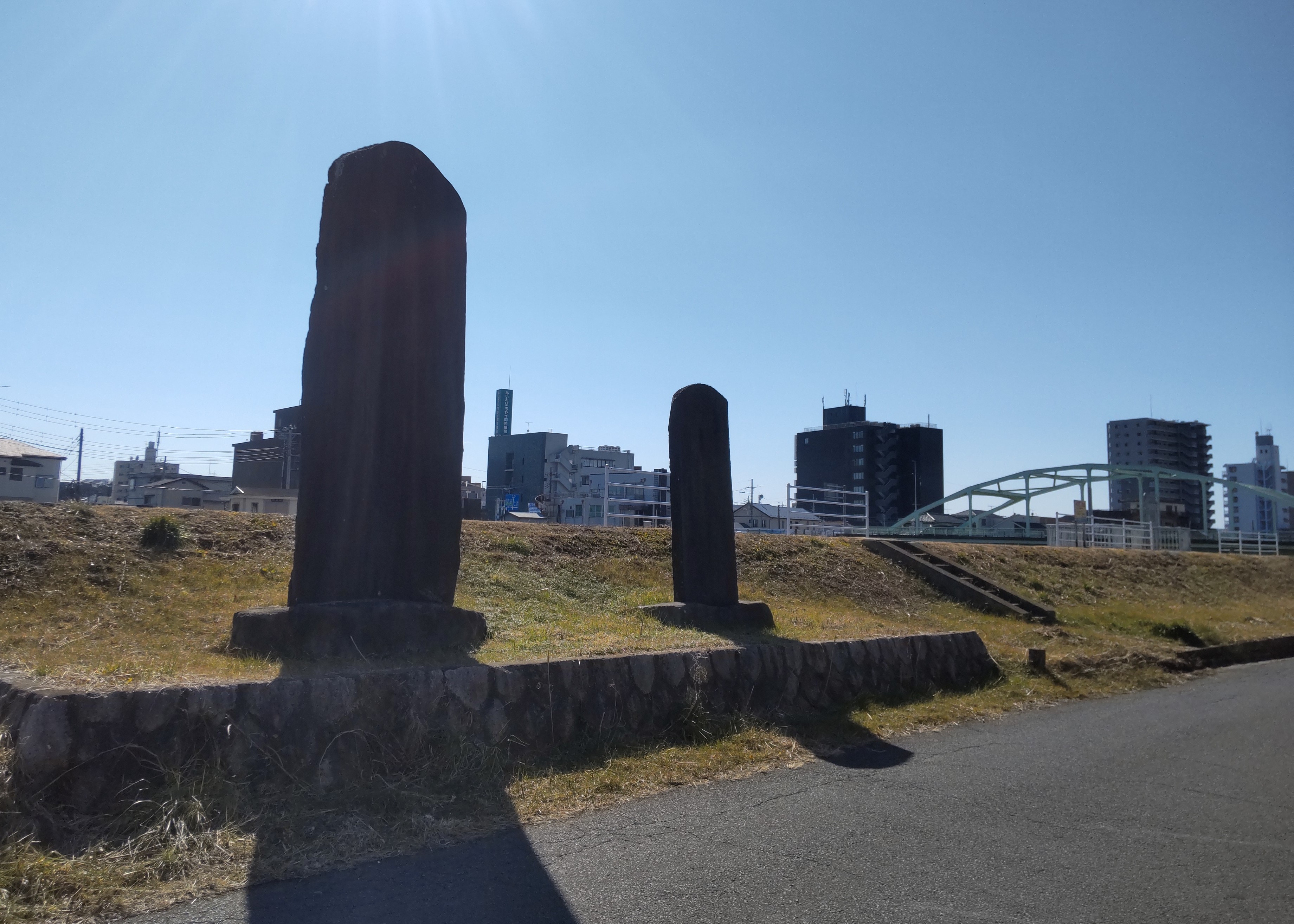
左が千波湖水利改修記念碑

水利組合が願って復活させた"御密樋"は前節で書いたとおり期待する効果が出なかった。結果、用水不足が解消されない水利組合は茨城県に千波湖に流入する水量等の水利状況の調査を依頼し、県は1919年2月25日の組合総会にて次のような見解を示した。それは、千波湖に流入する水量だけでは水田への灌漑必要量の半分しか賄えない、よって千波湖は一部を干拓し、代わりの用水は那珂川からポンプで揚水したものを利用する、その工事は組合の経費負担で行う、としたものであった。これを受け組合幹部は多額な工事経費は千波湖を干拓しその干拓地を売却することで捻出する、との考えを持つようになった。組合はこの事業案を最初は農商務省に掛け合ったが受け入れられず、次に茨城県へ県営事業として行ってくれるよう1920年7月に請願した。これを受け県は同年9月17日に"千波湖は荒廃している。よって一部を浚渫すると共に一部を埋立てて有用に使用すべし"とする旨の諮問を組合及び関係市町村に発した。
この諮問を受け水利組合幹部は直ぐ臨時組合会を開催し審議を開始したが、多くの組合員から"諮問容認は絶対反対!"との反発をくらってしまう。この反発の背景には組合員達の、先の"御密樋"工事では負担を負わされただけに終わった不満と、今回も同じ目に遭わされるのではないかとの組合幹部に対する不信感があった。反対運動は過激を極め、遂に9月25日、組合議員は総辞職させられてしまう。11月11日、組合員選挙が執行され、選ばれた新議員らは8名からなる調査委員を指定し彼らに諮問内容を調査・検討をさせた。12月3日、調査委員の調査・検討の成果を持って臨時組合会が開催された。そして、県の諮問には同意するがそれには、1つに千波湖の水利権は組合に有ることの確認、2つにポンプ設置費用は県が負担し、かつ、ポンプ設置が用水不足解消に効果が出ない場合はその維持費も組合は負担しないこと、3つに得られる用水量は水利組合域内の水田への供給に不足が生じないこと、4つに千波湖下沼の埋立は、ポンプ設置と上沼の浚渫工事が終了し、かつ、それら措置の有効性が認められた後実施すること、の4つの条件が必要で有るとする答申案が満場一致で承認された。
水利組合の承認があった翌日の12月4日の県会において千波湖改修事業が力石雄一郎知事より提案された。提案の内容は千波湖の一部浚渫一部埋立及びその他の改良事業を1921年度から開始し1927年迄に完了させる、とのものであり、千波湖埋立に対しての反対を考慮し、埋め立てしなかった部分は湖周に道路を巡らす等環境整備も行う、とした。なお、この時の提案で千波湖改修事業に付属して霞ヶ浦西岸の稲敷郡江戸崎町、鳩崎村、古渡村、高田村（左記全て現在の稲敷市）に拡がる江戸崎入の干拓事業も行うことが提案されている。その理由は、千波湖を干拓して生まれた干拓地の売却益だけでは千波湖改修事業を行える見込みが無いので、江戸崎入干拓で生まれた干拓地の売却益も千波湖改修事業の補填に充てよう、とするものであった。知事が示した千波湖改修・江戸崎入干拓事業の提案に対して県会の野党的立場の憲政会系議員らの反対派千波湖改修事業については用水量確保の確実性、事業の収支見込みの適否等について激しく問い県会は紛糾したが、12月10日の県会で賛成23名反対16名で県の提案は可決された。
この可決を得て、県は千波湖及び江戸崎入の干拓予定地の払下げ入札を1921年8月に実施した。入札の結果、愛知県名古屋市西区下園町にあった神谷産業株式会社が払下げ先に決定した。価格は千波湖干拓予定地の面積68町8反（約682314平方メートル）で393536円であった。2019年の貨幣価値に計算（企業物価指数（戦前基準指数）で計算）すると約2億1216万円に相当する。1反辺りは572円（2019年の貨幣に換算して約31万円）であり、この地域の水田としてはかなりの高額であった。
工事請負業者については茨城県は1921年11月3日に入札を実施したがこの時は予定価格に達する応札が無く不成立に終わる。翌1922年1月19日茨城県は再入札の結果、東京の東洋道路工業株式会社と59万5千円で契約した、と発表した。2019年の貨幣価値に計算（企業物価指数（戦前基準指数）で計算）すると約3億2838万円に相当する。そして千波湖改修工事は1月28日に地鎮祭が執行され、着工された。
1926年迄に工事を終了し1929年度までに事務手続きを終了する、との計画のもと、1922年1月から揚水機設置工事が開始され、以後順次関連工事が行われていった。が、関連工事により新設された柳堤水門が1928年7月に起きた水害で破損してしまったことから、柳堤水門補修工事（追加予算66000円）が追加され、事業は2ヶ年延長された。結果、千波湖改修工事は1932年3月に竣工した。
なお、千波湖改修事業と並行して行う計画であった江戸崎入干拓事業は難工事になった為中止されている。
千波湖改修事業で行われた主な工事の概要は以下のとおり。
揚水施設設置
那珂川から水を汲み上げる揚水施設が那珂川の水郡線鉄道橋至近に設置された。メインとなる揚水機設置工事は1922年1月着工、同年8月竣工。設置されたのは日立製作所製の、90馬力の電動機2台と23寸（約70センチメートル）の渦巻きポンプ2台で、最大計画揚水量は毎秒628リットルであった。機上上家は12.76平方メートルで、揚水機を操作する機関手の住宅も建築された。この揚水機場は「大杉山揚水機場」の名で現在も千波湖土地改良区の管理下で稼働している（中のポンプは更新されている）。

導水路敷設
汲み上げた水を揚水場から新柳堤水門の上流部まで導水する水路が敷設された。水路は水戸城の旧堀を利用したり、新たにコンクリート製暗渠を造るなどして敷設された。暗渠部分の工事は1922年10月着工、1924年3月竣工。

桜川改修

桜川は千波湖への流入から切り離された。そして新たに造られた上沼北岸に沿って走る水路を流れさせた。そして、その水路は下沼があった部分に新たに造られた"大排水路"と呼ぶ水路に接続され、大排水路は馬場川（「下町外堀」、「桜川」とも呼ばれていた）と呼ばれていた水戸城の旧外堀に接続した。そして馬場川は那珂川に注いだ。この改修で桜川はその上流から、千波湖北岸に新造の用水路→大排水路→馬場川→那珂川との合流点に至るまでの全部を通して"桜川"と呼ばれるようになった。大排水路を造る工事は1922年10月着工、1926年8月竣工で、造られた大排水路の規模は上幅13間（約23.6メートル）、深10尺5寸（約3.2メートル）、長1600間（約2.9キロメートル）であった。

新柳堤水門設置

大排水路上に新柳堤水門を設置する工事が1922年10月着工、1924年3月竣工で行われている。新柳堤水門は奥行き102寸（約3メートル）、高さ19尺5寸（約6メートル）で、水を堰き止めたのは幅13尺（約4メートル）高さ8尺（2.4メートル）の電動式の門扉5枚であった。

備前堀までの導水路設置

新柳堤水門で堰き止めた水を備前堀まで導水する水路が造られた。水路はかつて下沼の東側湖岸外周にそって敷設され備前堀と接続した。

逆川河道改修
逆川は千波湖へ直接流入していた河道を、新たに造られた"大排水路"と呼ぶ水路（＝桜川）に合流するように改修された。

上沼浚渫
千波湖として残ることになる上沼部分の面積41町歩（約0.4平方キロメートル）の浚渫工事が1924年3月着工、1926年9月竣工で行われた。

開田
埋立てた下沼を水田とする開田工事が1923年10月着工、1929年3月竣工で行われている。この工事で68町5反歩の碁盤目状の水田が開田された。開田地内には14箇所の小橋を設ける工事も1926年11月着工、同年12月竣工で行われている。

上沼整備
残った上沼には次のような整備がされ、現在の千波湖とほぼ同じ様相となった。
- 外周の護岸と遊歩道整備　外周1600間（約3キロメートル）は平均高さ7尺（約2.1メートル）に築堤され、堤上は幅5間（約9メートル）の遊歩道として整備された。
- 千波水門設置　上沼北西岸には桜川との水の流入出を行う水門が造られた。工事は1925年1月着工、同年7月竣工。1927年2月、千波湖改修工事の為涸れていた上沼に、この水門から桜川の水を引き込み湖沼として蘇らせている。この水門は設置当時は"千波水門"又は"堤塘水門"と呼ばれており、現在も同じ位置に残っている。

なお、千波湖改修工事が始まる前には、上沼外周幅を15間（約27メートル）にして競馬場又は自動車の走れる道にしようとする案や、上沼内に人工島を造りそこに渡る橋を架けようとする案も一部の者（水戸市議員等）から上がっていたが立ち消えとなった。
千波湖改修事業により開始された那珂川から汲み上げた水による灌漑は水利組合の懸案事項であった用水不足を解消させた。水利組合にとって千波湖は用水源としての価値は減じたものの、その慣行水利権は所持し続けた。

桜川の柳堤橋下流直ぐの左川岸には水利組合が建てた千波水利改修記念碑がある。碑には水利組合の由来、千波湖改修に至った経緯を記した1932年11月付け撰文が刻まれている。

#### 内堀埋立事業
内堀と呼ばれた新道の北側の水域も、明治維新以後、埋立て計画が出ては消えを繰り返していた。その経緯は以下のとおり。
- 1888年、旧水戸藩士達が内堀埋立てて宅地とする事業の許可を得る。が、事業は着手されなかった。これにより内堀は土砂堆積や水草の繁茂といった荒廃が進んだ[129]。
- 前述の内堀埋立許可による内堀荒廃が千波湖の用水不足を招いていると捉えた水利組合は内堀埋立許可撤廃運動を1893年から起こし、ついに1896年に内堀埋立許可を撤廃させた。これにより内堀は公用水面に戻り、荒廃していた内堀を1898年から1900年に浚渫している[129][130]。
- 1911年、再度内堀埋立て計画が起きる。水戸市と水利組合等関係者の交渉の末、水戸市は内堀埋立ての承認を得る。が、経費面等の問題もあり工事はなかなか始まらなかった[131][132]。

着手されていなかった内堀埋立工事であるが、千波湖改修事業が既に始まっている1926年8月9日の水戸市会でようやく埋立て工事が議決された。その内容は埋立て工事を東部分と西部分の2箇所に分け、その工事費用は埋立地の払下げ代金を充てる、というものであった。同年8月17日に執行された内堀埋立地の予約払下げ入札の結果、那珂郡長倉村の実業家で政治家の淀川藤八郎が落札した。同年、東内堀埋立工事の契約成立。1928年に西内堀埋立事業費の予算議決。大槻は1929年度には内堀埋立工事は完成したと見ている。

### 改修後時代
用水源としての価値が薄れてからは、遊歩道として整備された湖外周の散策や湖面でのボート遊びを楽しむなど、千波湖は市民の憩い、レジャーの場としての性格が強くなっていった。中でも貸ボート屋は乱立し、問題となる程であった。1930年には貸ボート組合も設立されている。
1935年（昭和10年）には千波沼漁業組合（1909年設置）によるコイの養殖が始まった。が、組合から養殖を委託された養鯉業者の行動や、養殖に伴う悪臭が市民の反感を招き、結果、千波湖に有料釣場が設置されることになった。
太平洋戦争後の一時期には、食料難解決のため、千波湖の水が抜かれ水田となったこともあった。
戦後復興が進む中、千波湖岸周縁を都市公園として整備する動きが1950年代から始まる。この結果、湖外周はジョギングコースとして整備され市民ランナー等が集う場に、湖南岸は芝地公園として整備され、市民の憩いの場、及び1993年開催の「第10回全国都市緑化フェア - グリーンフェア'93いばらき」を契機に各種イベントの会場として活用されるようになる。
1973年には「千波湖周辺地域大規模公園構想」という、千波湖及び千波公園を中心に周辺の偕楽園等の公園・緑地を一体の大規模公園としての整備を目指す構想が出され、以後これに沿った公園整備が水戸市内でなされる。1999年にはこれらの公園群を「偕楽園公園」として総称して、これはニューヨークのセントラルパークに次ぐ世界第2位の面積を持つ都市公園である、との広報が出されている。
1960年代から始まった水戸市下市地区の再開発事業により、千波湖改修事業で生まれた水田地区が市街地化されるなど千波湖周辺の都市化が進んだ。水戸市ではこの下市以外の地区でも都市化が進み、特に旧市街周辺地区や農村地区に住宅が多く建てられるようになった。が、下水道の整備等、生活排水の処理が不十分であったため、汚染した水が市内の河川・湖沼に流れ込み市の水環境を悪化させた。特に千波湖は天然河川の直接流入が無い、ほぼ閉鎖された水空間であったため、汚染物質の蓄積が進み1970年代になると水質悪化が目立ってきた。よって行政は1973年10月に千波湖浄化対策調査班を発足させて以後、様々な千波湖の水質浄化対策を実施している。中でも那珂川からの導水は実施された1988年後、COD値が大幅に減少する効果が出ている。それでも、千波湖の浄化は未だ充分なものでは無い。千波湖の水質目標としてCOD（化学的酸素要求量）が1リットルあたり8ミリグラム以下、T-p（総リン）が1リットルあたり0.1ミリグラム以下にすることが挙げられているが2017年度時点で達成出来ていない。
1988年4月8日付建設省告示第1125号で河川法上、千波湖は桜川の一部であることが明確にされた。
2011年、東日本大震災が起きる。以後、水戸市の観光客は落ち込んだままとなる。そこで偕楽園の観梅に依存してきた水戸の観光業の見直しが検討され、千波湖を含む偕楽園・歴史館エリアの観光地としての魅力向上事業が2019年から実施されている。

### 年表
千波湖に関する主な出来事の年表。
- 12000年前 - 6000年前　海面上昇で現在の千波湖近くまで入り江が侵入していた。
- 5000年前 - 3000年前　海面低下で古桜川は那珂川と合流した。那珂川が氾濫時に運んだ堆積物は古桜川との合流点に逆三角州を形成し古桜川を堰き止めた。これにより千波湖の原型たる古千波湖が誕生した。
- 1603年（慶長8年）頃　水戸藩による城下町の整備が始まる。古千波湖は周囲の護岸工事が行われる。
- 1610年（慶長15年）　備前堀の工事始まる。
- 1625年（寛永2年）　湖沼"千波湖"が成立する（大槻の説。「田町越え」と呼ばれる商人達の移住が行われたこの年を大槻は湖沼"千波湖"が成立した時とした。）。
- 1651年（慶安4年）　湖中の道、"新道"が作られる。後に徳川光圀が柳を植えたことから"柳堤"とも呼ばれるようになる。
- 1706年（宝永3年） - 1709年（宝永6年）　松浪勘十郎による水戸藩政が行われた時期は、彼により千波湖干拓が提案される。が、他の反対に会い頓挫する。
- 1842年（天保13年）　徳川斉昭により"偕楽園"が開園。千波湖は偕楽園の借景としての価値を持つようになる。
- 1863年（文久3年）　湖を南北に横断する"新々道"の工事が着工され、翌年より通行開始される（造られたのは安政年間（1854年 - 1860年）とする史料もある）。
- 1867年（慶応3年）　新々道が廃止される。
- 1871年（明治4年）　廃藩置県が命じられる。千波湖の管理者であった水戸藩が無くなったことにより、千波湖は以後荒廃してゆく。同年、新々道が復活する。
- 1885年（明治18年）　"千波湖水利土巧会"が正式発足する。
- 1880年（明治21年） - 1890年（明治23年）　この間に新々道が再度廃止される。以後、渡し船が美都里橋の架橋まで運行される。
- 1889年（明治22年）　水戸鉄道が開業する。開業にあたっては線路、水戸駅敷設のため千波湖北側の一部が埋め立てられている。
- 1890年（明治23年）　千波湖水利土巧会が"千波湖普通水利組合"に改組される。
- 1906年（明治39年）　"沼開き花火大会"が開催される（千波湖花火大会の起源）[147]。
- 1909年（明治42年）　"千波沼漁業組合"が発足する。
- 1913年（大正2年）　御密樋復活及び石垣切り下げ工事が着工される。いくつかの事故で完成が遅れ予定より1年遅い1915年（大正4年）に完了する。
- 1916年（大正5年）　湖を南北に渡る"美都里橋（水戸里橋）"が開通する[注釈 21]。
- 1920年（大正9年）　千波湖の下沼部分の埋め立てを含む千波湖改修事業が県会で可決される。
- 1922年（大正11年）　千波湖改修事業が着工される（1921年（大正10年）起工とする資料もある）。
- 1926年（大正15年）　内堀埋立工事の実施が水戸市会で決議される（おそらく1929年（昭和4年）に工事完了）。
- 1930年（昭和5年）　千波湖に貸ボート屋の組合が設立される。
- 1932年（昭和7年）　千波湖改修事業完了する（1933年竣工とする資料もある）。
- 1935年（昭和10年）　千波沼漁業組合が千波湖で鯉の養殖を始める。
- 1938年（昭和13年）　茨城県内で歴史的大水害が起きる。水戸市内でも那珂川、桜川、逆川が氾濫、千波湖が溢水し、市内に大きな被害を与えた。
- 1947年（昭和22年）　戦後の食糧難に際し、千波湖の水を抜き水田とすることが行われる。以後、1950年まで水田化事業が続いた。
- 1951年（昭和26年）　千波湖普通水利組合が"千波湖土地改良区"に改組される。
- 1966年（昭和41年）　湖東に千波大橋が完成する。
- 1968年（昭和43年）　湖南西岸に"偕楽園レイクランド"が開園する。1982年閉園。
- 1969年（昭和44年）　彦根市からハクチョウが寄贈される。当初、ハクチョウは偕楽園レイクランドで飼育されていた[150]。
- 1970年代　桜川、千波湖の水質悪化が目立ってくる。
- 1973年（昭和48年）　千波湖に造られた浮島にハクチョウが放たれる[11]。同年、千波湖浄化対策調査班が発足する。同年、『千波湖周辺大規模公園構想』がまとまる[151]。
- 1988年（昭和63年）　河川法上、千波湖を桜川の一部とする指定がされる[6]。同年、渡里農業用水路を使い那珂川の水を千波湖に入れる、那珂川導水事業が始まる。
- 1993年（平成5年）　"第10回全国都市緑化フェア － グリーンフェア'93いばらき"が開催される（会期：3月27日 - 5月30日）。千波湖南岸が会場の一部となる[15]。
- 1998年（平成10年）　「徳川慶喜」展示館が湖南西に開館する。1999年に閉館[152]。
- 2010年（平成22年）　千波湖内に設置された噴水3基と好文cafeの完成式典が行われる[153]。同年、映画『桜田門外ノ変』オープンロケセットと記念展示館が開館する。2013年、閉館[154][155]。
- 2011年（平成23年）　東北地方太平洋沖地震が、周回歩道の路面陥没、岸辺の液状化等の被害をもたらす[156]。同年、"水戸・千波湖ジオサイト"として茨城県北ジオパークを構成するジオサイトのひとつに認定される。但し、2017年に認定が取り消された[52][55]。
- 2016年（平成28年）　環境省が定める『生物多様性の観点から重要度の高い湿地（略称：重要湿地）』のひとつに選ばれる[18]。同年、千波湖で鳥インフルエンザ禍が発生する。2016年11月から2017年3月まで続いた[157]。

## 行政指定

### 河川法
河川法上、千波湖は桜川の一部となっている。桜川は那珂川水系の一級河川で、千波大橋から上流の千波湖を含んだ一級河川区間が「指定区間」として茨城県が管理している。その指定の沿革は以下の通り。
- 1966年　3月28日公布、4月1日施行の「河川法第4条第1項の水系及び一級河川を指定する政令（現題名「河川法第4条第1項の水系を指定する政令」）の一部を改正する政令」により那珂川水系が一級水系に指定されると同時に、桜川も上流端を東茨城郡内原町（後、水戸市に）の有賀橋、下流端を那珂川への合流点とした区間が一級河川に指定された[158]。更に同日の3月28日付建設省告示第897号にて千波大橋から上流の一級河川区間が「指定区間」とされた[159]。
- 1971年　3月20日公布、4月1日施行の政令第29号「河川法第4条第1項の水系及び一級河川を指定する政令の一部を改正する政令」で桜川の一級河川としての上流端が東茨城郡内原町有賀の県道橋に改められた[160]。これに併せ、同日の3月20日付建設省告示第396号で指定区間の再指定が行われ、改めて千波大橋から上流の一級河川区間が「指定区間」とされた[161]。

以上までの桜川に関する指定条文の中で、千波湖が桜川に含まれるか否かは明確に明文化されておらず、見方によっては千波湖は単なる"貯水池"とも取れる状況であった。1980年代に、千波湖の水質浄化策として那珂川の水を導水する方法が浮上したが、この事業を実施するにあたって国や県の補助を受けるためには千波湖を河川とすることが必要となり、茨城県と水戸市が河川指定を受けることの検討を始めた。だがそこに、千波湖の慣行水利権等を持つ千波湖土地改良区が、千波湖が河川となる事でその慣行水利権等がどうなるのか問題視した。この件に関しては河川法第87条等で慣行水利権等は従来と変わらないとの見解が示されたことで解決し、指定がされる前の1987年に千波湖土地改良区と茨城県、水戸市の三者で、千波湖を河川とする確認書が締結され、以後、以下の沿革で河川法上、千波湖は桜川の一部となった。
- 1988年　4月8日付建設省告示第1125号で一級河川としての桜川の記述が単に「桜川」であったのが「桜川（千波湖を含む）」と改められ河川法上、千波湖は桜川の一部であることが明確にされた[6]。
- 1994年　7月25日付建設省告示第1694号で指定区間としての桜川の記述が単に「桜川」であったのが「桜川（千波湖を含む）」と改められた[164]。

### 排水基準
公共用水域である千波湖への排出水は『水質汚濁防止法に基づく排水基準を定める省令（昭和46年総理府令第35号 ※当初題名「排水基準を定める総理府令」）』および茨城県の『水質汚濁防止法に基づき排水基準を定める条例（平成17年3月24日茨城県条例第11号）』によって排水基準が定められている。この内、『排水基準を定めるめる省令』中別表第2の窒素含有量と燐含有量の排水基準は環境大臣が定める湖沼等に適用される。千波湖は1985年に燐含有量、1989年に窒素含有量について排出基準が適用される湖沼に環境省告示によって指定されている。
2005年制定の茨城県条例『水質汚濁防止法に基づき排水基準を定める条例』は他に比してより高い環境対策が必要な水域に対し国より厳しい排水基準を課した所謂「上乗せ排水基準」を定めた条例である。この条例では県内のいくつかの水域に排水基準を定めており、千波湖を含んだ桜川水域もそのひとつに入っている（条例中、別表第1（第2条第1項関係））。桜川水域には生物化学的酸素要求量（BOD）、化学的酸素要求量（COD）、浮遊物質量（SS）、ノルマルヘキサン抽出物質含有量（動植物油脂類含有量）、フェノール類含有量、溶解性マンガン含有量、クロム含有量で国より厳しい排水基準が定められている（※2019年8月時点）。

### 鳥獣保護区
千波湖は茨城県が県内に複数箇所指定した鳥獣保護区のひとつ「千波鳥獣保護区」に湖沼の全域が含まれている。「千波鳥獣保護区」の鳥獣保護区としての指定区分は"身近な鳥獣生息地の保護区"で、指定面積は1300ヘクタールである。指定の目的は"千波湖に飛来するに飛来するカモ類や、背後の台地に生息する野鳥を保護し, その生息環境を維持するため"である。「千波鳥獣保護区」は、1973年10月30日茨城県告示第1060号で新設の鳥獣保護区として設定され、以後10年毎に更新され現在に至っている。

### 風致・景観保全
千波湖を中心とした周辺の都市環境は良好な風致や景観を保全するため、いくつかの行政上の措置がなされている。

#### 風致地区
そのひとつは千波湖周辺を都市計画法下での風致地区として指定していることである（図「風致地区概略図（2019年9月3日閲覧時）」）。その風致地区の名称は「千波風致地区」で、その区域には千波湖全域が含まれている。「千波風致地区」の歴史は以下のとおり。
- 1933年3月9日、偕楽園・千波湖一帯の256町歩（約254ヘクタール）を「千波風致地区」として指定することが都市計画茨城地方委員会第4回委員会で議決された。その理由は千波湖干拓事業完成により開発が進むことが予測されるこの一帯の景観を保全する為であった。水戸市は1919年制定の都市計画法（旧）下において、1928年に都市計画法の施行地となっており、適用地の決定等様々な事を審議・決定するのが都市計画茨城地方委員会であった。千波風致地区は、3月の都市計画茨城地方委員会の議決後は翌4月に国により風致地区の指定が認可された[176][177][178][179]。
- 1974年2月25日、千波風致地区から千波町、梅香町、奈良屋町の一部を削除することが告示（昭和49年2月25日茨城県告示第137号）される。これにより面積が245.9ヘクタールとなる[176][180]。
- 1976年3月31日、千波風致地区の変更が告示（昭和51年3月31日茨城県告示第351号）され、面積が308.6ヘクタールとなる[176][181]。
- 2015年4月1日、「水戸市風致地区条例（平成26年12月22日水戸市条例第52号）」が施行され千波風致地区を含む水戸市内の風致地区の保全方針や規制が定められた。この水戸市条例の施行前は茨城県内の風致地区での建築等の行為の規制は茨城県条例「茨城県風致地区内における建築行為等の規制に関する条例（昭和45年（1970年）茨城県条例第20号）」により定められていたが、「地域の自主性及び自立性を高めるための改革の推進を図るための関係法律の整備に関する法律（第2次地域主権一括法）（平成23年（2011年）法律第105号）」の成立（2011年8月26日）により風致地区内での規制等の権限が市町村に委譲されることとなったため、県条例は2012年12月27日に廃止され、経過措置の後、2014年12月26日に「水戸市風致地区条例」が公布、2015年4月1日から施行されている。この水戸市風致地区条例の規定により、水戸市内の各風致地区では景観・風致の維持に関する保全方針が定められており、千波風致地区では以下の方針が規定されている[182][183][184]。

1. 千波湖、桜川、沢渡川などの水辺地、桜川緑地をはじめとする緑地と調和した景観。
2. 斜面地及び一団の斜面樹林地と調和した景観。
3. 常磐公園や偕楽園（好文亭）をはじめとした歴史的資源と調和した景観。
4. 千波湖を中心とした眺望景観。

また、千波風致地区は「地域における歴史的風致の維持及び向上に関する法律（平成20法律第40号 通称:歴史まちづくり法）」に基づき水戸市が2010年2月4日に国（国土交通省）に認定された「水戸市歴史的風致維持向上計画」における重点地区「水戸市歴史的風致保存・形成区域」1160ヘクタールの範囲内に、その全域が市内の弘道館・備前堀・保和苑等と共に含まれており、都市計画法と合わせ景観・風致の保全・整備がなされている（図「重点地区「水戸市歴史的風致保存・形成区域」と風致地区の範囲図（2019年4月時）」）。

#### 建築物の高さ規制
千波風致地区内では建築物の高さは15メートル以下と規制されている。そして風致地区外においては「偕楽園から見た千波湖」「千波湖から見た偕楽園や市街地」等の眺望景観を保全するため、以下のような建築物の高さについての措置がなされている。

##### 「水戸市景観計画」に定める「大規模建築物等の景観形成基準」による建築物の高さの誘導
水戸市は景観法に基づく「水戸市景観計画」を2008年12月に策定し、大規模建築物等の新築等の行為については、この計画に定める「大規模建築物等の景観形成基準」に適合するよう配慮したうえで届出をすること、とした。この「大規模建築物等の景観形成基準」では計画区域内の建築物の"高さ"については、『偕楽園や千波湖からの眺望景観の保全に配慮する』との留意点がつけられた。具体的には眺望景観に対して配慮すべきポイントが次のA - Dの4つのエリア毎に定められ、建築物の高さの誘導が図られている（参照：図「偕楽園・千波湖周辺の眺望景観の保全に配慮すべきエリア図（2016年7月時）」）。
|   | 概要                                                                               | 地区                                     | 配慮                                                                 |
| - | ---------------------------------------------------------------------------------- | ---------------------------------------- | -------------------------------------------------------------------- |
| A | 中心市街地の市街地景観と千波湖北側の斜面緑地との調和した景観形成を推進するエリア。 | 千波湖北部の中心市街地の梅香、備前町付近 | 千波湖南岸から水戸芸術館のタワーが望めるよう配慮すること             |
| B | 偕楽園から望む、公園や千波湖及び千波湖南岸の斜面緑地等の自然景観を保全するエリア   | 千波湖北部の中心市街地の梅香、備前町付近 | 偕楽園からの自然景観を保全するため建築物の高さについて配慮すること   |
| C | 偕楽園から望む桜川、沢渡川緑地等の自然景観を保全するエリア                         | 千波湖西部の見和、見川地区               | 偕楽園からの自然景観を保全するため、建築物の高さについて配慮すること |
| D | 千波湖から水戸駅南側の市街地を望むエリア                                           | 千波湖東部の駅南地区                     | 波湖からの良好な市街地景観を保全するため、スカイラインに配慮すること |

##### 都市計画法下の高度地区指定による高さ制限
前述の景観法による建築物の高さの誘導は強制力が伴わない為、水戸市は2010年12月1日に都市計画法に基づく、指定区域内の建築物の高さ規制を強制力をもって行える高度地区の指定を行った。千波湖・偕楽園周辺は『水戸市景観計画』で示された以下2つの制限の方向性により、周辺の高度地区指定が為されている。
1. 偕楽園から千波湖方面への眺望のための高さ制限を設ける。
2. 千波湖から偕楽園及び中心市街地方面への眺望のための高さ制限を設ける。

#### 屋外広告物の規制
偕楽園から千波湖への、千波湖から偕楽園及び中心市街地への眺望景観を阻害する又ひとつの要因である屋外広告物については千波風致地区内においては最低限のものに制限されている。そして、風致地区外においては「水戸市屋外広告物条例（平成22年3月24日水戸市条例第5号）」で、湖南部の御茶園通り沿道、湖北部の天王町・備前町・梅香・元山町・常磐町の区域（図「屋外広告物特別規制地区－偕楽園・千波湖周辺地区－」）を"屋外広告物特別規制地区"とすることで屋上利用公告の禁止、アドバルーンの禁止等の表示制限をしている。

## 生物環境
千波湖は市街地の近くにしては豊かな自然を有している。特に鳥類は多様な種が確認でき、冬期には渡り鳥が多く飛来する。ただし、水質は汚いレベルにあり、清浄な水を好む水生生物は生息しにくい環境である。夏期にはアオコが大量発生し環境面で大きな課題となっている。その一方、逆川緑地に代表される千波湖周辺の湧水が湧く湿地には市街地近郊でありながらホトケドジョウ等の絶滅危惧種の淡水魚類が確認される。このことから千波湖および周辺の湧水は2016年4月22日に環境省より公表された日本国内633ヶ所の『生物多様性の観点から重要度の高い湿地（略称：重要湿地）』のひとつに選ばれている。

### 水生生物

#### 魚類
以下は『河川生物生息実態調査報告書』（2000年、水戸市）、『平成16年度自然環境調査（河川生物編）結果報告』（2005年、水戸市）、『平成26年度 自然環境調査（市内東部地区）』（水戸市）で確認された9科22種の魚類である。汚れた水にも耐性が強いコイ科の魚が比較的多い。
| 科                 | 種 |
| ------------------ | --- |
| キュウリウオ科     | ワカサギ |
| コイ科             | タモロコ、スゴモロコ、ニゴイ、モツゴ、ウグイ、オイカワ、キンブナ、ギンブナ、ゲンゴロウブナ、コイ、 タイリクバラタナゴ |
| ドジョウ科         | ドジョウ |
| ナマズ科           | ナマズ |
| ウナギ科           | ウナギ |
| メダカ科           | メダカ |
| サンフィッシュ科   | オオクチバス、ブルーギル                                                                                              |
| タイワンドジョウ科 | カムルチー |
| ハゼ科             | ヌマチチブ、ヨシノボリ、ウキゴリ                                                                                      |

#### 底生生物
以下は『河川生物生息実態調査報告書』（2000年、水戸市）、『平成16年度自然環境調査（河川生物編）結果報告』（2005年、水戸市）、『平成26年度 自然環境調査（市内東部地区）』（水戸市）で確認された9種の底生生物である。その内、水質汚濁の度合いを測る指標生物には名前の右に1から4の数字をつけた。1はきれいな水（水質階級Ⅰ）、2は少し汚い水（水質階級Ⅱ）、3は汚い水（水質階級Ⅲ）、4は大変汚い水（水質階級Ⅳ）を示す。この指標生物の調査結果から『河川生物生息実態調査報告書』（2000年、水戸市）は千波湖の水質を「汚い水（水質階級Ⅲ）」のレベルと位置づけている。
| 貝類       | サカマキガイ 4                                         |
| 環形動物類 | エラミミズ、ヒル 3                                     |
| 甲殻類     | ミズムシ 3、スジエビ 2、テナガエビ、アメリカザリガニ 4 |
| 昆虫類     | ユスリカ、セスジユスリカ 4                             |

### 昆虫
以下は水戸昆虫研究会が1986年5月から11月にかけて行った千波湖周辺の昆虫類70科233種の採種記録である。採種した範囲は千波湖畔一帯に加え、千波湖から笠原水道水源までの逆川周辺、千波湖から護国神社周辺の低湿地、千波湖から水戸短期大学（調査当時は存在していた）下までの桜川周辺も入っている。
昭和10年代は千波湖周辺はトンボ類が多産する地であった。これはこの地の、止水域として千波湖、流水域として桜川や逆川等の河川、及び周囲の水田や湿地帯等から成る環境構成がトンボ類の幼虫であるの生育に適していたからと考えられる。だが、水質汚濁等の環境の変化で昭和50年代にはトンボ類の数は激減した。

### 鳥類

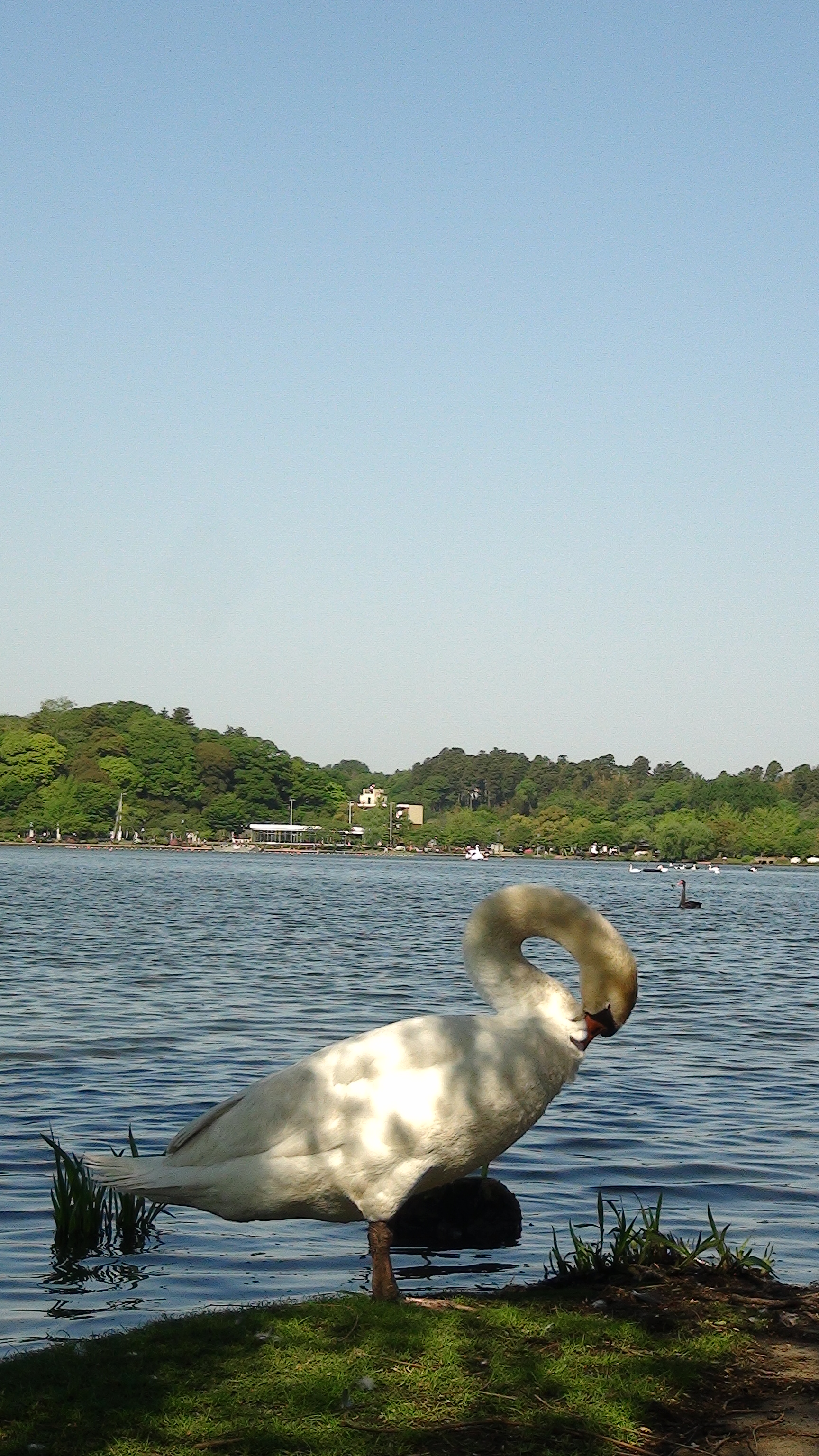
千波湖の白鳥

千波湖は茨城県を代表するカモ科やサギ科の類いの水鳥の生息地である。加えて、周辺にある逆川緑地や桜川緑地といった緑地帯の森林に生息する鳥も飛来し、市街地近郊の湖沼にしてはバランスのとれた種類の野鳥が観察出来る。しかし周辺に田畑はやはり少ないので、これらの環境を好む野鳥はあまり観察出来ない。千波湖周辺全体としては千波湖周辺で生息・繁殖する留鳥の割合が多い。が、また、市街地近郊の湖沼でありながら秋から冬にかけてカモ、ハクチョウ、ガン等の冬鳥が多く飛来してくるのも特徴のひとつで、千波湖は環境省が毎年行っている渡り鳥飛来状況調査では全国39ヶ所の調査ポイントのひとつになっている。これら野鳥に加え、湖沼内ではコブハクチョウ、コクチョウなどが水戸市によって飼育され、一年中千波湖に住み着いている。これら飼鳥は人に馴れており、餌をねだりに人の間近にまで寄ってきて、その餌目当てに野鳥もまた寄ってくる、といった鳥と人との近さが千波湖の魅力のひとつになっていた。しかしながら2016年12月から2017年3月の間で千波湖では鳥インフルエンザ禍が発生し、それ以後、コブハクチョウ等の個体数を減らす措置が執られ、白鳥等の数は以前より少なくなっている。

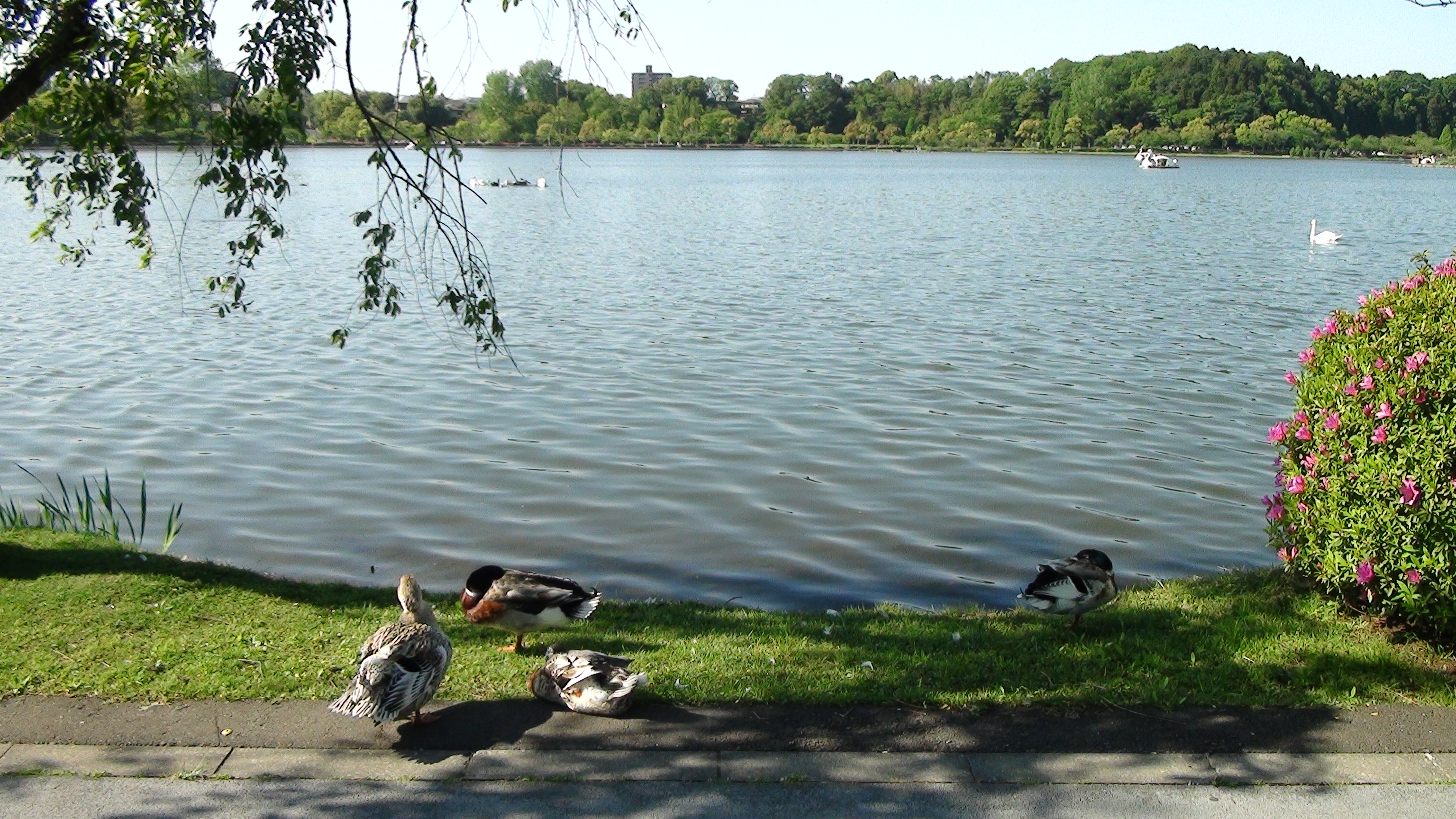
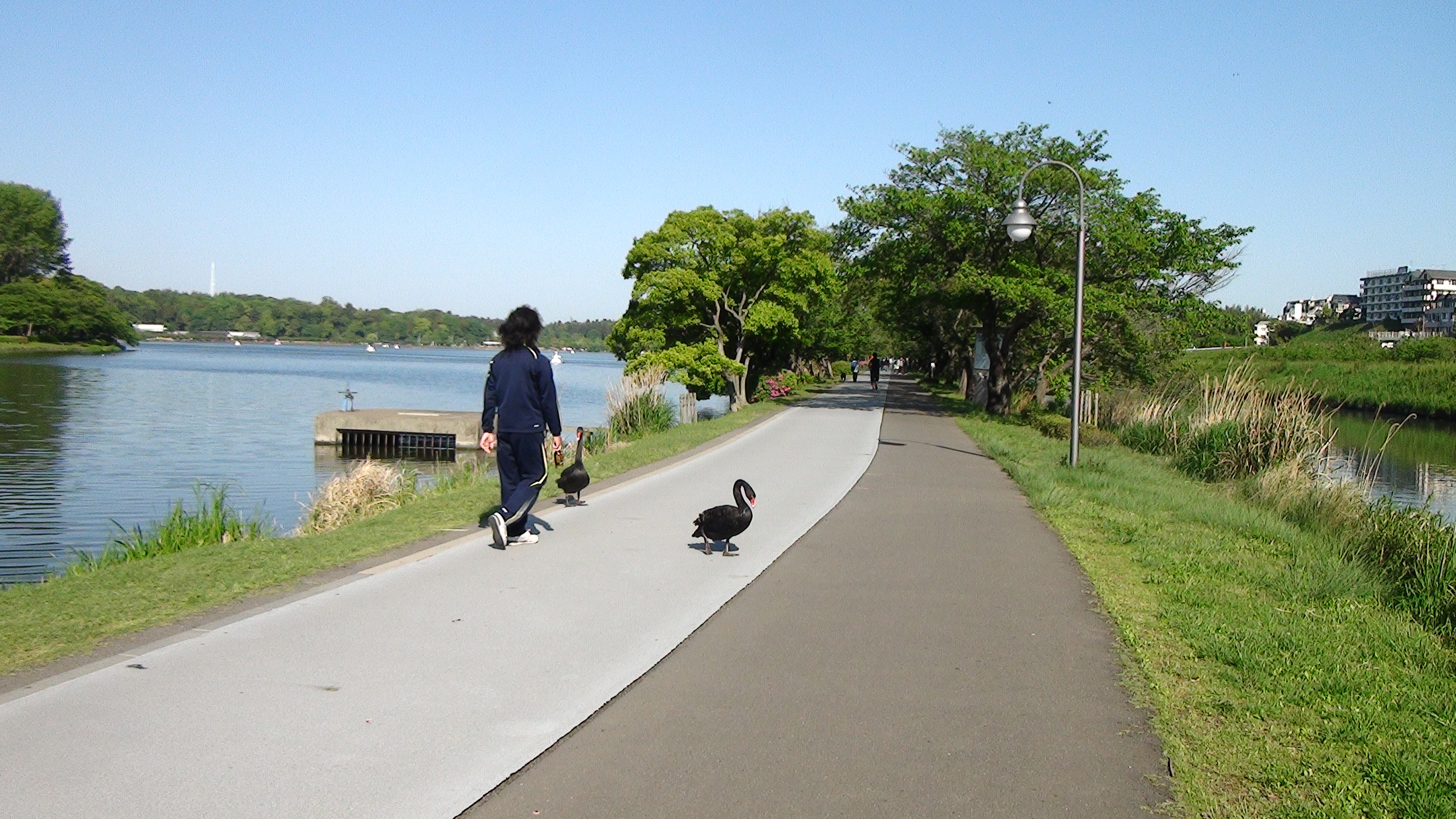
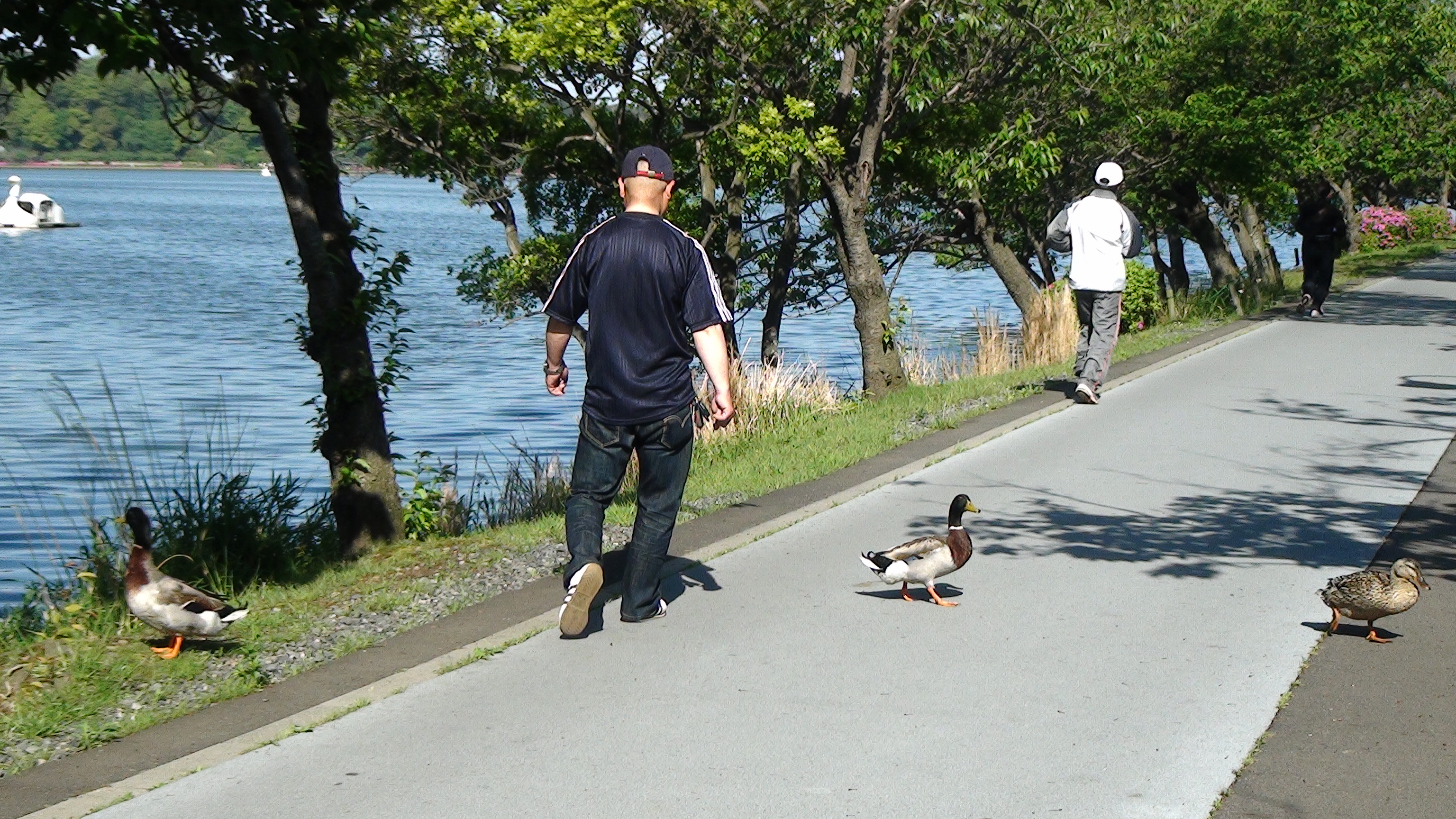
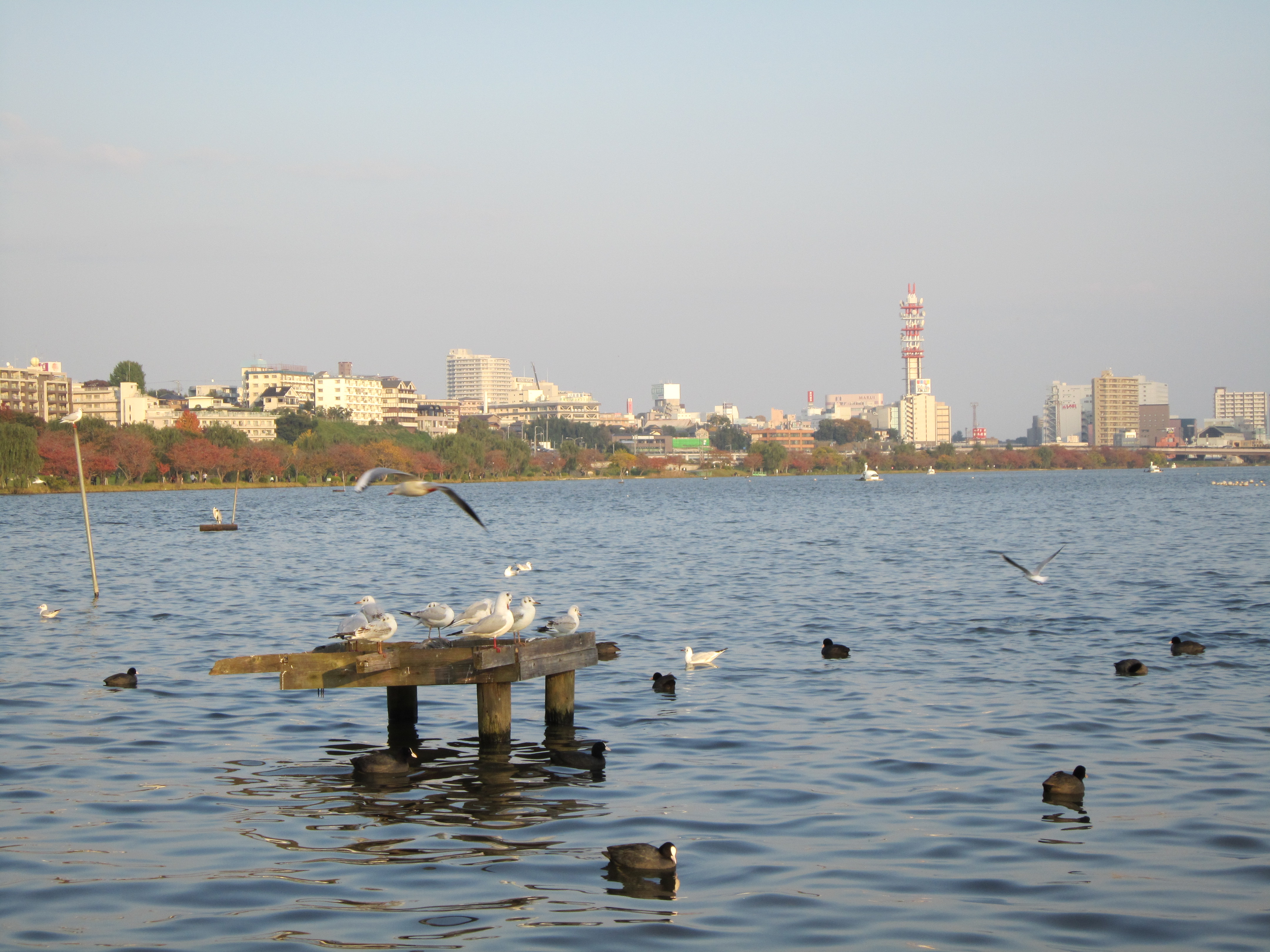

水戸市立博物館の2014年特別展『天空を翔る鳥たち 千波湖畔に生きる』図録掲載の「千波湖周辺で四季を通じて見られる野鳥、確認された野鳥」は千波湖周辺（干拓以前の千波湖および桜川に隣接する緑林部も含む）で野鳥94種が観察・確認されたと報告している。その内訳は以下である。
普通に見られる野鳥
年間を通して観察・確認（21種）
- アオサギ
- ウグイス
- エナガ
- オナガ
- カイツブリ
- カルガモ

- カワウ
- カワラヒワ
- キジ
- キジバト
- コゲラ
- コサギ

- コジュケイ
- シジュウカラ
- スズメ
- ダイサギ
- ハクセキレイ
- ハシブトガラス

- ヒヨドリ
- ムクドリ
- メジロ

秋 - 冬 - 春に観察・確認（14種）
- アオジ
- アカハラ
- オオハクチョウ
- オオバン

- オナガガモ
- キンクロハジロ
- コガモ
- シメ

- ジョウビタキ
- シロハラ
- セグロカモメ
- ツグミ

- ヒドリガモ
- ユリカモメ

春 - 夏 - 秋に観察・確認（3種）
- ゴイサギ
- コチドリ
- ツバメ

普通に見られるが数が少ない野鳥（24種）
- アオバズク
- アカゲラ
- アトリ
- イカルチドリ
- イソシギ
- オオタカ
- オオヨシキリ

- カシラダカ
- カワセミ
- カンムリカイツブリ
- コアジサシ
- セグロセキレイ
- タヒバリ
- トビ

- ハシボソガラス
- バン
- ヒガラ
- ヒバリ
- フクロウ
- ホオジロ
- ホシハジロ

- マガモ
- ミコアイサ
- モズ
- ヤマガラ

稀少種および稀に見られる野鳥（31種）
- アマツバメ
- イソヒヨドリ
- イワツバメ
- ウソ
- オオルリ
- オカヨシガモ
- オシドリ
- カッコウ

- キクイタダキ
- キセキレイ
- キビタキ
- キレンジャク
- クロハラアジサシ
- コシアカツバメ
- コハクチョウ
- サンショウクイ

- チョウゲンボウ
- ツミ
- トモエガモ
- トラツグミ
- ノスリ
- ハシビロガモ
- ハジロカイツブリ
- ハヤブサ

- ヒレンジャク
- ホトトギス
- マガン
- マヒワ
- ミミカイツブリ
- ヨシガモ
- ルリビタキ

#### 千波湖のハクチョウ、コクチョウ

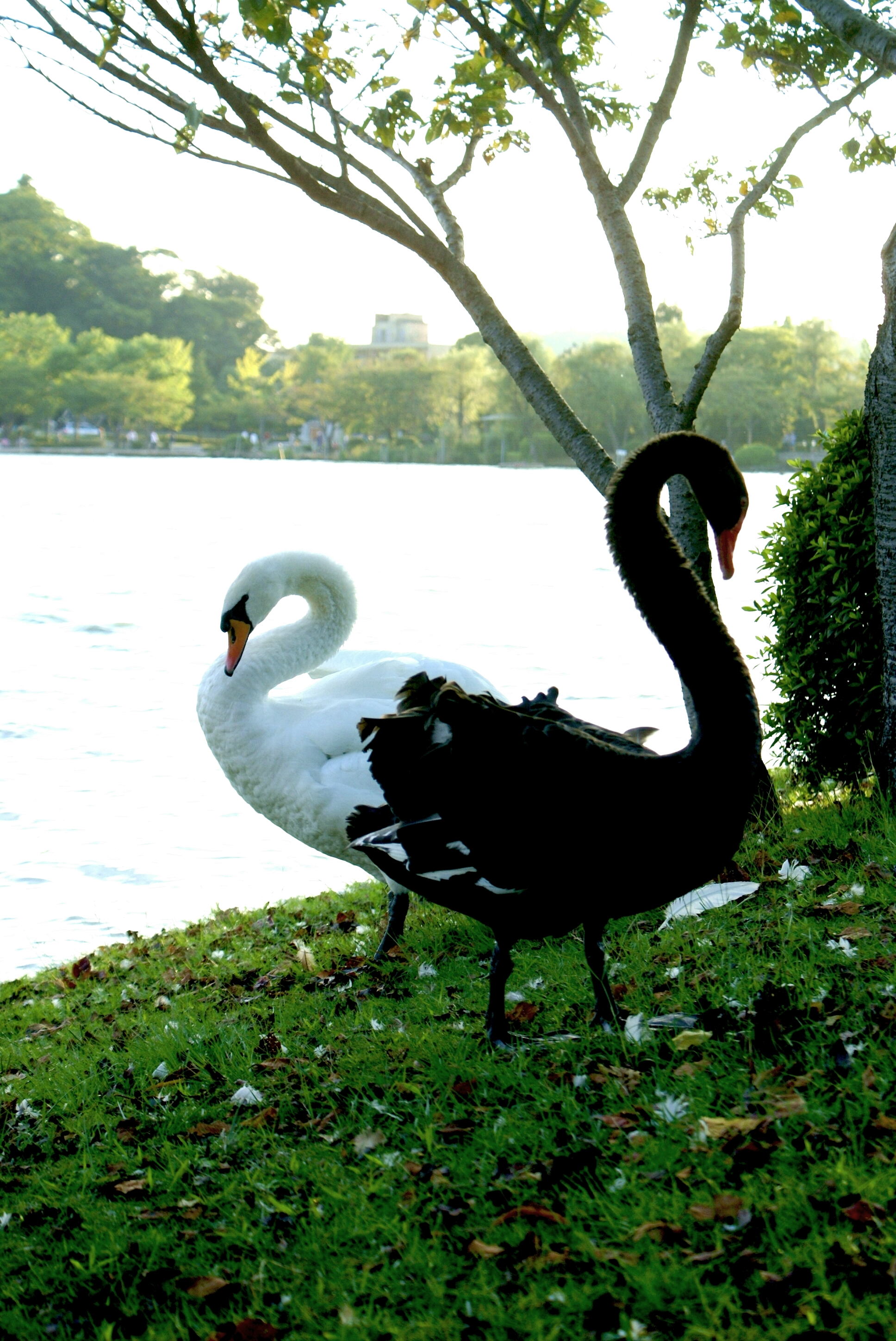
千波湖のハクチョウとコクチョウ

##### 彦根市等からの寄贈
1968年10月29日、水戸市は彦根市と両市間の安政の大獄、桜田門外の変等に歴史的事件に起因するわだかまりを超えて親善都市の盟約を結ぶ。そして彦根市は1969年10月に友好の印として彦根城の堀に住むコブハクチョウのひとつがいを水戸市に贈った。これが彦根市からのハクチョウ寄贈の最初である。贈られたコブハクチョウは10月16日に水戸に届き、千波湖畔の偕楽園レイクランドの飼育施設に放たれた。
この最初の寄贈以後、彦根市からは度々コブハクチョウが寄贈される。確実な寄贈例は以下のとおり。
- 1972年4月8日にメス鳥1羽が届く。1969年に贈られたつがいのメスが1971年の春に死んでしまったので、その代わりとして届けられたものである[215][216][注釈 25]。更に彦根市は追加でもうひとつがいを贈り、それは同年11月4日に届いた[219]。
- 1974年5月16日に更にひとつがいが届く[220]。翌年、このつがいから初めてのヒナが3羽誕生した[221]。
- 1996年12月6日にコブハクチョウの夫婦とその子の計3羽が届く[222]。

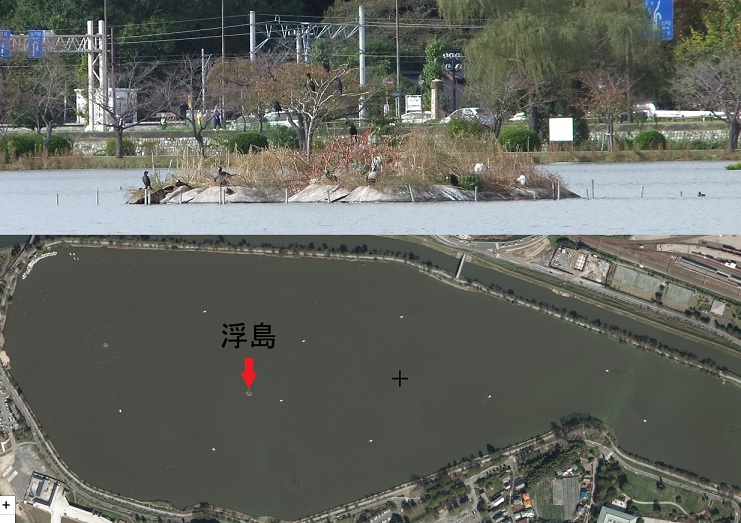
上：浮島（2019年）/ 下：浮島の場所

当初、届いたハクチョウは適当な放鳥場所が無かったため偕楽園レイクランドの飼育施設に放たれていた。水戸市はハクチョウがもっと自由に暮らせるようにするために千波湖に浮島を造りそこでハクチョウを飼育することを決定し、浮島設営工事に取りかかった。浮島完成後の1973年4月1日、ハクチョウ達は千波湖に放鳥された。
一方、コクチョウが千波湖に住むようになったのは、ハクチョウが15羽にまで増えていた1978年1月15日の成人の日、新たにハクチョウ12羽、コクチョウ6羽が千波湖に放たれたことから始まる。このハクチョウ達はいずれも山口県宇部市の常盤公園から来たもので、ハクチョウ12羽、コクチョウ4羽を水戸市等で百貨店等を経営している伊勢甚本社の社長が、コクチョウ2羽を宇部市が寄贈したものである。宇部市の常盤公園からは1979年10月]もハクチョウ、コクチョウ計10羽が、茨城県内でスーパーマーケットチェーンを展開しているセイブにより取り寄せられて、千波湖に放たれている。
この千波湖のコクチョウは、今までのハクチョウ寄贈のお返しにと水戸から彦根へ、1980年10月、1988年2月にそれぞれつがい1組ずつが贈られている。
これらコブハクチョウ、コクチョウは千波湖で飼育されている身であったが、その一部は逃げ出して野生化し水戸市付近や涸沼などで生息するようにもなった。また全くの野鳥であるオオハクチョウが1999年頃から冬に飛来し1ヶ月以上千波湖に滞在するようにもなった。

##### 2016年-2017年の鳥インフルエンザ禍
2016年11月29日、水戸市内の大塚池でオオハクチョウの死骸が発見される。この死骸から鳥インフルエンザウイルスが検出され、鳥取大学の確定検査で高病原性鳥インフルエンザウイルス（H5N6型）と判明した。翌月12月6日、千波湖東岸でユリカモメの死骸が発見され、これからもH5N6型ウイルスが検出された。12月8日には千波湖西岸で衰弱しているコブハクチョウが見つかり、搬入された茨城県県北家畜保健衛生所で死亡した。検査の結果、これからもH5N6型ウイルスが検出された。これ以後も鳥インフルエンザウイルスに感染した野鳥の死骸発見が相次いだ。環境省は『野鳥における高病原性鳥インフルエンザに係る対応技術マニュアル（以後『マニュアル』）』に基づき、12月2日に大塚池での死骸回収地点、12月6日に千波湖での死骸回収地点それぞれの周囲10キロメートル圏内を野鳥監視重点区域に指定しており、千波湖はその全域が監視区域に入った。監視区域に入った千波湖周辺では『マニュアル』に準じ、感染拡大防止のための様々な措置が行われた。それは、湖畔でのジョギング自粛要請、自転車の乗り入れ禁止、消毒用石灰の散布などである。毎年恒例の千波湖での元旦マラソンは中止され、これも正月恒例の千波湖畔での出初め式も場所がケーズデンキスタジアム水戸に変更された。水戸市はまたスマートフォン向け位置情報ゲームアプリの「ポケモンGO」の運営会社に対し、千波湖および大塚池周辺の"ポケストップ"の削除申請を12月16日に出している。これは「ポケモンGO」で様々なアイテムが取得できる"ポケストップ"が千波湖および大塚池周辺の公園には多く在り、ゲーム利用者と思われる者がインフルエンザ騒動中も千波湖畔等で多く見受けられたためにとられた措置である。ハクチョウを羽切りして湖沼外に飛んでいけないようにする拡大防止策も検討されたが、鳥の数が多すぎたために断念している。2月18日に開幕した千波湖近くの偕楽園での「水戸の梅まつり」では千波湖に観光客が近寄らないように、警備員を配しての観光客の誘導や、千波湖を迂回する導線の設定などの措置がとられた。3月10日24時、感染した鳥が1月24日以降の45日間にわたって見られなかったことから、『マニュアル』に基づき野鳥監視重点区域指定が解除される。解除に伴い千波湖でのジョギング自粛要請等も解除された。
この2016年から2017年の冬シーズンにかけての野鳥での鳥インフルエンザ禍は、千波湖以外の茨城県各地（ひたちなか市、鹿嶋市、潮来市）でも発生しており、茨城県内全体で62羽の感染死が報告されている。その内、56羽が水戸市で発見されたもので、更に千波湖で発見されたものが43羽と最多であった。43羽の鳥種毎の内訳は、コブハクチョウ30羽、コクチョウ5羽、ユリカモメ6羽、カンムリカイツブリ2羽である。鳥インフルエンザ禍発生前の2016年11月の千波湖ではコブハクチョウは51羽、コクチョウは93羽が観測されており、コブハクチョウは6割近くが死んだことになる。
この鳥インフルエンザ禍を受け水戸市は千波湖のハクチョウの個体数を管理可能な数にまで減らす対策に乗り出す。その方法は、"偽卵"を抱かせて繁殖を抑制するというもので2017年の4月18日までに湖畔7箇所の巣から31個の卵が偽卵にすり替えられた。この結果、2017年6月時点ではコブハクチョウの誕生は無く、コクチョウの誕生も1匹に抑制されている。水戸市は10羽以下が適当な個体数としている。

### 植物
公園化されている千波湖の周辺は芝地や植林された桜や柳で囲まれ、人工的な植生となっている。湖沼内の水生植物は大量発生するアオコに生育を阻まれ、種類も個体数も少ない。以下は1986年時点で観察された千波湖の水生植物である。
| 抽水植物 | ヨシ、マコモ、ウキヤガラ、ミクリ、サンカクイ、キショウブ、ハス |
| 浮葉植物 | ヒメビシ                                                       |
| 沈水植物 | 確認できず（僅かにエビモの残骸が確認される）                   |
| 浮水植物 | ホテイアオイ（但し人工的に栽培されているもの）                 |

#### 千波湖の桜

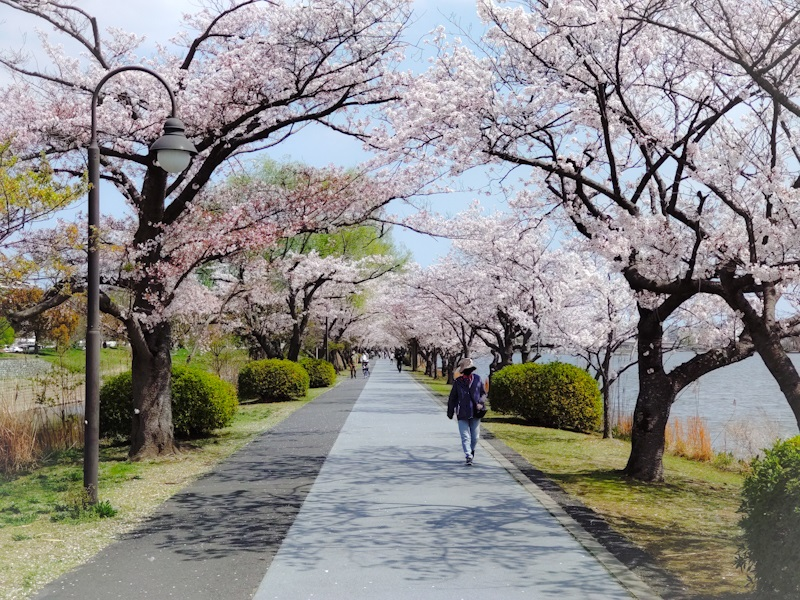
湖北側の桜並木

水戸市の、造園業者兼樹木医の者によって2010年頃、千波湖畔の桜の植生状況が調査されている。この調査で千波湖周辺には30種、約750本の桜があることが判った。最も多い品種はソメイヨシノであった。30種の一覧は以下のとおり。この調査結果は『千波公園サクラマップ』として水戸市のホームページで公開されている。
- エドヒガン
- オオシマザクラ
- カスミザクラ
- コヒガンザクラ
- ヤマザクラ
- イズヨシノ
- イトザクラ（シダレザクラ）
- ウコン

- オオカンザクラ
- カワヅザクラ
- カンザクラ
- カンザン
- ギョイコウ
- コブクザクラ
- シキザクラ
- ジュウガツザクラ

- シュゼンジカンザクラ
- ショウゲツ
- バイゴジジュズカケザクラ
- センダイシダレ（シダレヤマザクラ）
- ソメイヨシノ
- タイハク
- ツバキカンザクラ

- トウカイザクラ
- ショウワザクラ
- フゲンゾウ
- フユザクラ
- ベニシダレ
- ヤエベニシダレ
- ヨウコウ

### 藻類・プランクトン
水戸市立博物館は1987年現在の千波湖のプランクトンとして以下の状況を報告している。
- ミクロキスティス（英語版）（Microcystis）－千波湖のアオコの主構成種となっている。4月頃から増加しはじめ、夏に大発生する。水温の低下と共に減少し、冬はほぼ姿を消す。
- アファノカプサ（英語版）（Aphanocapsa）－5月頃はミクロキスティスと共湖沼内の優占種となるが、7月からはミクロキスティスに押される。
- 他
  - 藍藻類－ユレモ（Oscillayoria）、サヤユレモ（英語版）（Lyngbya）、ホルミディウム（ドイツ語版）（Phormidium）などが春から夏にかけて多く見られる。
  - 珪藻類－フナガタケイソウ（英語版）（Navicula）、オビケイソウ（英語版）（Fragilaria）が多く見られる。ハリケイソウ（英語版）（Synedra）も見られる。
  - 緑藻類－多く見られるのはセネデスムス（Scenedesmus）である。他にミカヅキモ（Closterium）、ツヅミモ（英語版）（Cosmarium）が見られる。
  - 動物プランクトンとしては、クラミドモナス（Chlamydomonas）、ツボワムシ、フクロワムシ、ケンミジンコ、オナガミジンコが見られる。

20世紀末には、ロシア科学アカデミー及び茨城大学の研究者によって更に詳細な調査がなされ、千波湖内の藻類として、1997年にクロレラ目緑藻類の20属51種及び2変異種の存在、2000年に珪藻植物30属129種（内訳123種、5変種、1品種）の存在が発見されている。発見された珪藻植物の全体では、フナガタケイソウ属（Navicula）の15.5パーセント、オビケイソウ属（Fragilaria）の9.3パーセントが上位にある。他の珪藻植物はササノハケイソウ属（Nitzschia）8.5パーセント、コバンケイソウ属（Surirella）7.7パーセント、ツメケイソウ属（Achnanthes）6.2パーセント、クチビルケイソウ属（Cymbella）6.2パーセントとなっている。

#### 千波湖のアオコ
千波湖のアオコは6月から10月はほぼ毎日、発生している。発生場所は南岸付近が多い。発生要因としては湖沼水の長期滞留、湖沼の富栄養化、高水温、日射時間増などがあげられる。その内、湖沼水の長期滞留には千波湖の東側の桜川下流に設置された「柳堤堰」が灌漑期に備前堀へ水を供給するため、堰を閉じ桜川を湛水させていることが要因のひとつにある。桜川が堰き止められることで千波湖も水の流入出が滞り、結果アオコが発生しやすくなっている。

### 江戸時代の動植物
江戸時代の千波湖の動植物について『水府地理温古録』では以下のように記述している。
この他、湖上に鶴を見た、と記した史料もある。

## 水質

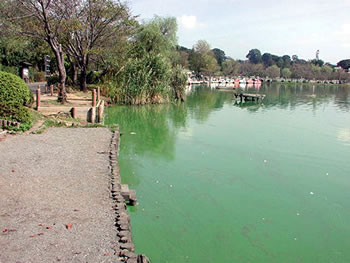
千波湖のアオコ（国土交通省関東地方整備局常陸河川国道事務所>桜川清流ルネッサンスⅡより）

現在の千波湖は天然河川の流入が無いことから水が滞留し水質悪化を招いている。加えて生活排水由来の栄養塩の流入により富栄養化した湖沼となっている。これにより夏場にはアオコが大量発生し、大きな問題となっている。水戸市が1999年に行った千波湖の水生生物生息実態調査からみた水質評価では、千波湖は4階級ある評価の下から2番目の「汚れた水」とされている。
千波湖の水質浄化対策には底泥の浚渫（1988年度から1992年度間に実施）、那珂川からの導水（1988年10月から継続実施）、湖沼内の水の流動促進装置の設置（1997年12月から継続実施）、湖沼内に噴水の設置（2010年2月から設置）など行われている。中でも那珂川からの導水は実施された1988年後、COD値が大幅に減少する効果が出ている。それでも、千波湖の浄化は未だ充分なものでは無い。千波湖の水質目標としてCOD（化学的酸素要求量）が1リットルあたり8ミリグラム以下、T-p（総リン）が1リットルあたり0.1ミリグラム以下にすることが挙げられているが2017年度時点で達成出来ていない。
千波湖のCOD（化学的酸索要求量）、ph（水素イオン濃度）、BOD（生物化学的酸素要求量）、SS（浮遊物質量）、DO（溶存酸素量）、総窒素（T-n）、総リン（T-p）、クロロフィルa（Chl-a）の経年変化は以下のグラフのとおり。データは水戸市が千波湖の西側、中央部、東側の3カ所（中央部は1995年度から測定）で行った水質調査の数値で、調査年度（4月から3月）での平均値である。
COD：化学的酸索要求量（1987年度から（但し中央部は1991年度から））
また、1年間（2017年4月から2018年3月）のCOD等の推移については以下のとおりである。
COD：化学的酸索要求量（2017年度）
通常、清浄な水質とされるのはBOD、COD、SS、T-n、T-p、Chl-aの場合は低い値の時で、DOの場合は高い値の時である。そこで環境省が公表した「平成29年度公共用水域水質測定結果」上で最も水質の良い（=CODが低い）湖沼の一つとされた支笏湖（北海道）と、最も水質の悪い（=CODが高い）湖沼の一つとされた伊豆沼（宮城県）と千波湖を比較すると以下の表のようになる。
| 湖沼名           | COD（年間平均値） |
| ---------------- | ----------------- |
| 支笏湖           | 0.6               |
| 伊豆沼           | 11.0              |
| 千波湖（中央部） | 14.0              |

### 水質浄化対策
"水の都"を自負する水戸市においては、親しまれる河川・湖沼づくりを環境目標のひとつにあげ、千波湖の水質改善に行政、市民団体が取り組んでいる。その取り組み例は以下のようなものである。
浚渫
アオコの発生原因となるリンを多く含んでいる底泥を浚渫によって取り除く事業が水戸市が主体となって1989年度から1992年度にかけて行われた。千波湖全域を浚渫船を使い湖底から深さ約40センチメートルを浚渫するという、総事業費が10億円の千波湖史上かってない本格的な浚渫であった。この事業により、約12万立方メートルの泥が浚渫された。
那珂川からの導水（千波湖導水事業）
水戸市渡里町に在る渡里揚水機場で取水した那珂川の水を渡里農業用水路を利用して桜川に導水し、更に桜川から千波湖に導水し、桜川と千波湖の水質浄化を図る事業である。1988年10月15日の通水式から始まり2020年現在も継続して行われている。施設整備は県と市が共同で行い、予算は7億8千万円であった。那珂川からの取水量は1日最大75600立方メートルで、千波湖には1989年度から2014年度間の平均で年間1295万立方メートルが導水されている。千波湖の水質浄化対策面では、この事業実施前の1987年度の千波湖の年度平均COD（ミリグラム/リットル）は、東側44.3、西側31.0であったのが、事業実施年度の翌1989年度では東側6.7、西側7.0と大きな効果が出た。なお、導水で渡里農業用水路を利用するのは霞ヶ浦導水事業が完成する迄の暫定利用、との扱いである。
2020年現在の導水のルートは次のとおり。

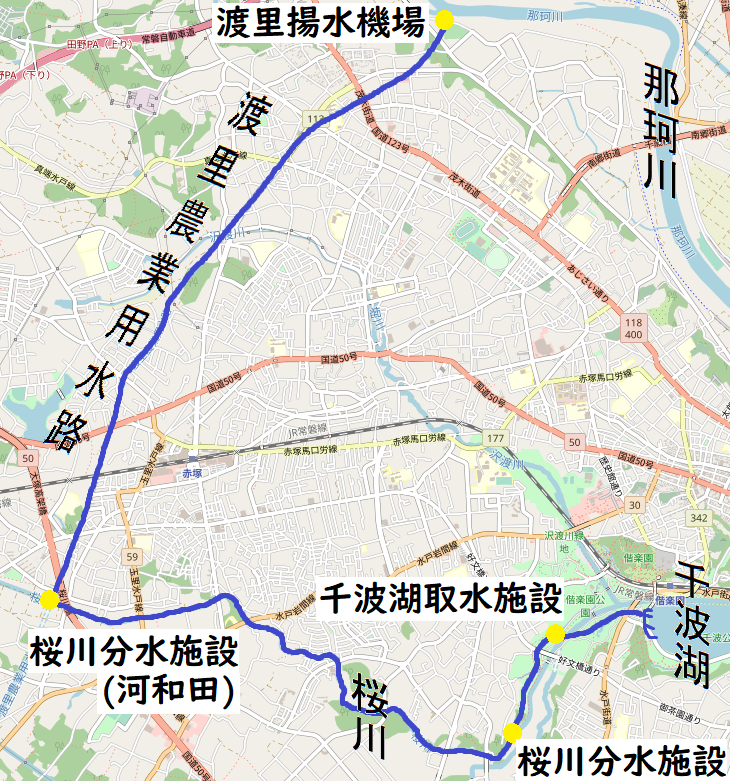
「千波湖導水事業」導水系統図

1. 渡里台地土地改良区が持つ渡里揚水機場で那珂川から取水。
2. 取水水は渡里農業用水路を利用し南流。
3. 市営河和田住宅近くの桜川と渡里農業用水路の交差点の分水施設で桜川に導水。
4. 桜川緑地の分水施設で桜川の西側を併流する水路に導水。
5. 偕楽園公園拡張部内の新坂橋上流の取水施設で取水。
6. 取水水は偕楽園公園拡張部内の暗渠を通り、同園内の月池に導水。
7. 月池から出た水は千波湖西駐車場内の水路を抜けた後、以下に4分岐し千波湖に導水される。
  - 好文茶屋裏の池に流入後、千波湖に導水。（※水の一部は、池からの別の水路（=春雨川）で桜川に環流する。）
  - 暗渠を抜けた後、好文茶屋近くの岸辺から千波湖に導水。
  - 光圀像のある広場下の暗渠を通り、D51近くの岸辺から千波湖に導水。
  - 光圀像のある広場下の暗渠を通り、ふれあい広場近くの岸辺から千波湖に導水。

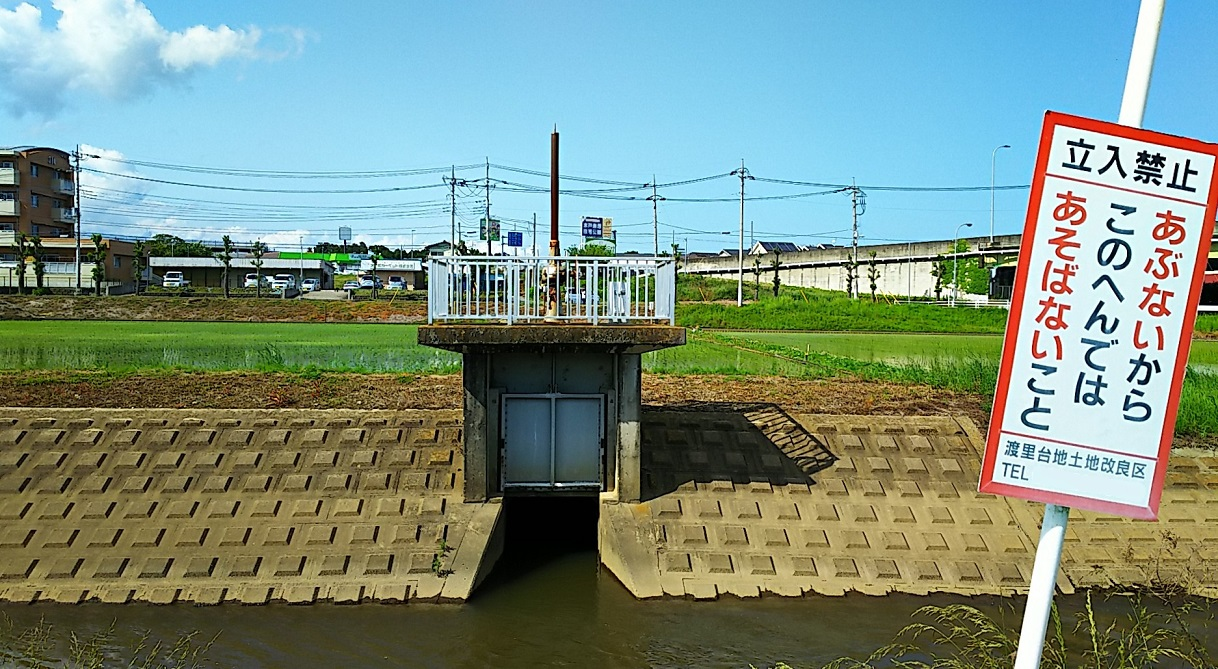
3.桜川分水施設（河和田） 画像左上流部
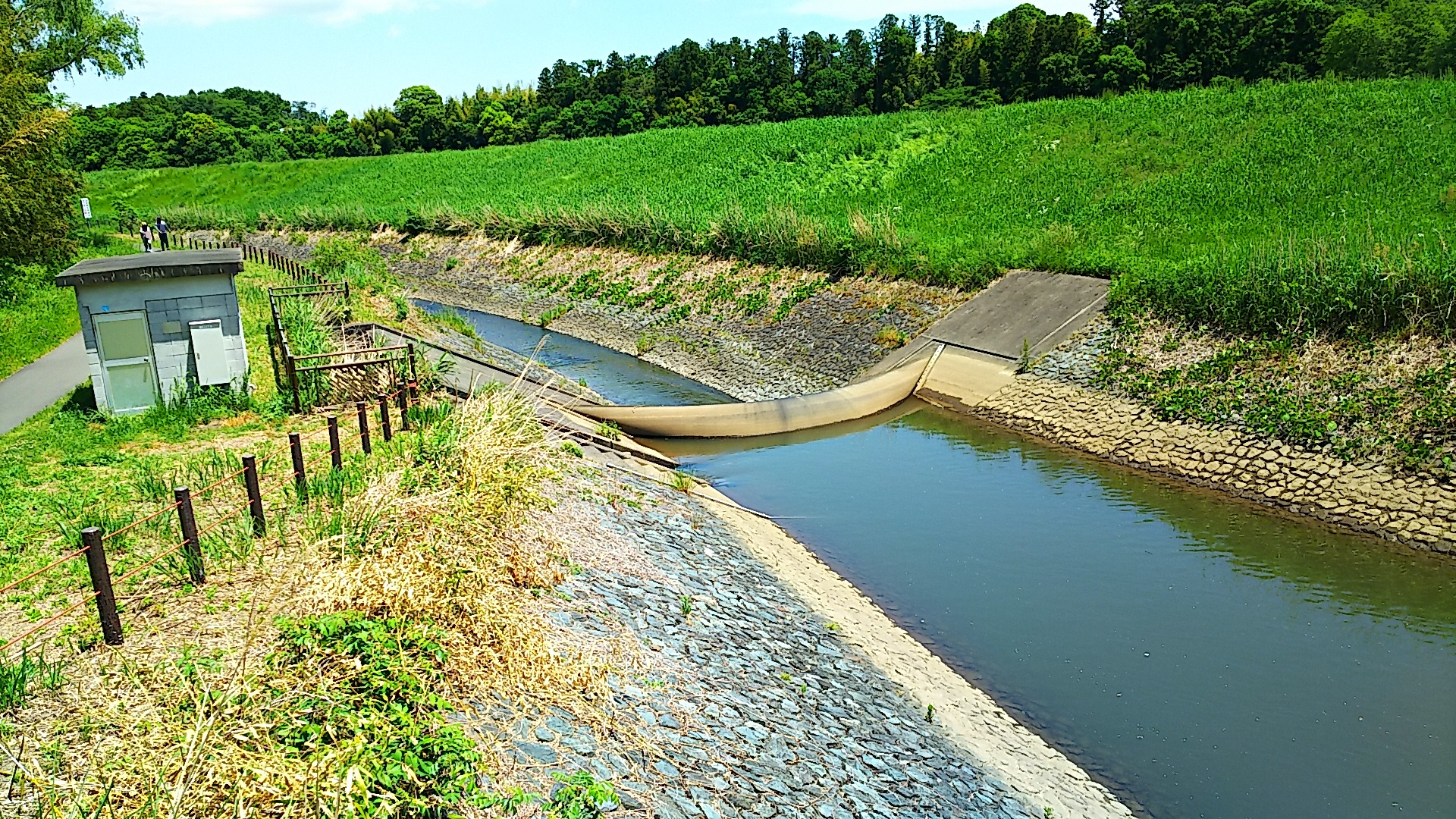
4.桜川分水施設 画像右はラバーダムで堰き止められた桜川上流部
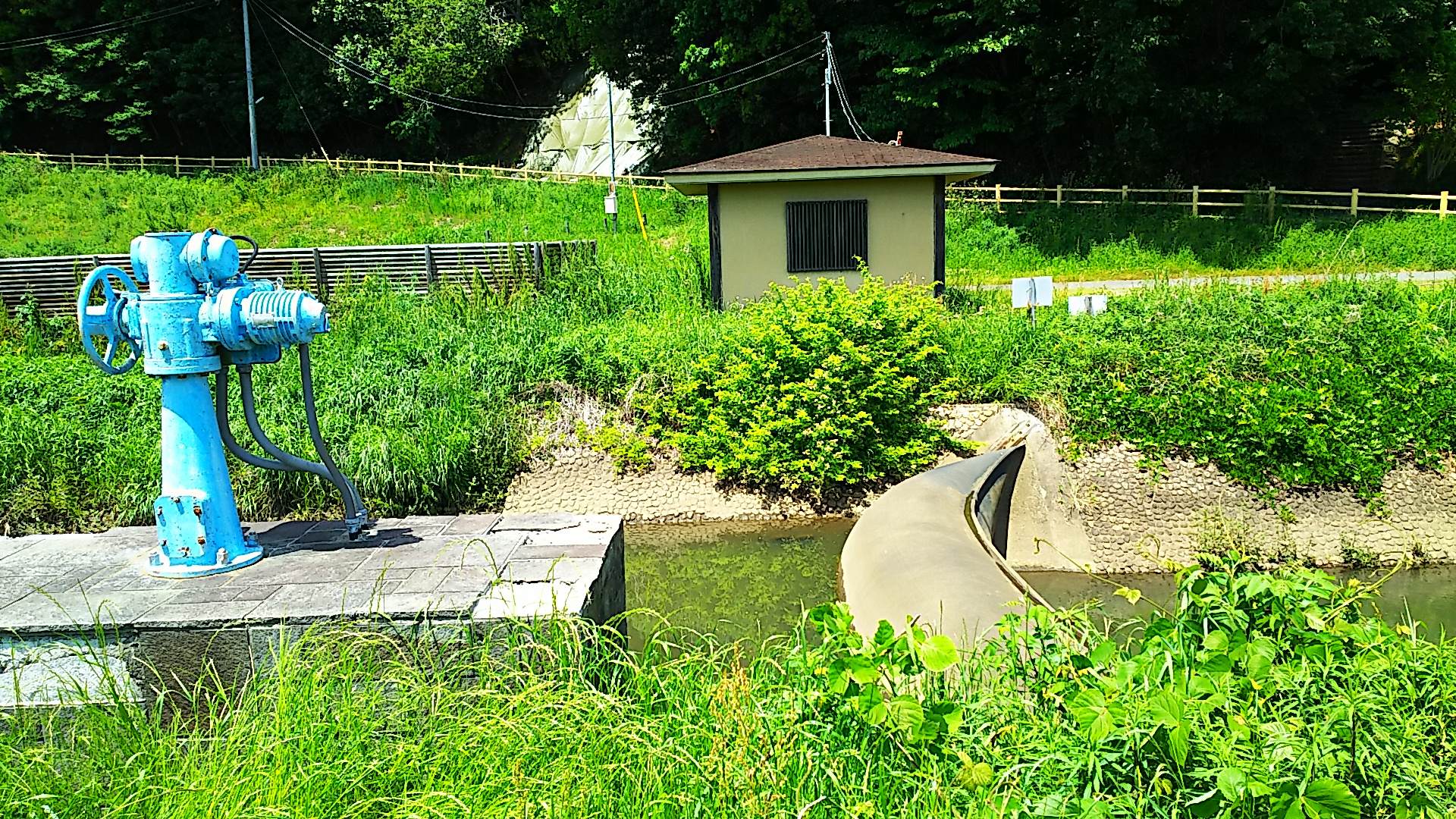
5.千波湖取水施設 画像左上流部
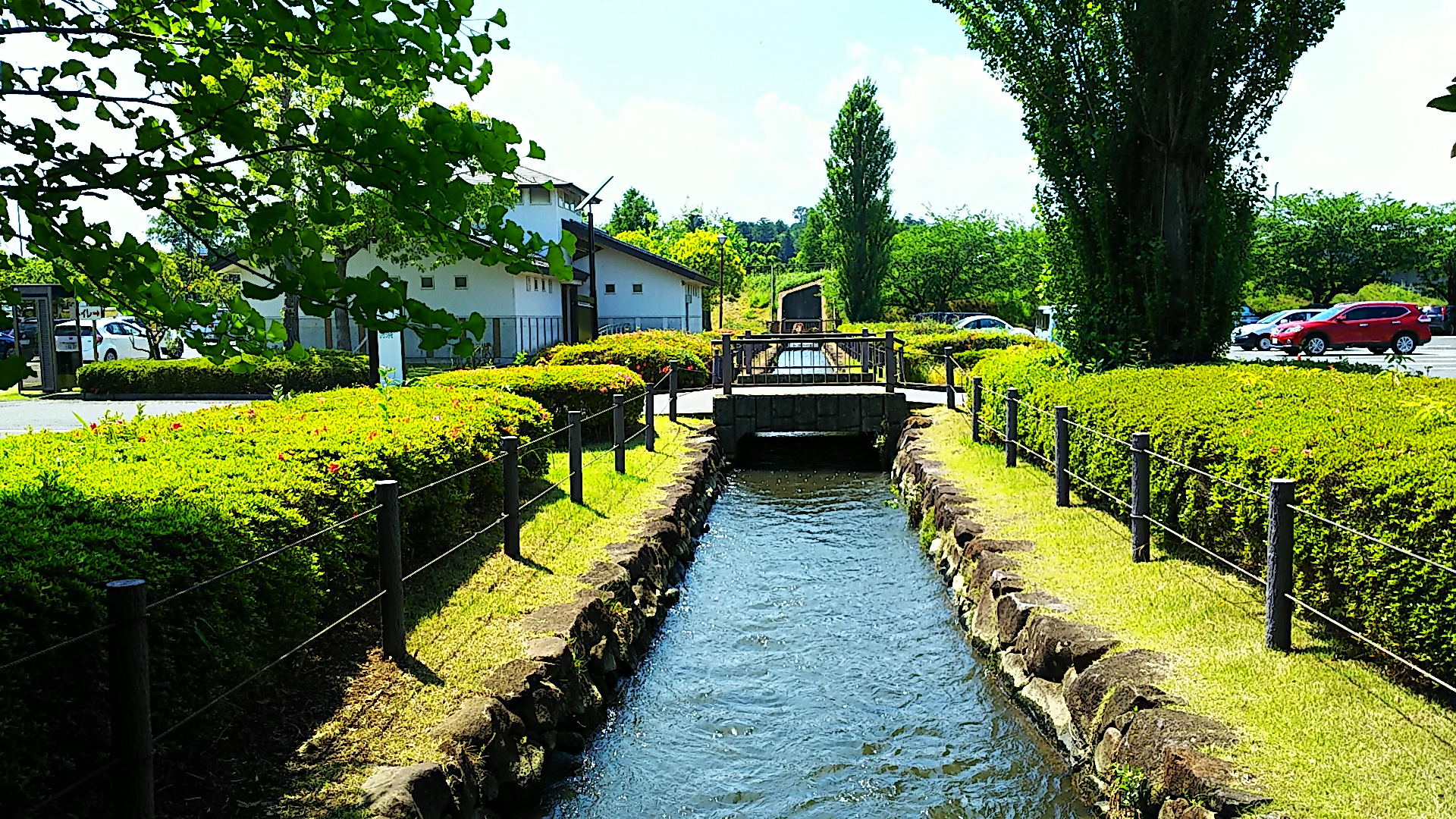
7:西駐車場の水路 画像奥上流部
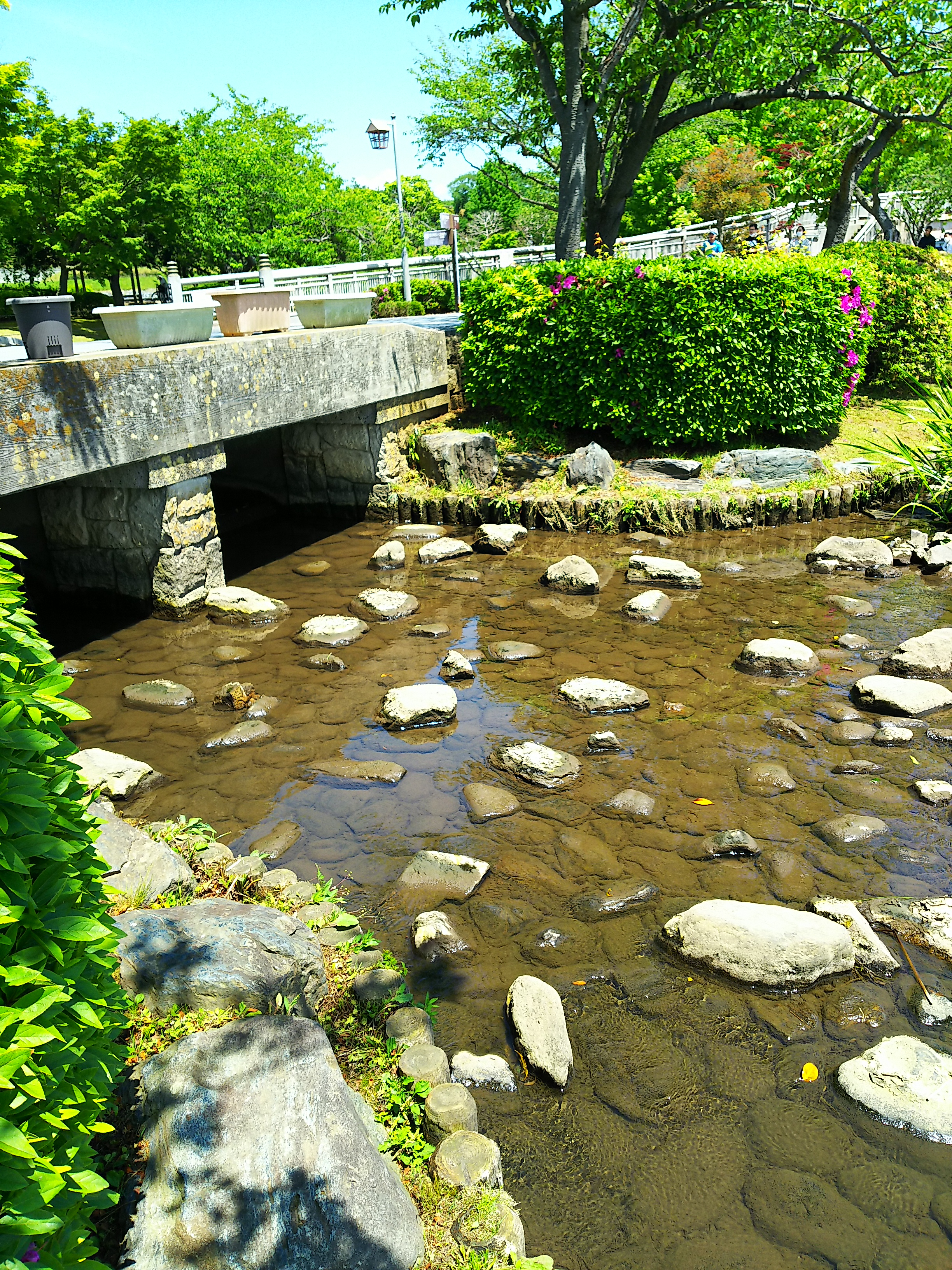
好文茶屋裏の池からの千波湖導水部
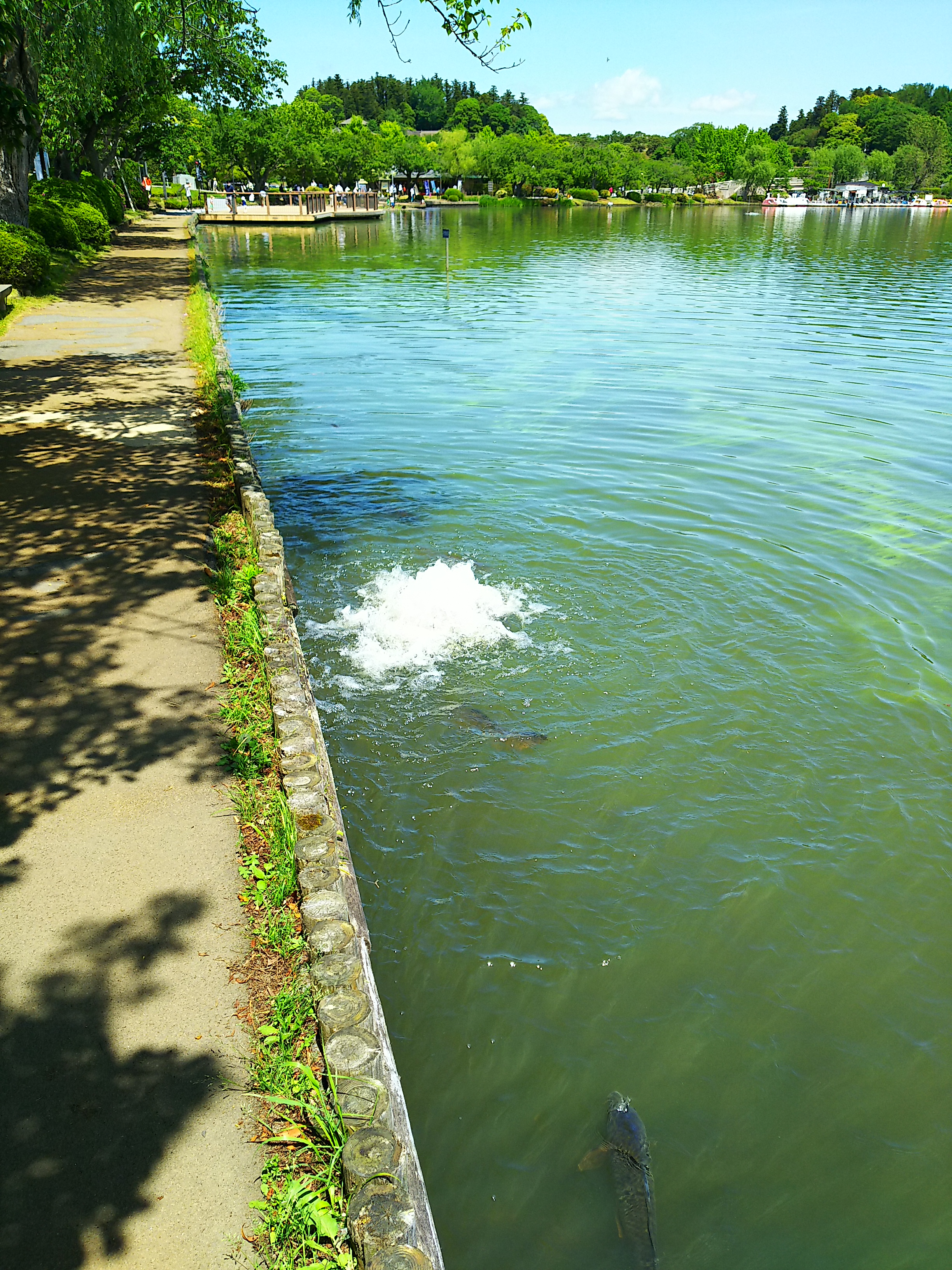
D51近く岸辺の導水水噴出箇所

流動促進装置の設置
超音波とオゾンでアオコを殺藻しつつ水流発生装置（＝ジェット・ストリーマー）により湖沼内の流動を促進させる装置を10基置き、水質の改善を図った事業を1997年12月から開始しており、2020年現在も継続実施されている。
この装置は長崎市の環境設備等メーカーのマリン技研が開発・設置したものである。同社が1997年8月20日に特許出願・取得したものであり（発明の名称:水域浄化装置 特許番号:特許3267904/公開番号:特開平11-057699）、"アオコキラー"との商品名がつけられている。装置の仕組みは、ジェット・ストリーマーにより水中のアオコを筒体に吸入し、筒体内で超音波を照射しアオコを殺藻、更にオゾン空気を混入させアオコの毒性を分解・軽減させ、筒体から吐出させる、というものである。これによりアオコの殺藻を行いつつ、水の流動を促進させて殺藻したアオコが湖沼底に沈降する（沈降したアオコはヘドロ化し湖沼汚濁の要因となる）のを防ぐ効果が出る。

千波湖内ジェットストリーマー（流動促進装置）
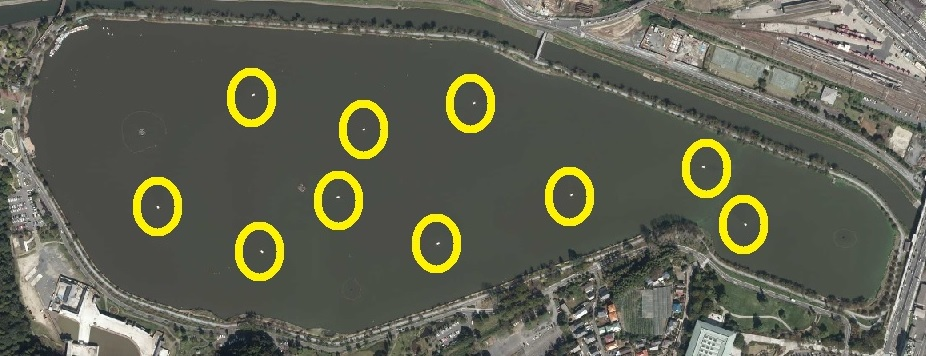
ジェットストリーマー（流動促進装置）の位置
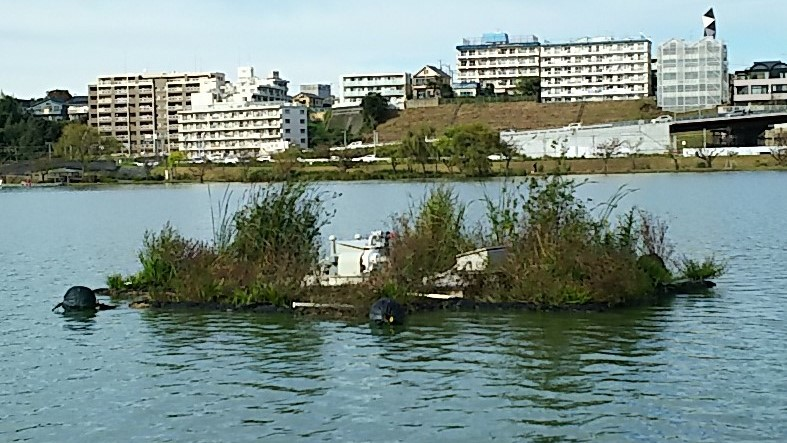
流動促進装置（湖南東側）

事業発足当初、この装置一式はスワンボート型のボディを上に被せた状態で浮かべられていた。その為、無人のスワンボートがいつも湖面に点々と浮かんでいる、という光景が長らく千波湖にあった。2018年に水戸市はヨシなどの水生植物を植栽した人工の浮島で装置を覆うという、従来より自然を模した見た目に改めている。
噴水の設置
流動促進装置に加え水の流動を更に促進させる為、大噴水1基が西側に、小噴水が南側と東側にそれぞれ1基、計3基が設置されている。大噴水は打ち上げ高さ約20メートルで散水範囲直径約50メートルの能力を持ち、小噴水は打ち上げ高さ約6メートルで散水範囲直径約18メートルの能力を持つ。2010年2月18日に完成記念式典が行われた。運転時間は8時から22時までで、大噴水→南側小噴水→東側小噴水の順にそれぞれ10分ずつ運転される。日没からはライトアップもされ、夜の千波湖を引き立たせている。

千波湖内噴水
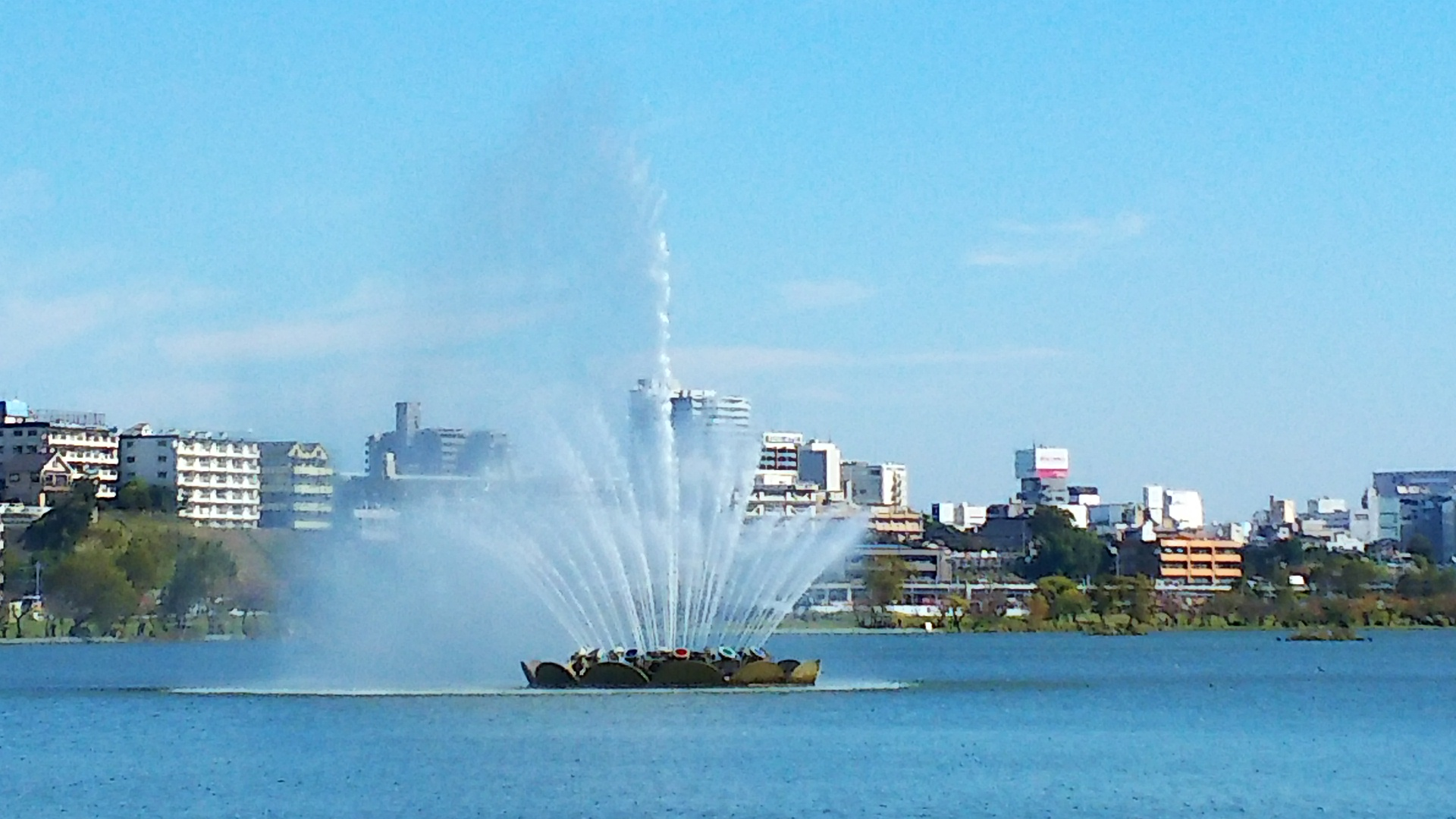
大噴水
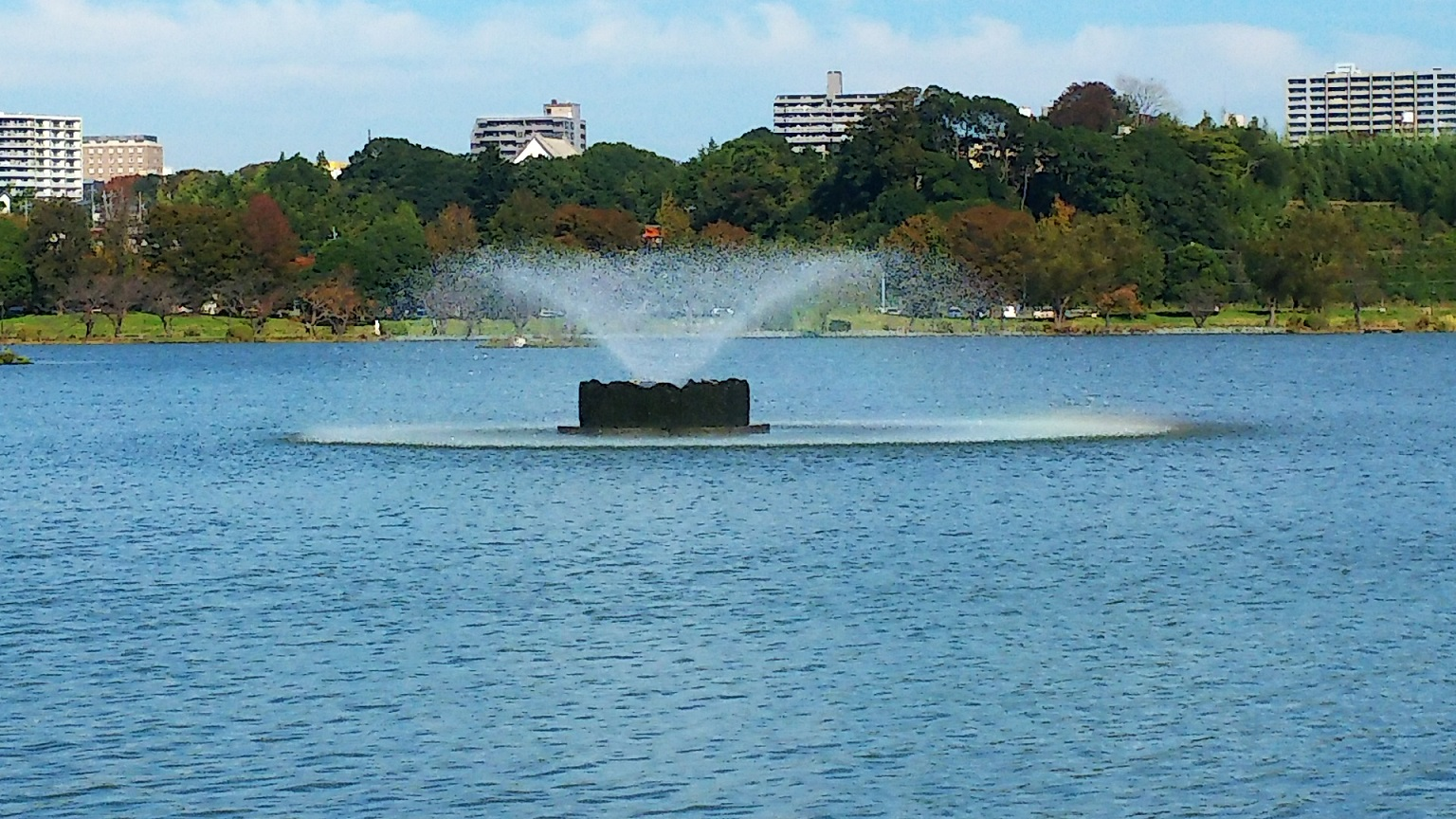
小噴水（南）

湧水の導水

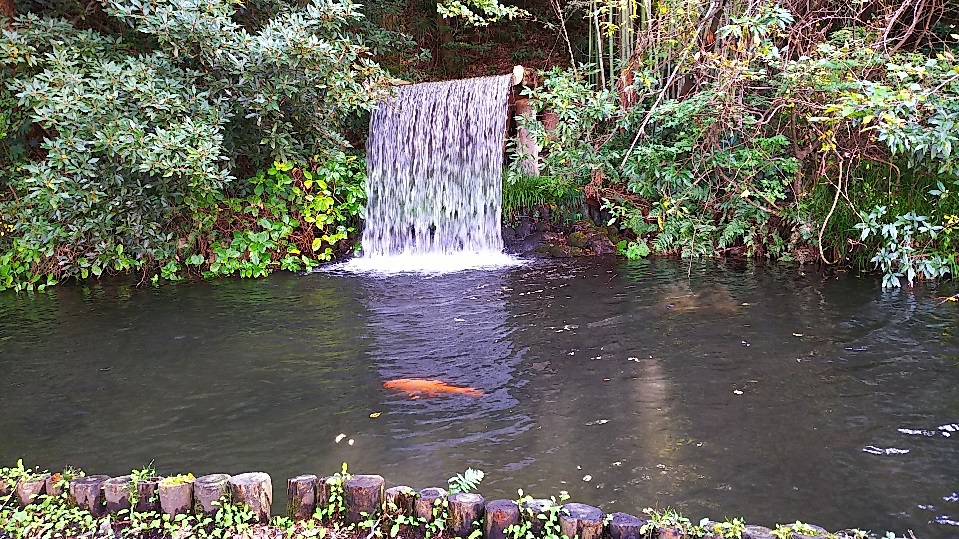
千波公園ハナミズキ広場東奥の湧水が落ちる滝

水戸はその地形地質特性から、湧水が湧き出ている箇所が市内に多くある。千波湖近くの逆川緑地も湧出地の一つで、笠原水道水源の湧水の他、緑地内数ケ所から湧水が湧き出ている。その逆川緑地内の湧水を千波湖に導水し水質改善を図る事業が1985年から始まり現在も行われている。逆川緑地内湧水の2020年現在の導水ルートは2つあり、ひとつは千波湖南側のハナミズキ広場奥の人工の滝から流れ出て「ハナミズキ広場ビオトープ」を通って千波湖に注ぐもの、ふたつめは茨城県近代美術館の庭園内に造られた人工の川から発し湖東端近くに注ぐもの、である。ハナミズキ広場奥からの導水は1985年4月22日の通水式から開始され、翌1986年に2箇所目からの導水が始まった。事業発足時の導水量（日量）はハナミズキ広場からの導水は約3000立方メートルで、湖東側は600立方メートルである。
ただ、湧水は清浄である一方、湖沼の富栄養化を促進させる窒素を多く含んでおり、アオコ発生要因のひとつにもなってしまっている。この解決策としてビオトープの造成が成されている。
ビオトープの造成
千波湖に流れ込む湧水は清浄である一方、湖沼の富栄養化を促進させる窒素を多く含んでおり、アオコ発生要因のひとつにもなってしまっている。そこで、植物による窒素の吸収効果が期待できるビオトープが湖南岸に造成されている。
最初のビオトープは2012年10月21日に千波公園内のハナミズキ広場の湧水が入っていた既存の池に造られた。面積は約130平方メートルで、セキショウ、ハナショウブ、ホタルイ等が植栽された。このビオトープ造成前後に行われた水質調査では総窒素（T-n）が28.7パーセント削減の測定結果が出て、ビオトープの効果が実証された。そのデータは下表のとおり。
| 測定日                    | 測定場所       | 測定場所       |
| ------------------------- | -------------- | -------------- |
| 測定日                    | ビオトープ入口 | ビオトープ出口 |
| 2012年10月9日（＝造成前） | 5.46           | 5.61           |
| 2013年1月7日（＝造成後）  | 5.50           | 3.92           |

またこのビオトープにおいては、造成前の生態系調査（2012年10月9日調査）ではスジエビのみが観測されていたのが、造成後調査（2013年1月7日調査）はスジエビに加え、ヨシノボリ、ウキゴリ、テナガエビ、ヌマエビの4種が新たに観測されていたり、2013年の春にはビオトープ内を泳ぐワカサギの群れが観測される等、生物多様性の促進効果も出ている。
2013年10月27日に2箇所目のビオトープが湖南岸の湖内に造られた。造られた場所は元々ビオトープとして整備されていたが、放置されておりアオコが発生する場所になっていた。事前に整地がされた後、当日はガマ、セキショウ、ハナショウブ等が植栽されビオトープとして再生した。そのビオトープ内の水質は、造成前の総窒素が136mg/L、総リンが11.8mg/Lであったのが、造成後は総窒素がおよそ1.8mg/L、総リンがおよそ0.6mg/Lに、また、ビオトープ外側の千波湖水質と比較しても、造成前は総窒素、総リンとも外側の数値を大きく上回っていたのが造成後は半分以下となるなど、水質改善の効果が認められた。
2014年10月25日には3箇所目のビオトープが前年造成ビオトープ西側のさくら広場前に造られた。以後も毎年ビオトープの造成、整備活動が行われ、2019年6月2日の活動時点で総延長約300メートルのビオトープが千波湖南岸に存在している。
これらのビオトープ造成・整備活動は行政と市民が協働する「新しい公共」での事業として、市民団体である千波湖水質浄化実行委員会の主催で行われた。実際の活動は水戸市と茨城県環境管理協会が協働で行っている「千波湖環境学習会」の参加者によって行われた。

千波湖ビオトープ
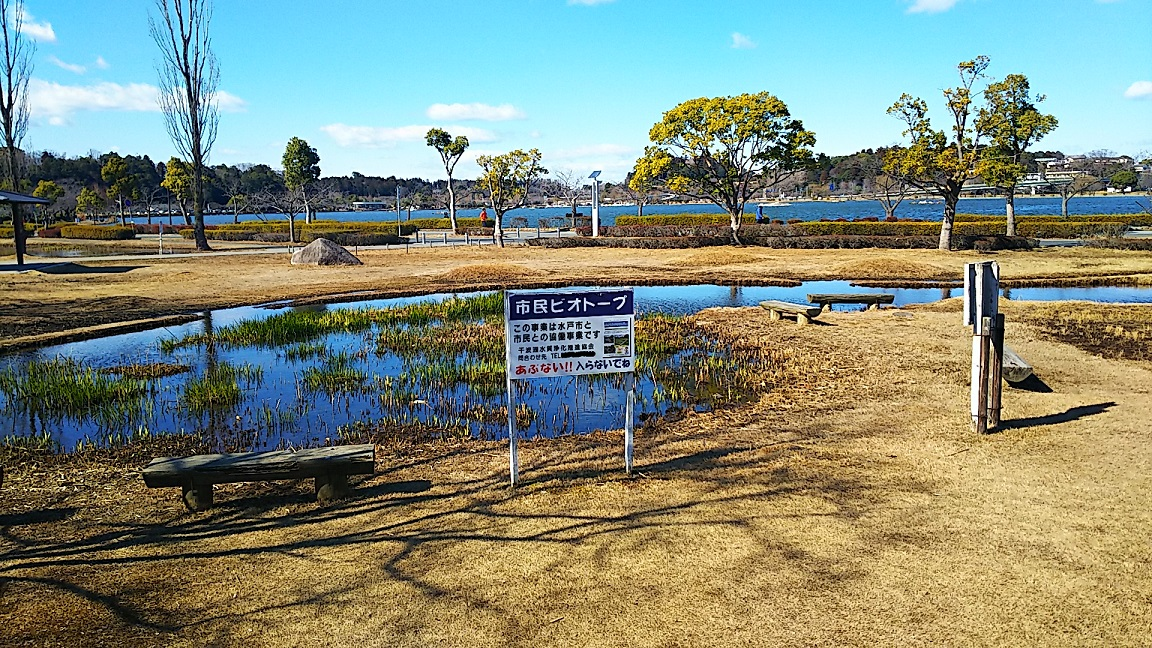
ハナミズキ広場ビオトープ
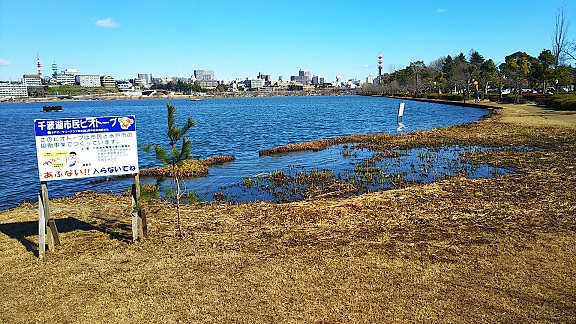
南岸ビオトープ
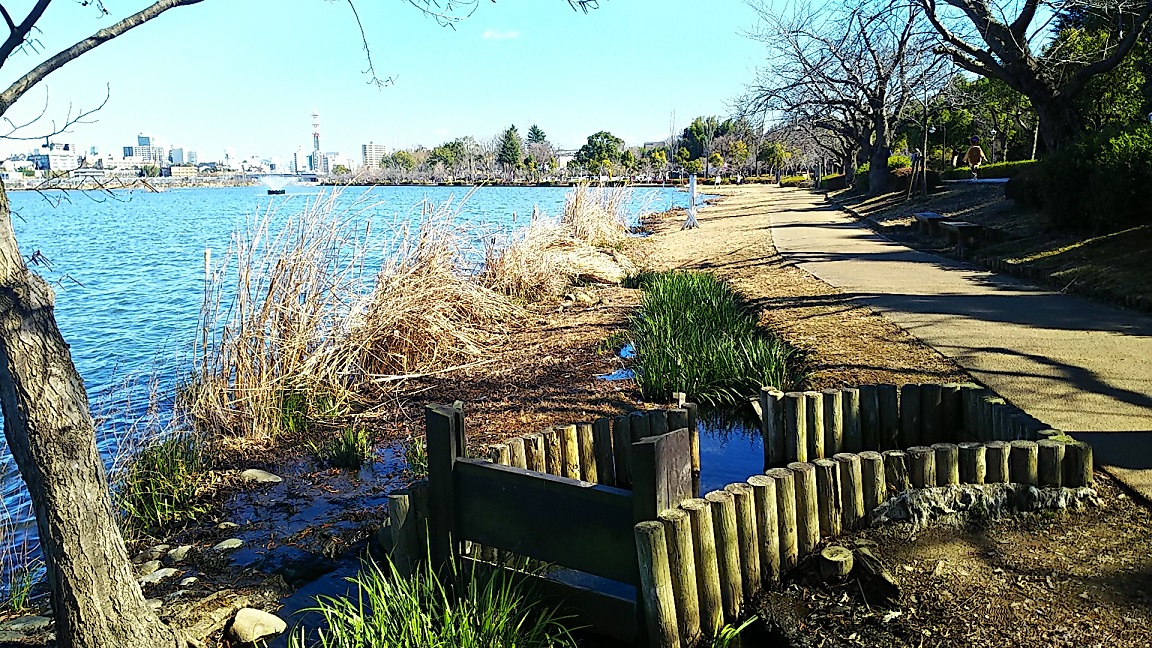
さくら広場前ビオトープ

これら事業によっても千波湖の水質改善は充分では無い。そこで国土交通省が進めている霞ヶ浦導水事業では、那珂川と霞ヶ浦をつなぐ導水路から桜川への導水が行われるのに併せて、桜川から千波湖への導水も行うことで、千波湖の更なる水質改善を図ること事業内容の一つに挙げられている。2018年時点で霞ヶ浦導水事業は2023年の完了を予定している。

## 水温
千波湖の2009年8月から2012年7月間の月平均水温は以下の表のとおりである。出典としたデータは科学研究費助成事業（課題番号21710003「衛星熱赤外画像データを用いた全国に点在する小水域の水温データベースの構築」研究期間:2009年度から2012年度）の助の下、茨城大学工学部情報工学科・外岡研究室（指導教員:外岡秀行）によって提供されたものである。このデータは、千波湖の中央付近に設置したボタン型温度ロガー（データロガー）で水面直下の水温を10分間隔で自動計測した値の1日平均値として2009年8月19日から2012年7月5日間のデータを外岡研究室がweb上で公開していたものであり、表化にあたって月平均にデータを加工した。年平均水温は2010年が17.37度、2011年が17.11度、2009年8月19日から2012年7月5日間に計測された1日平均最高水温は2010年7月24日の32.7度、1日平均最低水温は2012年2月9日の2.9度である。
下表期間後の千波湖の水温データは外岡達が構築した「衛星湖沼水温データベース日本編（Satellite-based Lake and Reservoir Temperature Database in Japan; SatLARTD-J）」で得ることが出来る。このデータベースではNASAの地球観測衛星Tera搭載に搭載された光学センサASTERの時系列熱赤外画像から推計した"ASTER推定水温"と、この"ASTER推定水温"とAMeDASから得た地上気温との回帰に基づく"回帰推定水温"が提供されている。"ASTER推定水温"のデータは1年間に平均で3回ほど提供され、その精度（accuracy）は約摂氏1度で、"回帰推定水温"は5日間隔で提供され、その精度は約摂氏2度である。千波湖以外の湖沼のデータも提供されている。
|        | 1月  | 2月  | 3月   | 4月   | 5月   | 6月   | 7月    | 8月    | 9月   | 10月  | 11月  | 12月 |
| ------ | ---- | ---- | ----- | ----- | ----- | ----- | ------ | ------ | ----- | ----- | ----- | ---- |
| 2009年 | /    | /    | /     | /     | /     | /     | /      | ※27.01 | 23.17 | 18.78 | 13.71 | 8.62 |
| 2010年 | 5.57 | 6.94 | 10.23 | 13.57 | 20.36 | 24.79 | 28.76  | 30.26  | 25.55 | 19.48 | 13.52 | 9.22 |
| 2011年 | 4.75 | 7.36 | 9.80  | 15.73 | 20.00 | 23.70 | 28.71  | 28.81  | 26.57 | 19.63 | 14.46 | 7.00 |
| 2012年 | 4.19 | 5.83 | 9.60  | 15.06 | 21.22 | 22.95 | ※25.58 | /      | /     | /     | /     | /    |

## 災害

### 水害
低地帯である水戸市の那珂川沿岸および下市地区と呼ばれる市東部は度々水害に襲われている。現在の姿よりもっと下市側に大きく拡がっていた時の千波湖においては、下流側からは増水で桜川を逆流してきた那珂川の水や、上流側からは桜川と逆川からの流入水の増加により度々溢水し、水戸市下市地区を浸水させる等の被害をもたらしている。水戸藩初代藩主徳川頼房の時に造られた備前堀は千波湖の水を涸沼川等へ流し、治水と周辺農地への灌漑を行う目的を持っていたが、治水効果はあまり発揮できなかったとされる。"千波湖"の名が認められる歴史的な水害には以下のものがある。
江戸時代
- 1723年（享保8年）8月、那珂川が氾濫し「卯年の洪水」とも伝えられる大洪水が起きる。千波湖は増水し下市地区は1尺5寸（約0.45メートル）の浸水被害となった。
- 1757年（宝暦7年）6月、8月に千波湖溢れる。
- 1762年（宝暦12年）4月、千波湖、那珂川溢れる。
- 1786年（天明6年）7月12日からの豪雨により7月16日、那珂川、千波湖が氾濫し大水害が発生、水戸城下は甚大な被害を被る。下市地区で1丈1、2尺（約3.6メートル）の浸水があった。下市地区の中でも七軒町（現在の本町1丁目、紺屋町、本町1丁目では椽の上2尺（約0.6メートル）の浸水があったとされる（「椽」は「てん」又は「たるき」で屋根を支える目的で軒から軒にわたされた長い木材のこと。）。この浸水は増水した千波湖の水が備前堀から溢れ出たのが原因で、筆者不明の『安永、天明、寛政、享保異聞』では次のように状況を記録している。

其後も尚も雨強く、篠束をつかねてつく様なると肝を消し居候處、其の夜九ッ時分より、中川、千波沼の水落来て洪水となる — 筆者不明、安永、天明、寛政、享保異聞（翻刻出典『水戸市水害誌』49p
肴町の方、同中にて粟屋藤四郎兄弟向二三軒通り板椽へ上らざる由、其の外は皆椽を越し候て即ち千波の水なり — 筆者不明、安永、天明、寛政、享保異聞（翻刻出典『水戸市水害誌』49p
肴町は現在の本町2丁目にあたる。
1786年（天明6年）の大水害以後は1788年（天明8年）に那珂川の増水があったと伝えられているが、詳しくは伝えられておらず、大きな被害は無かったものと思われる。それ以後は江戸時代での水戸藩領で千波湖はもとより那珂川で洪水が発生したとの明確な記録は伝わっておらず、那珂川、千波湖では若干の浸水被害はあったであろうが、記録に留めるほどの水害は起きなかったと推測される。

明治
- 1890年（明治23年）8月5日、那珂川の水位が2丈余（約6メートル）上がる。千波湖も増水し、下市地区に大きな被害があった、と伝えられている。
- 1890年（明治29年）9月11日から12日にかけて那珂川が増水し、那珂湊（現：ひたちなか市）の海門橋が流出するなどの大水害が発生した。水戸市では青柳で7.42メートルの水位を記録。千波湖も氾濫し下市地区、水戸駅付近まで浸水させた。
- 1898年（明治31年）9月8日、千波湖、那珂川氾濫する。
- 1899年（明治32年）7月25日、千波湖、那珂川氾濫する。
- 1910年（明治43年）8月7日から8月11日にかけて茨城県下に大雨が降り、県内各河川が氾濫し各地に大きな被害が発生した。那珂川、千波湖も氾濫し水戸市に床上浸水416戸、床下浸水272戸の被害を与えた。
- 1911年（明治44年）7月26日、千波湖、那珂川氾濫する。

大正
大正時代は1913年（大正2年）8月27日、1914年（大正3年）9月14日、1914年（大正6年）10月1日に那珂川、千波湖の氾濫があるが被害は軽微で、概ね水戸市では水害が少ない時代であった。

昭和
- 1938年（昭和13年）　本州に接近した台風により6月28日から30日にかけて茨城県内は大雨となり「"前代未聞"」の出水が各地で発生し歴史的大水害を引き起こした。水戸市内でも那珂川、桜川、逆川が氾濫、千波湖が溢水し、市内に大きな被害を与えた。1918年（昭和7年）に完工した埋め立て事業により東側が埋め立てられ、面積を大幅に縮小した千波湖であったが、この時の大雨で著しい溢水を起こし轟町（現在の柵町2丁目、柳町1 - 2丁目）で床上5尺5寸（約1.65メートル）、本1丁目で床上1尺8寸（約0.68メートル）、竹隅町（現在の柳町2丁目、本町2 - 3丁目、東台1丁目）で床上1尺5寸（約0.56メートル）の浸水被害をもたらした。また紺屋町でも千波湖溢水により3.74尺（約1.14メートル）浸水があった。このように常磐線南側の浸水被害が大きくなったのは、千波湖の溢水と支川を逆流してきた那珂川の水が合わさった為である。この水害時の千波湖は桜川と完全に一体化し、偕楽園下から埋め立てて陸地になった地域までを再び水面下と化した。1938年は9月1日から2日にも水害が発生している。但し、この時は那珂川上流部での大雨による那珂川の増水と氾濫に起因したもので、千波湖の溢水は6月の時と比較し少なかった。
- 1941年（昭和16年）、台風接近に伴う7月20日から23日の大雨で那珂川の氾濫、千波湖の溢水発生。柵町、曲尺手町（かぎのてちょう 現在の本町3丁目、東台2丁目）で床下浸水があった。
- 1948年（昭和23年）9月16日に水戸を襲ったアイオン台風により、那珂川の氾濫と千波湖の溢水発生。
- 1986年（昭和61年）8月の台風10号による東日本の水害（所謂8.5水害では、千波湖の全周が浸水した。

「水戸市ハザードマップ（平成29年改訂版）」では千波湖のほぼ全周が3から5メートルの浸水想定区域として注意を喚起している。

### 東北地方太平洋沖地震での被害
2011年3月11日に起きた東北地方太平洋沖地震（東日本大震災）では水戸市は震度6弱を記録し、死者7人、負傷者84人、全壊住宅164棟等の被害が発生した。そして千波湖周辺で以下のような被害が発生している。
- 偕楽橋の南詰で段差の発生。
- 周回歩道の北側（桜川沿い）で路面陥没。
- 西岸周辺で路面損壊、盛土の変形、地盤亀裂、河川法面 の崩壊。
- 南岸の周回歩道とその南の千波公園で、地盤の液状化現象が発生。

また、駅南地区においては液状化現象が多く認められ、また地割れ等が発生している。これら千波湖周辺と駅南地区で液状化現象が顕著に認められたのに対し、市内の台地区では液状化現象の跡は認められていない。これは千波湖周辺等の水戸市の低地区の地質が沖積層で構成されていること、また駅南地区の成り立ちが大正後期から昭和前期にかけての千波湖埋め立て事業によって陸地化した地区であること等から、千波湖周辺等が軟弱な地盤であることに要因を求めることが出来、この地域は地形・地質面で地震に対し脆弱性を内包していると指摘出来る。

## 利水
千波湖の慣行水利権は「千波湖土地改良区」が有している。千波湖土地改良区の起源は水戸藩初代藩主徳川頼房治世下の1610年（慶長15年）の千波湖の放水と周辺の水田への引水を目的とした備前堀の開墾に遡る。その時から水戸藩の統制下のもと千波湖、備前堀の整備・管理の一端を担い、利益を得ていた村衆・町方衆が、この土地改良区の母体である。明治になり、藩制が無くなると、区町村会法（1880年制定）のもと法的に裏付けられた用水管理団体である「水利土工会」が関係者であった村々により設立された。「千波湖水利土巧会」がそれであるが、その発足は難産であり、1884年9月に第1回の議員選挙を行ったが、結果に不満が出された挙句この選挙結果が取り消され、議員数を見直した上で行われた再選挙で決定した議員で1885年3月に開かれた第1会会議により正式に発足している。その後、「千波湖普通水利組合」（1890年）と組織変遷をし、1949年の土地改良法の成立を受け、1951年8月に「千波湖土地改良区」と改組し現在に至る。1980年1月刊の『千波湖浄化対策調査報告書』（水戸市）は千波湖土地改良区の水利権として毎秒0.19立方メートルの取水権がある、ことを記している。
他に、工業用水として東部ガス水戸支社（水戸市宮町）が冷却水として1日100立方メートルを使用していることが、1989年3月刊の『水戸市千波湖浄化対策調査報告書』（水戸市）で記されている。

## 産業
現在の千波湖で行われている商業活動は偕楽園と連動した観光業、湖岸の公園を活かしたイベント開催等である。かっては農業、水産業も営まれていたが現在は行われなくなっている。

### 観光業
千波湖は、水戸の重要な観光資源である偕楽園の借景として、水戸の観光業にとっては欠かせないものとなっている。大正からの千波湖埋立事業が始まる前の議論において埋立に強い反対があったこと、偕楽園下の湖西側は埋めてられず残ったことは、千波湖があってこそ偕楽園が引き立つとの認識があったからである。しかし、近年の観光客の減少を受けて、千波湖及び千波公園に新たな観光施設の整備などによる、観光価値の向上が模索されている。

#### 観光地としての魅力向上への取り組み
水戸市の観光業は春の「梅まつり」に依存してきた所が大きかった。千波湖も1993年の「第10回全国都市緑化フェア - グリーンフェア'93いばらき」開催や、1998年のNHK大河ドラマ『徳川慶喜』の「徳川慶喜」展示館設置いった一時的なイベントがあった年以外は梅まつりの時期に観光客が集中する傾向であった。その「梅まつり」においては駐車場がある湖西側エリアが偕楽園へのプロムナードのひとつとして機能している。しかし、2011年の東日本大震災による風評被害で水戸市の観光客が大きく落ち込んで以降、震災前の水準に回復をしていないことを背景に、宿泊型・通年型観光地への発展、外国人観光客の取り込みの必要性があげられ、その達成の為に偕楽園（千波公園）エリアで観光客をもてなすハード、ソフトの整備が課題となった。
2019年4月26日、茨城県は偕楽園及び茨城県立歴史館周辺の観光地としての魅力を向上させる計画の策定をさせる「平成31年度偕楽園・歴史館エリア観光魅力向上計画策定業務委託」の公募型プロポーザルを公告した。このプロポーザルは7社が応募し、結果、国内でリゾートホテルなどを運営している星野リゾートが業務委託先に選定された。同社代表の星野佳路は選定後の6月15日に水戸市内で開かれた偕楽園と千波湖の将来を展望する『千波湖フォーラム（水戸商工会議所主催）』の場で、水戸市の観光課題として、”観光資源の点在”、”体験型サービス（所謂「コト消費」）の不足”、"象徴となる食の欠如"などを上げた上で、今回の計画策定においては国内大都市圏や海外からの誘客に徹した経済効果を産み出す計画であることの必要性を強く語った。

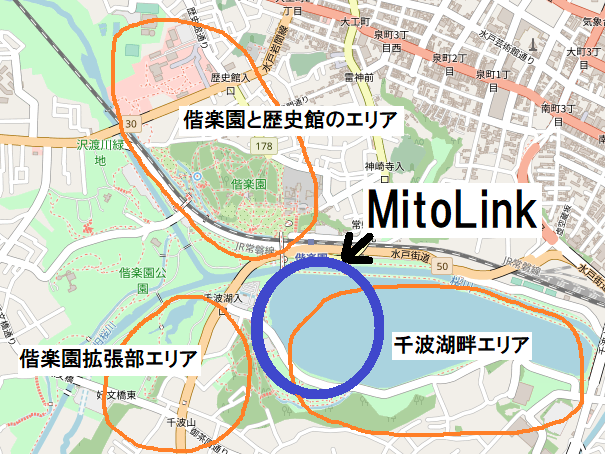
"MitoLink"と3つのエリア

同年11月、星野リゾートがまとめた「偕楽園・歴史館エリア観光魅力向上構想」が公表される。この構想で最も目を引いたのが千波湖西側の湖上に架けられた1周1.5キロメートルにおよぶ巨大な円形の橋を構築することであった。「MitoLink（ミトリンク）」と名付けられたこの橋により土地の高低差や道路・線路で分断された"千波湖畔エリア"、"偕楽園拡張部エリア"、"偕楽園本園と歴史館エリア"の3つをつなぎ合わせ、エリア間の回遊性を高めた。そして3つのエリアにそれぞれ魅力促進の仕掛けが提案された。"千波湖畔エリア"では都市の近くにありながらリゾート気分を味わえるエリアへの変貌が志向され、水戸観光の拠点となる「MitoMix」と呼ぶカフェ、レストラン、ギャラリー、ショップが入った施設や、ランニングステーション、サイクリングステーション、ホテル等の設置の他、湖を利用した体験型サービスの提供などが提案された。星野リゾートが出したこの構想はインパクトの強いもので、特に「MitoLink」はその圧倒的ビジュアルと、その橋を散策することの非日常的体験がメディア、SNSでの情報拡散、露出が期待できるものであった。
星野リゾートの提案を大井川和彦茨城県知事は、「観光のプロとしての視点から、水戸の強み、あるいは弱み、課題を的確に捉えたプロポーザルになっている」と評価しつつ、「全ての提案がそのまますぐ実行できるかどうかというのは、それは今後の検討会等での議論を待たなければいけない」と述べた。そして、その偕楽園エリアの魅力向上策を検討会である「偕楽園魅力向上アクションプラン検討会」では、将来の財政負担が大きくなる「MitoLink」のような構造物の建設を積極的に推す委員はいなかった。
2020年5月7日、茨城県は星野リゾートの構想を叩き台に、偕楽園魅力向上アクションプラン検討会での議論を経て、今後の偕楽園及び千波湖畔、歴史館等のエリアの魅力向上策の指針となる「偕楽園魅力向上アクションプラン」を公表した。このプランでは、偕楽園等エリアを日本を代表する通年型観光地とすることを目標に掲げた上で、いくつかの方策を提示している。その中で千波湖及び千波公園は課題である「滞在型の（屋内）施設が少ない」、「地元の食やお土産等を楽しめる場がない」、「ジョギングロードが老朽化している」、「水質が悪い（特に夏場のアオコ）」等を「都市の中にある湖、豊かな生活を過ごせるゾーン」をコンセプトに、「飲食・物販施設の整備」、「ジョギングロードの整備」、「水質の改善」等の方策により解決し、魅力向上を図ることがプラン内で提示されている。なお「MitoLink」はアクションプランには盛り込まれず、県担当課は引き続き検討してゆくと話すに留めた。

### レジャー業・イベント業
江戸時代、千波湖の湖北側の奈良屋町と湖南側の七軒町（しちけんちょう 現在の本町1丁目）には舟宿があり遊覧船などを仕立てていた。江戸時代の千波湖は水戸城の外濠としての役割もあり、城防衛上の観点から夜間の舟の往来は禁止されていたが、奈良屋町と七軒町の者らは1800年（寛政12年）に夜舟の運航許可願いを出すと、それが認められ5月から7月の間は両町の舟宿から出る夜舟が認められた。許可後は、吉田神社の祭礼の日に舟中で酒宴を行いながら対岸の吉田神社まで渡る、屋形船的な営業もなされるようになった。
水戸藩の統制が無くなった明治以後は、湖上のレジャー業が拡大する。貸しボート屋が乱立し、ついに1930年に茨城県が規制に乗り出したが、効果無く増え続けた。同年8月には50艘の貸しボートが所属する貸しボート組合が設立された。
昭和の高度成長期は「偕楽園レイクランド」、「水戸レイクサイドボウル」といった大型レジャー施設が湖畔にオープンし、千波湖でのレジャー業はピークを迎える。だが1982年の偕楽園レイクランド閉園後は千波湖畔は都市公園として市民が思い思いのスタイルでレジャーを楽しむ場へと整備が進んだ。有料のレジャー施設としては貸しボート屋が1店湖西岸に残るのみである。

現在の千波湖での目立つ商業活動は様々なイベントの会場として利用されていることである。1993年の千波湖周辺で開催された「第10回全国都市緑化フェア - グリーンフェア'93いばらき」以後、グルメフェスティバルや音楽フェスティバル等の野外イベントの会場として多用されるようになり、イベント内模擬店では飲食物販売、企業・団体の広報活動が行われている。このようなイベント開催は湖畔の広い公園エリアと大規模な駐車スペースが可能にしている。

### かって営まれていた産業
備前堀と直結していた頃の千波湖は用水源として備前堀下流の水田に水を供給する役目を持っていた。大正後期から昭和前期の千波湖改修事業で備前堀は桜川から水を引くようになり、千波湖の農業利用としての価値は減じた。一方改修事業により干拓された湖東部分は水田化され68町5反歩（約0.68キロ立方メートル）の面積の作付け地が誕生した。湖沼として残った湖西部分も太平洋戦争後には全面を干上がらせた上で水田として農業利用していたこともあったが、これは極一時期なものであった。水産業利用としては江戸時代から明治時代まで千波湖は禁猟地であり、おおっぴらには漁業は行われず湖中のジュンサイの収穫だけが行われていた。漁業は1901年以降に解禁されたと思われ、コイ、エビ、ドジョウなどの漁獲をあげている。一時期はコイの養殖も行われた。千波湖がまだ大きかった時期では湖中を南北に横断する渡し船の運航が営まれていた。

#### 農業
水戸藩時代、灌漑用水源としての千波湖は備前堀を通して周辺の20の村（浜田・酒門・谷田・西大野・東大野・圷大野・中大野・六反田・栗崎・東前・下大野・大串・塩崎・平戸・島田・川又・小泉・渋井・細谷・吉沼）の約980町歩（約9.72キロ平方メートル）に水を供給した。だが、千波湖は干害時には干上がるなどしており、その水量は用水池としては十分ではなかった。
千波湖自体を埋め立てて農地にしようとする試みは、宝永の頃に水戸藩の財政再建を託された松波勘十郎の計画を最初に、歴史上度々浮上しては反対に合い潰れていた。が遂に、1921年から始まった千波湖改修事業によって、湖全体の約3分の2にあたる湖東部分が埋め立てられた。埋め立て地には碁盤目状の水田が造られ、その面積は68町5反歩（約0.68キロ立方メートル）となった。この開田地からの米の収穫量は1927・28年度では1反当り平均2石4斗（約493リットル）であった。しかし、この開田地及び備前堀への供水は改修事業によって千波湖から切り離され新たな河道を整備された桜川から行われるようになり、農業用水源としての千波湖は、用水施設の障害時や干害時の予備としての地位に下がった。
上述の千波湖改修事業前は湖南岸と湖西岸は護岸化されておらず、湖沼の水位が下がると岸辺の湖底が露出した。ここを水田として稲作を行うことが改修事業前の江戸時代の頃から、沿岸の農民により行われていた。千波湖の水位が下がるのは備前堀下流域水田への田植えの為の供水が終わった後で、それからこの自然水田への田植えは行われる。元々は湖沼であった土地のため、貢租や地租が課せられること無いというメリットがあった。が、少しの増水で稲が冠水し収穫出来ないというデメリットがあった。そのため、湖南岸・西岸の農民（緑岡村の農民など）は千波湖の水位を常時下げておくことを望み、しばしば紛争を起こしている。千波湖改修事業によって千波湖は全周を護岸化され、この自然水田が生まれる事は無くなった。

##### 太平洋戦争後の水田化

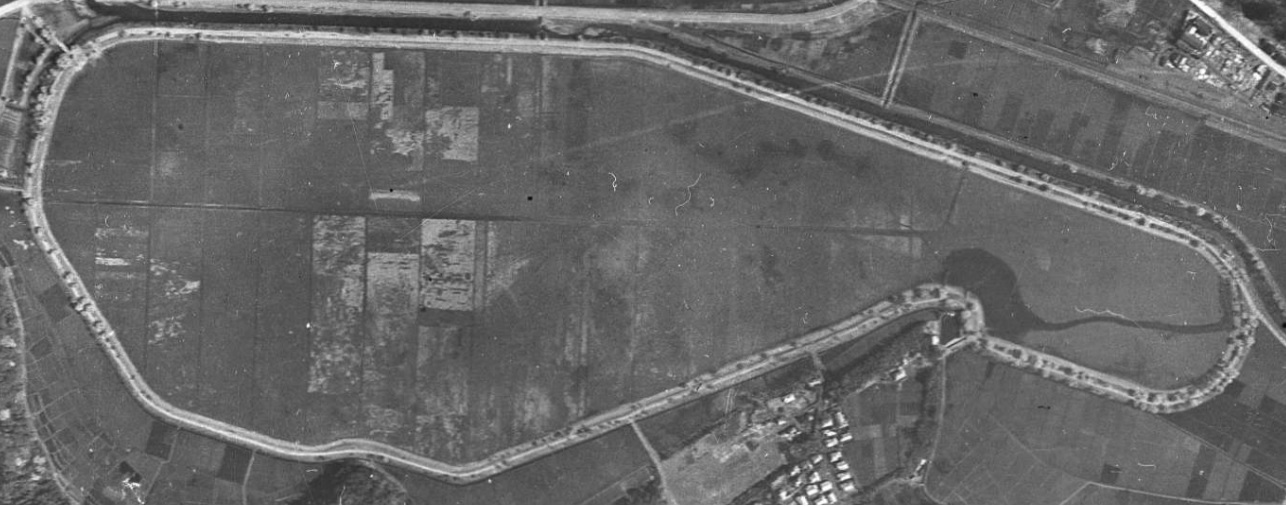
1948年4月12日撮影の水が抜かれた状態の千波湖

太平洋戦争後の食糧事情の悪化に対し、食糧増産に僅かながらでも資する目的で、千波湖をほぼ全部干上がらせ水田化して稲作を行っていた事が1947年から1950年の間に行われていた。
1946年に緑岡村千波の者らがメンバーの「千波湖埋立実行委員会」なる組織が食糧増産の為として千波湖の水田化を茨城県に申請した。その概要は田植えの時期に、備前堀下流域の水田の田植えが終わり、千波湖の農業用水としての必要性が完全に無くなった後、千波湖を水の放水により一時的に空にして、そこに田植えをし、秋に収穫、収穫後は水を湖沼に戻す、というものであった。これに対し下大野、上大野、稲荷の普通水利組合から反対の声があがり、この年は水田化は認められなかった。翌1947年、前年案から水田化する面積を縮小するなどした計画が県に承認された。が、それに対し水戸市側が、観光都市を目指す当市にとって千波湖の水田化は構想を骨抜きにするもの、として反対を表明した。水戸市側はまた、水田化する期間を5年としてしていることにも反発した。結局、食糧増産の必要性とのせめぎ合いの結果、1年だけ耕作を認めることで水戸市がおれ、同年6月24日から田植えが始まった。計画では水田化した32町歩（約0.32キロ平方メートル）から11月の刈り取りで、当時の水戸市民の5から6日分の食料に相当する玄米1500俵から2000俵が収穫されるはずだった。だが、9月に襲来したキャサリン台風により稲が水没しこの年は未収穫に終わった。翌1948年は前年より174名多い409名が入植し7月1日から田植えに入った。ただ、この入植者を増やした措置は前年からの入植者の不満を招き騒動になった。また、耕作者側によって花見の時期前（4月8日以前）に湖水が抜かれてしまい水戸市側が憤慨する、という騒動も起きていた。そしてこの年も9月に襲来した台風（アイオン台風）により収穫皆無に終わった。翌1949年は水田化は観光面の問題を重く見た水戸市議会により拒否された。そして翌1950年は水田化しての耕作は本年限りとする、を条件に耕作が行われた。食糧危機の緩和もあり千波湖の水田化はこの年で終わった。
千波湖を水田化しての稲作は湖沼を空に出来る期間が短いため、栽培期間が短くなってしまうことに加え、排水の悪さによる稲の冠水の危険性、耕作を困難にする湖底の泥等悪条件下のものであった。が、耕地では無い為税金がかからない等のメリットもあるが、なにより、そこまでしてでも食糧確保をせねばならなかった時代であった。この頃の事を知る者は、千波湖水田化の許可が下りなかった時は「…住民はムシロ旗をたてて騒ぎましてね。許可なんかいらない、堤を切って水をぬけ…」との騒動を起こした、と当時の切迫した世相を語っている。
※山口良忠は闇米を拒否して餓死した裁判官。

#### 水産業
水戸藩時代以来、千波湖では漁業は漁業は禁じられていたが、1901年以降には解禁されたと思われる。禁漁時代はおおやけにはジュンサイのみが収穫物であったが、密漁も行われていたようである。既に漁業が解禁されていた1912年には漁業者を本業とする者16名、副業とする者3名がおり、ウナギ、エビ、ドジョウ等が収穫され、当時の金額で1931円の漁獲高を得ていた。1912年の1931円は2019年の貨幣価値に計算（企業物価指数（戦前基準指数）で計算）すると約209万円に相当する。
水深の浅い千波湖では底が浅い平べったい舟で漁が行われていた。収穫物の中でもサクラエビに似た小エビは名物で、年産額2千円となっていたと1927年刊行の『東茨城郡誌』には記述されている。1927年の2千円は2019年の貨幣価値に計算（企業物価指数（戦前基準指数）で計算）すると約127万円に相当する。エビ漁は9月から1月の間に行われ、最も盛んな時期は11月であった。その漁法は竹の笹を束ねた物を水中に沈めて、その笹の間に潜り込んだエビを獲る、というエビの物陰を好む習性を利用したものである。"笹浸（ササジ、ササビタシ、ササヒデ）"又は"笹漁"と呼ばれる漁法で涸沼や北浦などでも同様の漁法でエビが獲られている。水戸市出身の彫刻家である木内克の家は千波湖のエビの卸売商を営んでいた。
千波湖の漁業権を管理する現在の漁業協同組合に相当する組織としては、「千波沼漁業組合」があった。この漁業組合は1909年6月22日に創立総会を開催し茨城県に組合設置認可を申請、同年10月28日に設置認可された。組合の設置は茨城県の千波湖でのコイの養殖計画に対応したものであった。組合の設立に当たっては、水利権を持つ千波湖普通水利組合が用水運営上支障が生じることを懸念し反対をしたため、認可は遅れた。漁業組合はまた、1912年に専用漁業権の所得も出願したが、水利組合はこれにも反対したが、結局同年5月8日付けで認可された。ただ組合は市民の遊漁行為についてはある程度自由に行わせており、これについて大槻は組合認可において遊漁行為について何らかの条件が附されたものと推測している。
1932年3月31日現在の組合員数は61であった。
1933年、組合は従来の慣行を反して、千波湖での遊漁者から入漁料を徴収するようになる。1935年4月、漁業組合は千波湖でのコイの養殖を開始する。組合は養殖事業の権利を宇都宮市の養鯉家Aに年1000円（2019年の貨幣価値では約70万円（企業物価指数（戦前基準指数）で計算）譲渡し、養殖を行わせた。Aは千波湖を監視し、無許可遊漁者は窃盗として告発するなど、厳しく対応する行動をとった。また養殖事業は飼料から発する腐敗臭が湖沼沿岸に拡がる悪臭問題も引き起こした。これら遊漁問題、悪臭問題に市民の不満がたまり、遂にマスコミも大々的に取り上げる漁業組合の専用漁業権取消運動に発展した。『いはらき』は1937年11月11日より『怨嗟の的・専用漁業権』と題した連載記事を連日掲載し、漁業組合、養鯉家、行政を追求し、市民は県に漁業権の取消と千波湖開放を陳情した。これらの動きに行政が紛争調停に動き、漁業権取消はされなかったものの、桜川に無料釣り場の設置、及び千波湖に有料ではあるが1人につき20銭とする低廉な入漁料の有料釣場（設置は9月から12月までの期間限定）を設置する、などを記した『千波沼利用改善ニ関スル覚書』が県及び水利組合他の関係団体立合いの元、漁業組合側と水戸市会議長を代表とする入漁者側の間で、1938年3月24日に交わされた。これは、市民の遊漁権が認められた形となったものである。一方、漁業組合側には釣場設置に対し県及び市から補助金が公布されることが同覚書で明記されている。有料釣場は湖南岸に設置され1939年9月1日一般開放された。なお養殖事業の規模について『いはらき』では養鯉家が収益を明らかにしていない中、1936年度の予想漁獲高として60万尾、15万円（2019年の貨幣価値では約1億116万円（企業物価指数（戦前基準指数）で計算）を出している。
千波沼漁業組合は戦後の1946年9月4日に茨城県告示第297号で、水産業団体法第89条の規定により解散を命じられて、解散した。

#### 舟運業
干拓される前の千波湖では湖沼を南北に縦断する渡し船が営業していた。幕末期の千波湖では「新々道」とよばれる湖中を南北に縦断する道が、南側の始点を千波村の逆川河口のやや西側付近（＝現在の千波大橋の南側たもとの交差点辺り）に、北側の終点を奈良屋町の「新道（柳堤）」たもと辺り（＝現在の桜川1丁目辺り）にして設けられていた。この「新々道」は千波湖の水利の妨げになるから廃止して欲しいとの付近の農民からの申し出により1888年から1890年の間に廃止となった。この「新々道」廃止後、一個人の運営による渡し船が運航されたのだった。渡し船のルートは「新々道」とほぼ同じルートで、現在の千波大橋の少し東側であった。やがて、湖北側の台地地区が水戸の中心市街地として行政施設、学校や商店、住宅が建ち並び、対岸の緑岡村、吉田村の住民の交通需要が多くなって来ると、この渡し船は1906年に水戸市と緑岡村千波による官営に切り替わった。実際の運営は入札で落札した個人が契約金を行政に支払って行っていた。渡し船は1日に頻繁に運行されており対岸住民にとっては通勤・通学或いは農産物の行商等に使う重要な交通手段であった。1911年では1日に200人以上の客があり、その多くが鉄道会社への通勤者であった。運賃は1人平均1銭程度であった。1916年、新たな交通手段としてに渡し船の運行ルートとほぼ同じ場所に「美都里橋（又は水戸里橋。※2021年現在ある同名橋とは別物。）」が架橋されると渡し船の運航は廃止となった。渡し船の南側発着地があった近辺には現在、「舟付橋」という往時を思わせる名の橋が逆川に架かっている。

## 周辺現況

### 広域
千波湖は直線距離で水戸駅から約730メートル、水戸市の中心通り（国道50号）の南町1丁目交差点から約710メートルと市街地に近い場所にある。北側は桜川、県道50号およびJR常磐線を挟んで常陽銀行本店や水戸京成百貨店がある水戸市の中心市街地区となっている。東側も千波大橋を挟んで水戸市役所、水戸駅がある市街地となっている。また、東側には、かっては千波湖に直接流入していた逆川の桜川との合流点がある。南側は千波公園の芝生広場を挟み、その先の台地が住宅地区として開発されている。西側は県道50号挟んだ向かいに、芝生広場が広がる偕楽園公園の拡張部があり、その公園内を桜川が流れる。桜川は園内で沢渡川を合流させた後、千波湖北外縁に沿って流れる。桜川は湖北外縁を流れる途中で2つの水門で千波湖と繋がる。また偕楽園公園拡張部園内には"月池"と呼ぶ人造池があり、この池の西側には桜川から導水した水が公園内の暗渠を通って流れ込み、東側には"春雨川"と呼ぶ細い川が注ぐ。月池から出た水路は千波湖西側の駐車場内を通り、湖畔の好文茶屋裏の池に達する。この池からは千波湖に注ぐ流れと、桜川に注ぐ流れの2つの水路が出ており、桜川に注ぐ水路は月池の東側に注ぐ川と同じ"春雨川"と呼ぶ。桜川から月池を通り千波湖に至る水の流れは千波湖水質浄化対策として行われている那珂川からの導水事業システム中のものである。

千波湖付近にある主な施設としては、北西の台地上に偕楽園、南東の湖畔に茨城県近代美術館、ザ・ヒロサワ・シティ会館（旧:茨城県立県民文化センター）がある。かつては南側の湖畔に遊園地「偕楽園レイクランド」、南西側にボウリング場「水戸レイクサイドボウル」などのレジャー施設があったが、現存していない。

千波湖の周囲は公園として整備され、その公園名は「千波公園」である。この千波公園を中心に、水戸市内では偕楽園、逆川緑地、紀州堀緑地といった複数の公園が放射状に展開し、大規模公園群を形成している。これら千波湖周辺地域の公園群を合わせた面積は約300ヘクタールとなり、茨城県と水戸市はこの公園群を総称「偕楽園公園」と名付け、市街地に近い都市公園としてはアメリカのセントラルパークに次ぐ世界第2位の広さとなる、と広報している。
また優れた自然を保護するため、区域内の開発行為等が規制されている茨城県内に9つある茨城県立自然公園のひとつ「水戸県立自然公園」の区域内に千波湖は入っている。
交通状況は、湖西南側から湖北側を通り東に抜ける県道50号、東側を千波大橋を含む市道南町・千波線（通称さくら通り）が南北に通り、北側は湖をほぼ半周する道路が通る。鉄道は北側をJR常磐線が通り、水戸駅が最寄りとなる。ただし、偕楽園の梅まつりの時期だけ偕楽園下の偕楽園駅が臨時駅として開設される。

### 詳細
千波湖周辺の橋、施設、像、碑等の2020年1月現在の状況は下図のとおり。

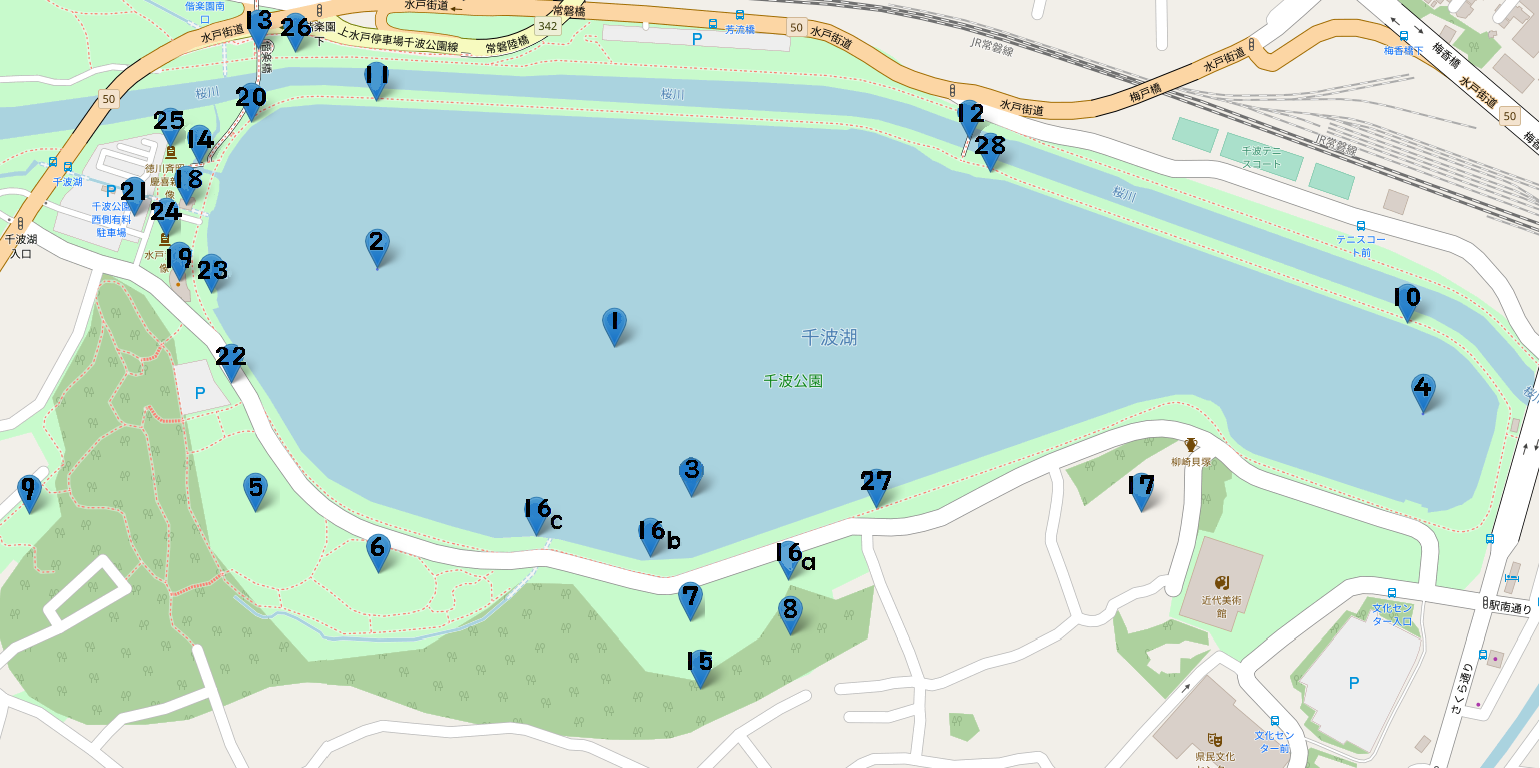
千波湖周辺詳細地図（2020年1月現在）

1=浮島
彦根市から寄贈されたハクチョウが休む所として設置された人工の浮島。
2=大噴水
3=小噴水（南）
4=小噴水（東）
水質浄化目的で湖内に3つの噴水が設置されている。
5=ふれあい広場
6=さくら広場
7=ハナミズキ広場
8=せせらぎ広場
ふれあい広場、さくら広場、ハナミズキ広場、せせらぎ広場は千波公園のエリア毎につけられた名称で、それぞれ、市民の遊び場や散策の場として利用されている他、各種イベントの場としても活用されている。
9=少年の森
子供が遊ぶアスレチック遊具などがある。
10=水門（東）
桜川と繋がっている水門。千波湖の水の流出箇所である。

11=水門（西）
桜川と繋がっている水門。大正後期から昭和前期にかけて行われた千波湖の干拓を主とした千波湖改修工事の一連の工事の中で設置工事が行われ、1925年7月に竣工している。竣工当時は"千波水門"又は"堤塘水門"と呼ばれている。形状は暗渠部分が長さ32尺（約9.7メートル）で高さ6尺5寸（約1.97メートル）・幅4尺（約1.2メートル）のアーチ型の水門が2連並んだものである。千波湖改修工事のため涸れていた千波湖に、1927年2月に、この水門から桜川の水を引き込み湖沼として蘇らせている。
12=芳流橋
桜川に架かる橋で千波湖北岸のほぼ中央部と県道50号を繋いでいる。2020年現在の橋は1993年3月竣功された。初代の芳流橋は1959年6月8日の開通式から利用が始まり、その長さは18メートル、幅は4メートルの鉄筋コンクリート製であった。
13=偕楽橋
千波湖から桜川、県道50号、市道見川114号、常磐線を乗り越え、偕楽園東門下の南崖橋に達する歩行者・自転車用の橋。現在の姿になる前は南崖橋から市道114号と県道50号の間の土地（現在の偕楽橋に2箇所在るループ階段中、北寄りに在るループ階段の場所とほぼ同一の場所）の所までしか架かっていなかったが、1993年に千波湖周辺を会場として開催される「第10回全国都市緑化フェア - グリーンフェア'93いばらき」での会場整備事業のひとつとして橋の延伸がされ1992年7月に現在の姿になった。
14=湖畔橋
好文茶屋裏の池から流れ桜川に繋がる春雨川に架かるスギ、ヒノキを使用した木造の短い太鼓橋。湖畔の遊歩道と西側駐車場を結んでいる。2020年現在の橋は大正年間に架けられたコンクリート製のものから1988年1月に架け替えられたもので、長さ約10メートル、幅約4.5メートルである。水戸市が設計し、工費は約9百万円であった。前代の橋は大正後期から昭和前期にかけて行われた千波湖の干拓を主とした千波湖改修工事の一連の工事の中で架橋工事が行われ、1925年7月に竣工している。その大きさは長さ25尺（約7.6メートル）・幅15尺（約4.5メートル）であった。
15=湧水の落ちる滝
千波湖では水質浄化のため、周辺の湧水を導入させており、その湧水の流出口であるハナミズキ広場の奥にある人工の滝。
16=ビオトープ
千波湖の環境保護活動をしている市民団体によりビオトープが千波湖南岸に造られている。

- 16a:ハナミズキ広場ビオトープ
  - 2012年度造成。

- 16b:南岸ビオトープ
  - 2013年度造成。

- 16c:さくら広場前ビオトープ
  - 2014年度、2015年度造成。

17=柳崎貝塚
柳崎貝塚は茨城県近代美術館の北西角近くにある小規模な貝塚である。1967年3月に調査が行われ、新発見の貝塚として「柳崎貝塚」と呼称された。1967年の調査でヤマトシジミ等の貝類、関山式他の土器片が出土しており、縄文時代前期に形成された、主淡貝塚と言える。柳崎貝塚の存在は今から約6000年から6500年前（縄文時代早期末から前期後半）には地球の温暖化により海面が上昇（この現象は「縄文海進」と呼ばれる）し、海が現在の千波湖まで入っていたことを伝えており、水戸や千波湖の地形の成り立ちを観察する上での好スポットである。
18=好文茶屋
1986年に開業した水戸観光コンベンション協会が運営していた甘味処。千波公園（黄門像広場周辺地区）拠点整備事業に伴い2024年5月6日に閉店した。詳細は後述。
19=好文cafe
2010年2月に"新好文茶屋"としてオープンした飲食・物販・観光案内機能を持った施設である。千波湖周辺での休憩・飲食サービスの整備と水戸市政120周年を記念する施設として建てられた。鉄骨造平屋建て、延面積359.5平方メートル、敷地面積2879.6平方メートル。内部は飲食エリア、案内・休憩エリア、事務・厨房等の共用エリアに分かれる。千波湖に面した側は一面ガラス張りとなっている。屋上は自由に上がれることが出来るようになっており、ここには芝生が張られ、千波湖が一望できる好ポイントである。設計は匠建築研究室（水戸市）。
20=貸しボート屋

21=レンタサイクル貸出所
2019年現在で水戸市内に3つあるレンタサイクル貸出所の一つ。1989年から運営されている。ここで借りた自転車は水戸駅南口のレンタサイクル貸出所に返還もでき、その逆の水戸駅南口のレンタルサイクル貸出所で借りた自転車をここに返却することも出来る。また、ここではタンデム自転車も借りることが出来る。ただしタンデム自転車の運転は千波湖畔園路及び指定サイクリングロードのみである。

22=D51 515号蒸気機関車
ふれあい広場西の駐車場の一画には「デゴイチ」の愛称がある国鉄D51形蒸気機関車の515号機が展示されている。1941年に鉄道省大宮工場で製造され実際に茨城県内を走っていた車輌である。1970年に水戸機関区での蒸気機関車運行が終わった後、国鉄から譲り受けた。その巨体の移動は1971年8月18日の23時より輸送区間となった旧国道6号を約1キロメートル交通止めにしてから深夜に行われ、8月19日の午後に現在のレールの上に設置され、翌20日に引き渡し式が挙行された。車輌は移設年から「デゴイチを守る会」という団体が清掃や破損箇所の修理などを行い、美観を保っている。

23=親水デッキ
2010年2月に噴水、好文cafeと同時に利用が始まった、千波湖に張り出して設置されたウッドデッキ。ここではストリートライブがたびたび催されている。
24=徳川光圀公像
湖畔西の黄門像広場にある徳川光圀の銅像。老境の光圀が左足を半歩前に出し、千波湖越しに自身の生誕地である水戸城下方向を向いて立つ姿を表している。高さは台座を含め6メートル余りある。1983年6月4日に開催された「水戸黄門像建立実行委員会」で"水戸市民の象徴として"建立することが決定された。委員会の会長は当時の水戸市長和田祐之介であった。翌年、1984年3月9日に除幕式が行われた。銅像製作は小森邦夫、撰文は瀬谷義彦、書は関敬義（関南沖）。
25=徳川斉昭公・七郎麻呂（慶喜公）像
徳川斉昭と七郎麻呂（後の徳川慶喜）の親子の銅像。世の正道を子に説く父と、父を仰ぎ見る子の姿を表している。1999年11月1日に除幕式が行われた。銅像製作は能島征二、題字揮毫は橋本昌茨城県知事（当時）。この像はNHK大河ドラマ『徳川慶喜』のロケ地、展示施設として千波湖湖畔に建てられた「徳川慶喜」展示館の入場料等の収益を活用して建立された。
26=長塚節歌碑
長塚節の生誕120年を記念し、建立された歌碑。1994年4月3日、節の誕生日に除幕式節が行われた。歌碑には日露戦争で負傷した親友に宛てた見舞いの手紙に添えられた次の短歌が刻まれている。
那珂川ニ網曳ク人ノ目モカレズ鮭ヲ待ツ如君待ツ我ハ — 長塚節、『長塚節全集 第6巻 書簡（上）』75-78p
27=「ダイダラ坊の伝説」碑
巨人「ダイダラ坊」が千波湖を創ったとする伝説を記した碑。1990年2月に水戸市教育委員会が設置した。:
28=日朝親善記念碑
碑文には、この碑は1960年4月に水戸市から在日朝鮮人の帰還事業に伴う在日朝鮮人の帰国が行われたことを記念し建てられ、碑石には在日朝鮮人が太平洋戦争前から労働していた日立鉱山近くの宮田川から運んできた自然石が使われている、旨が刻まれている。また碑には日朝親善の証として柳を千波湖畔に植えたことも刻まれている。この日朝親善の柳は1960年4月22日から25日にかけて約400本が、朝鮮総連水戸支部及び日朝親善千波湖畔緑化植樹計画実行委員会（代表和知忠雄水戸市議会議員）他の手で植えられている。

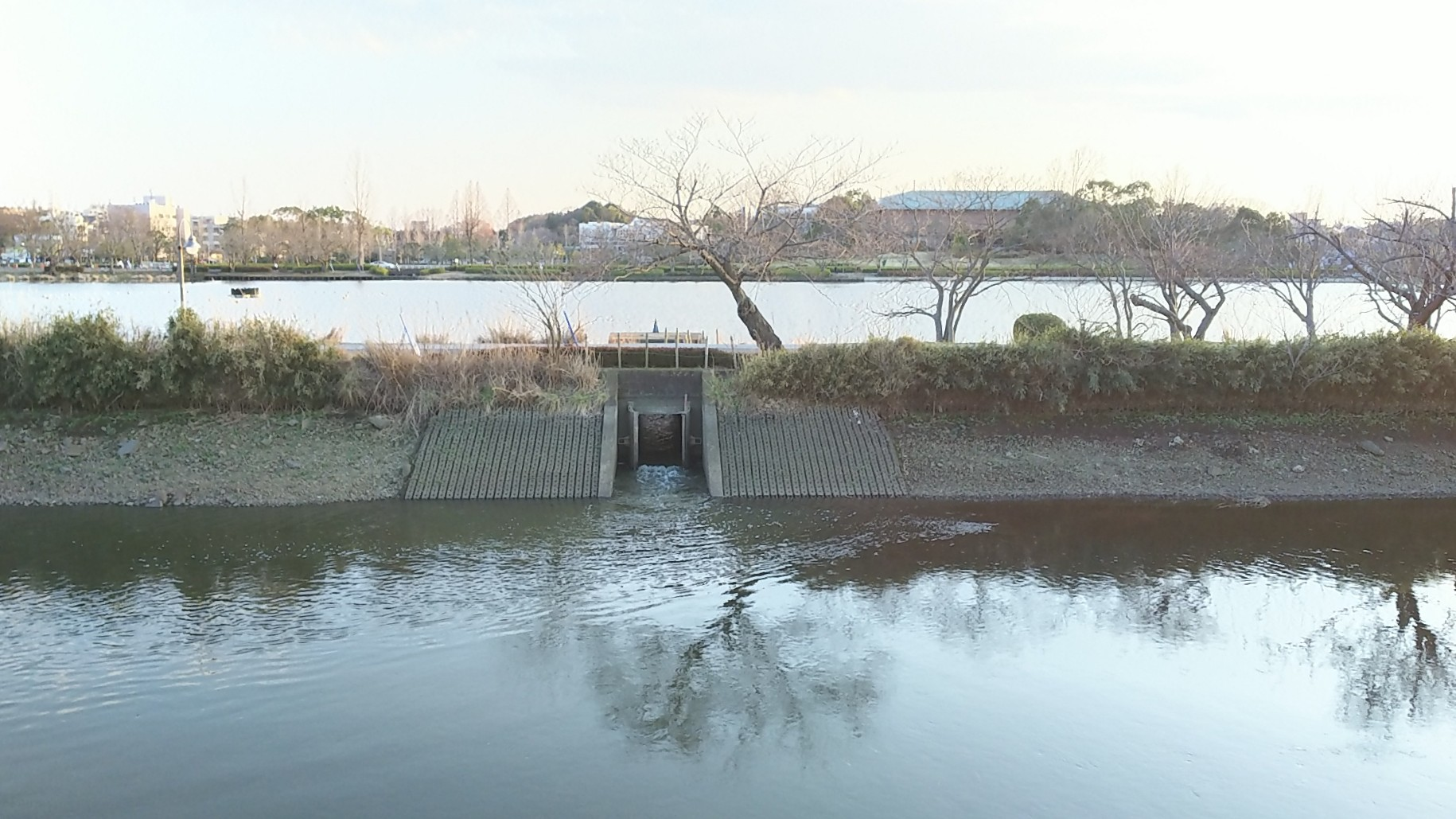
10:水門（東）
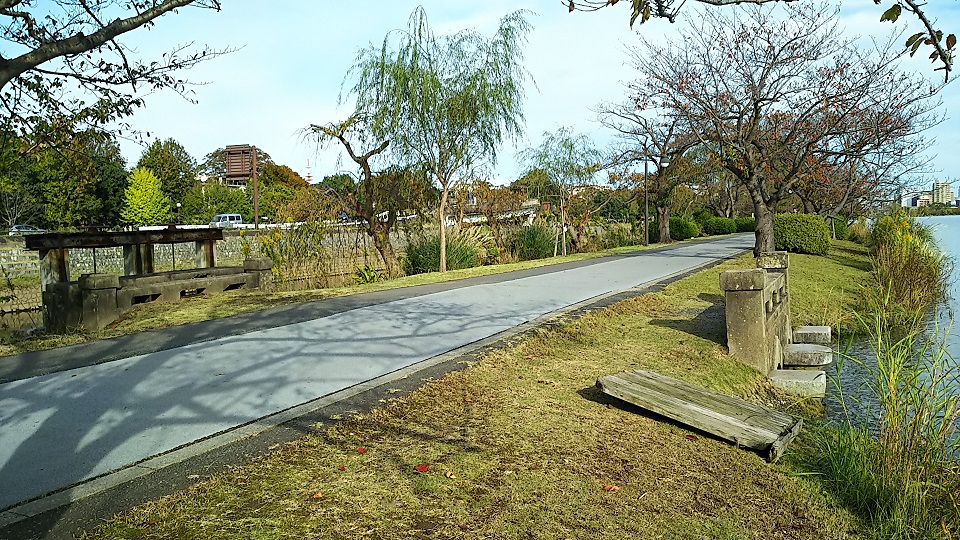
11:水門（西）
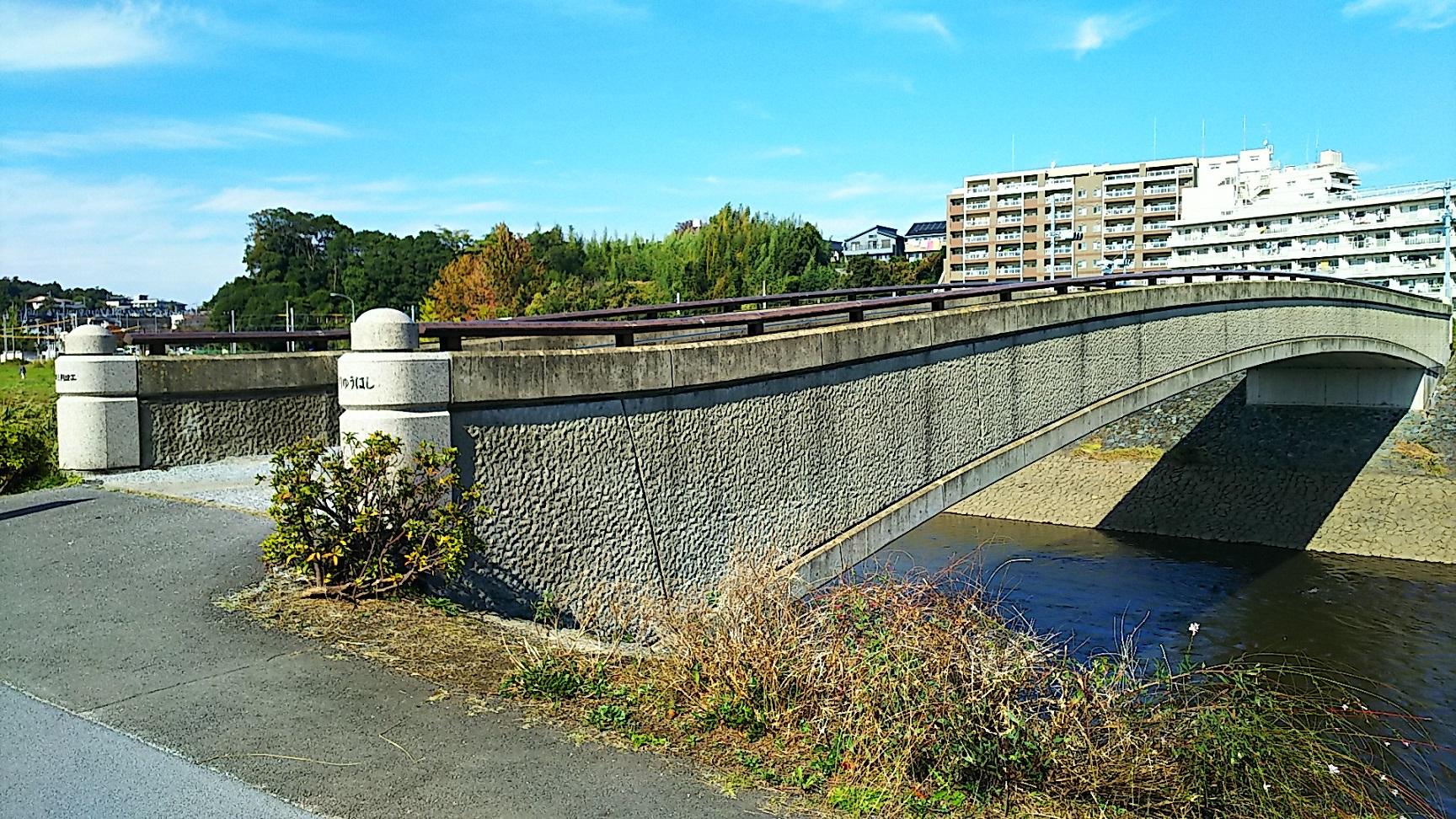
12:芳流橋
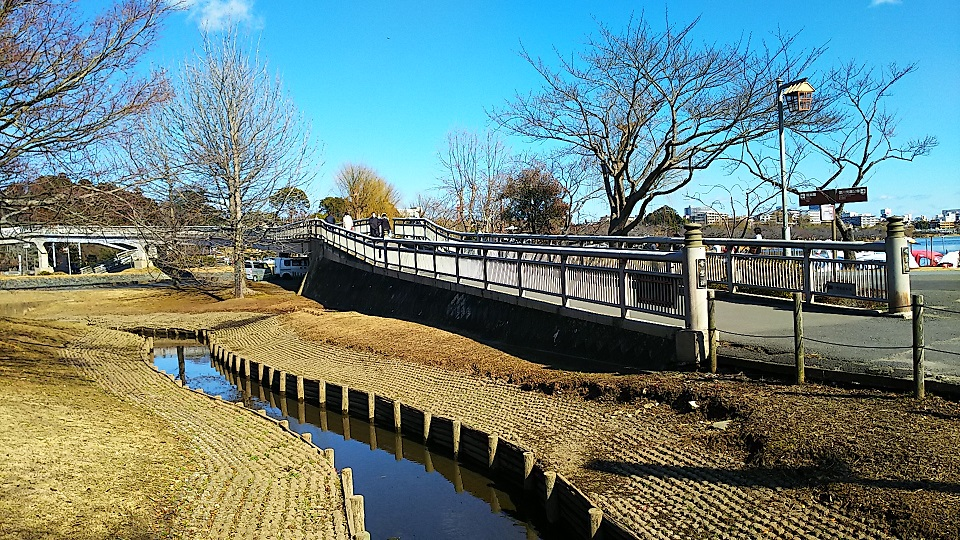
13:偕楽橋
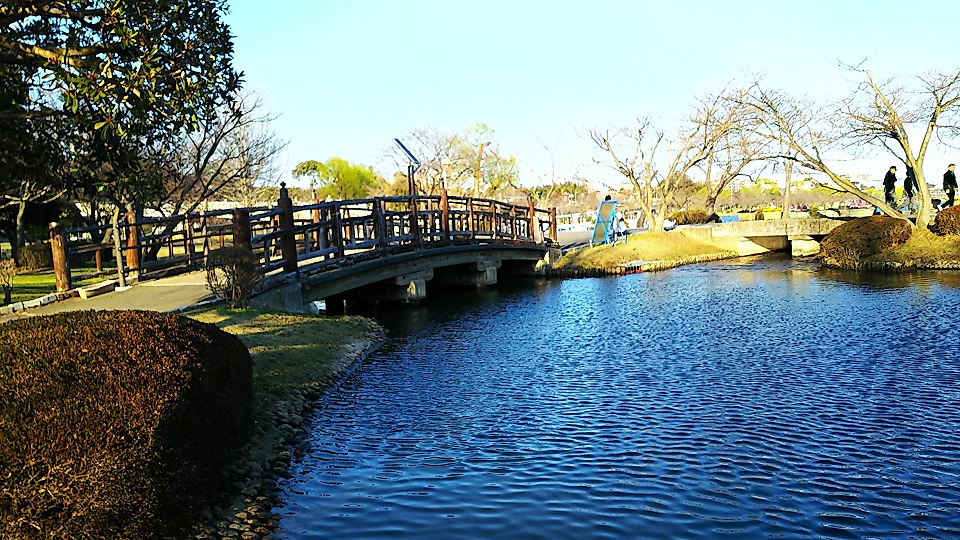
14:湖畔橋。画像右半分は好文茶屋裏の池。池の奥に見えるのは千波湖へ抜ける水路。
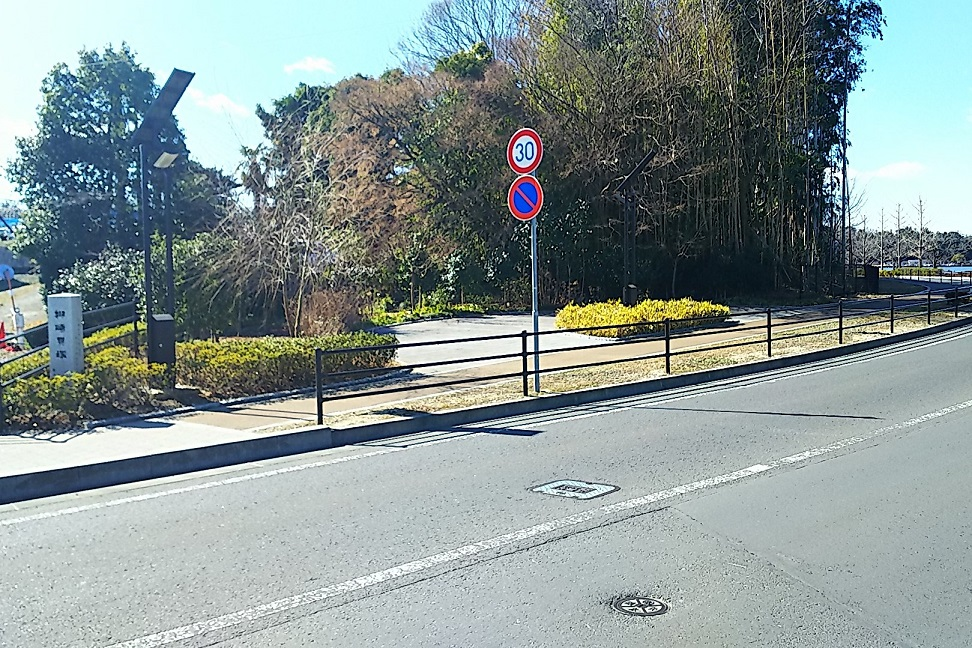
17:「柳崎貝塚」碑と小広場。柳塚貝塚本体は小広場の裏手にある。
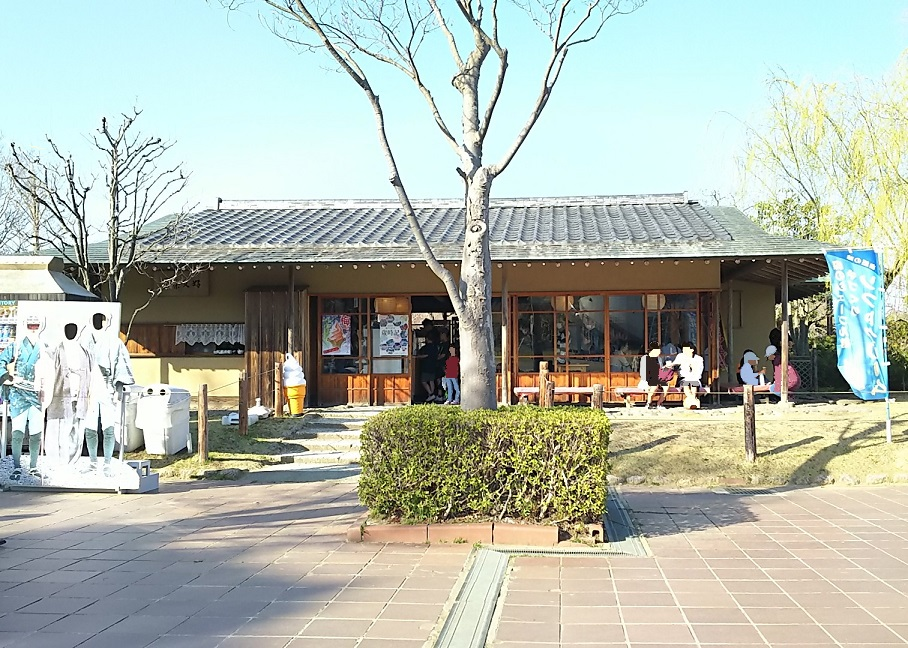
18:好文茶屋
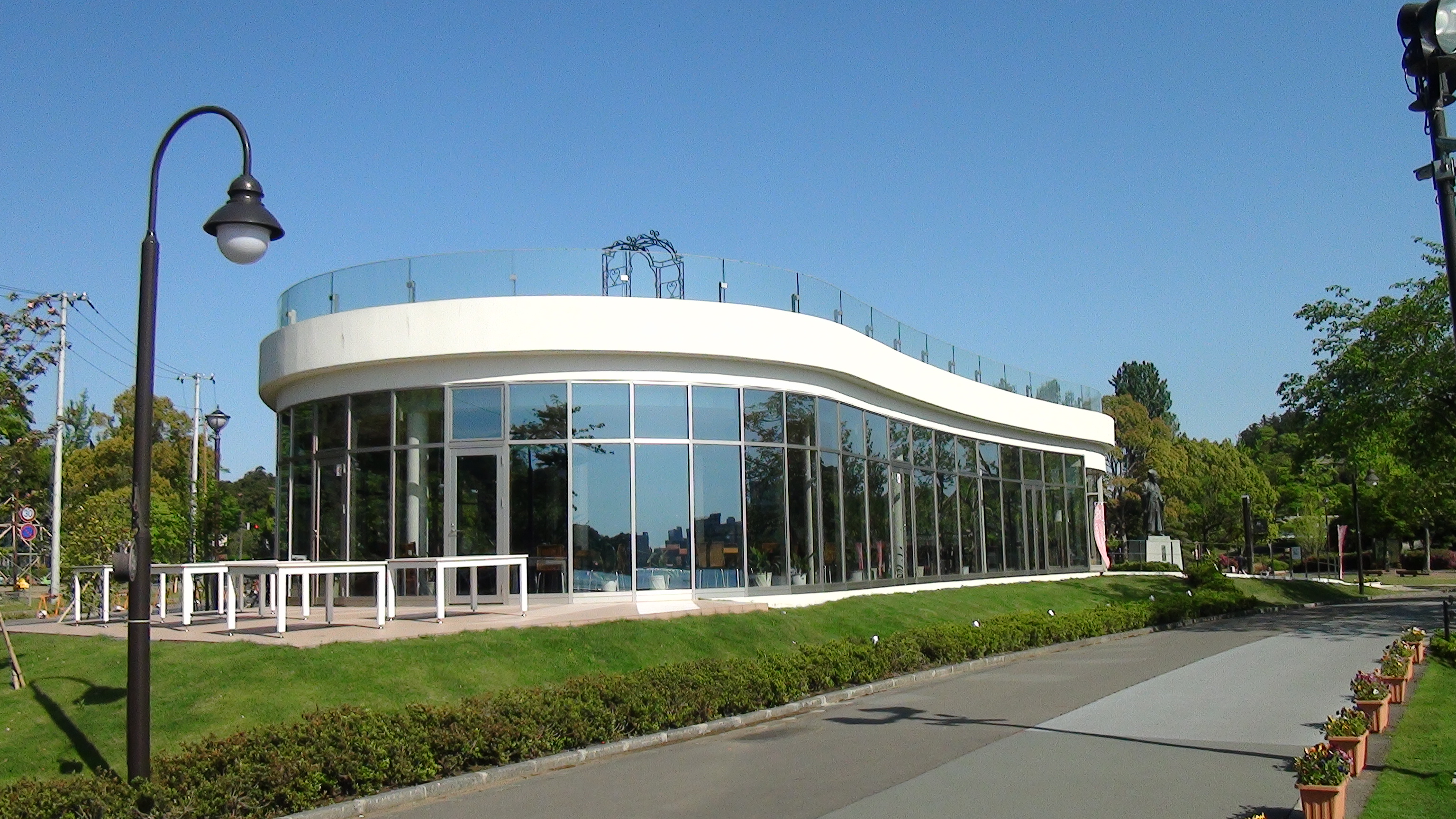
19:好文cafe
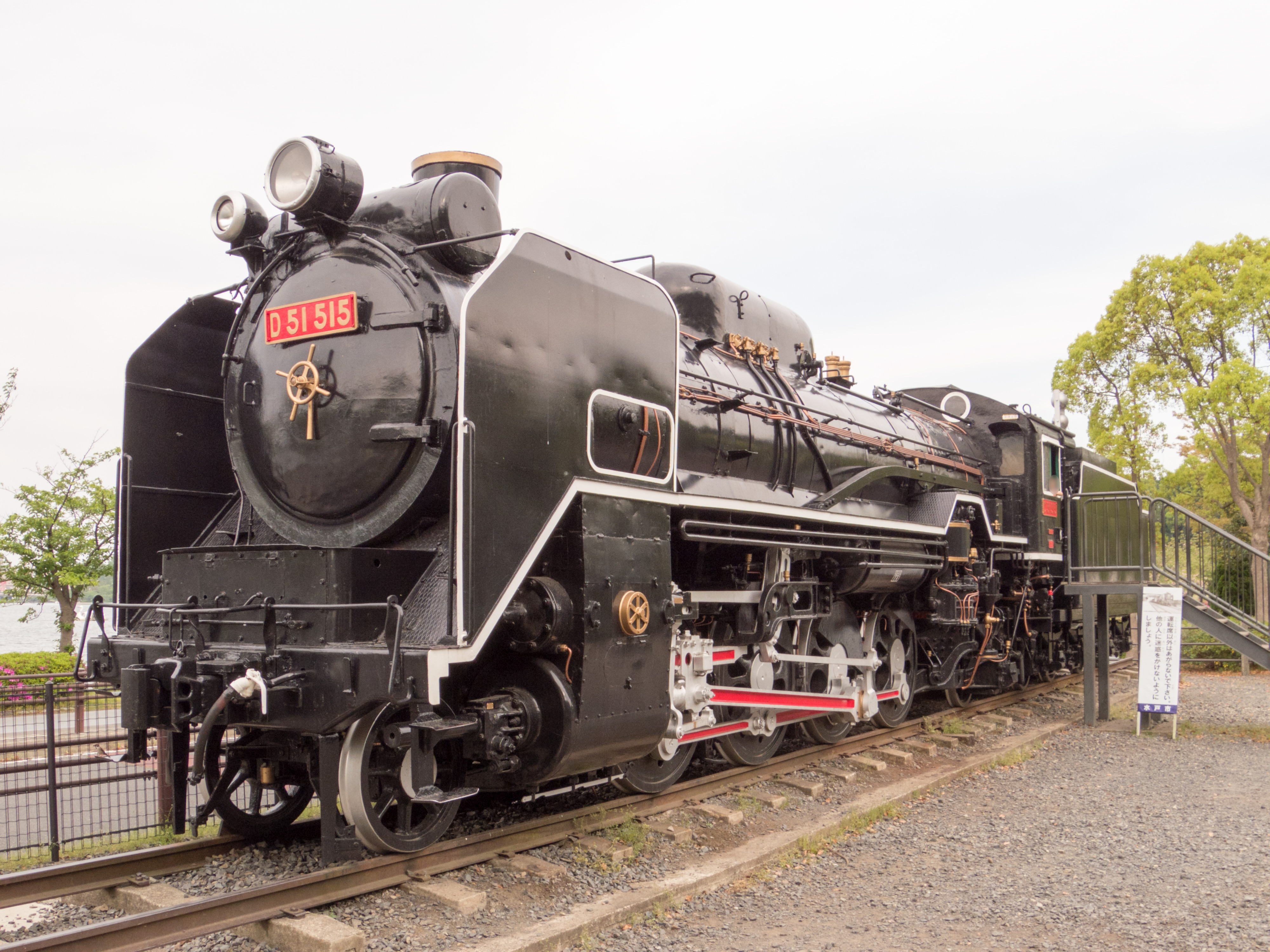
22:D51 515号蒸気機関車
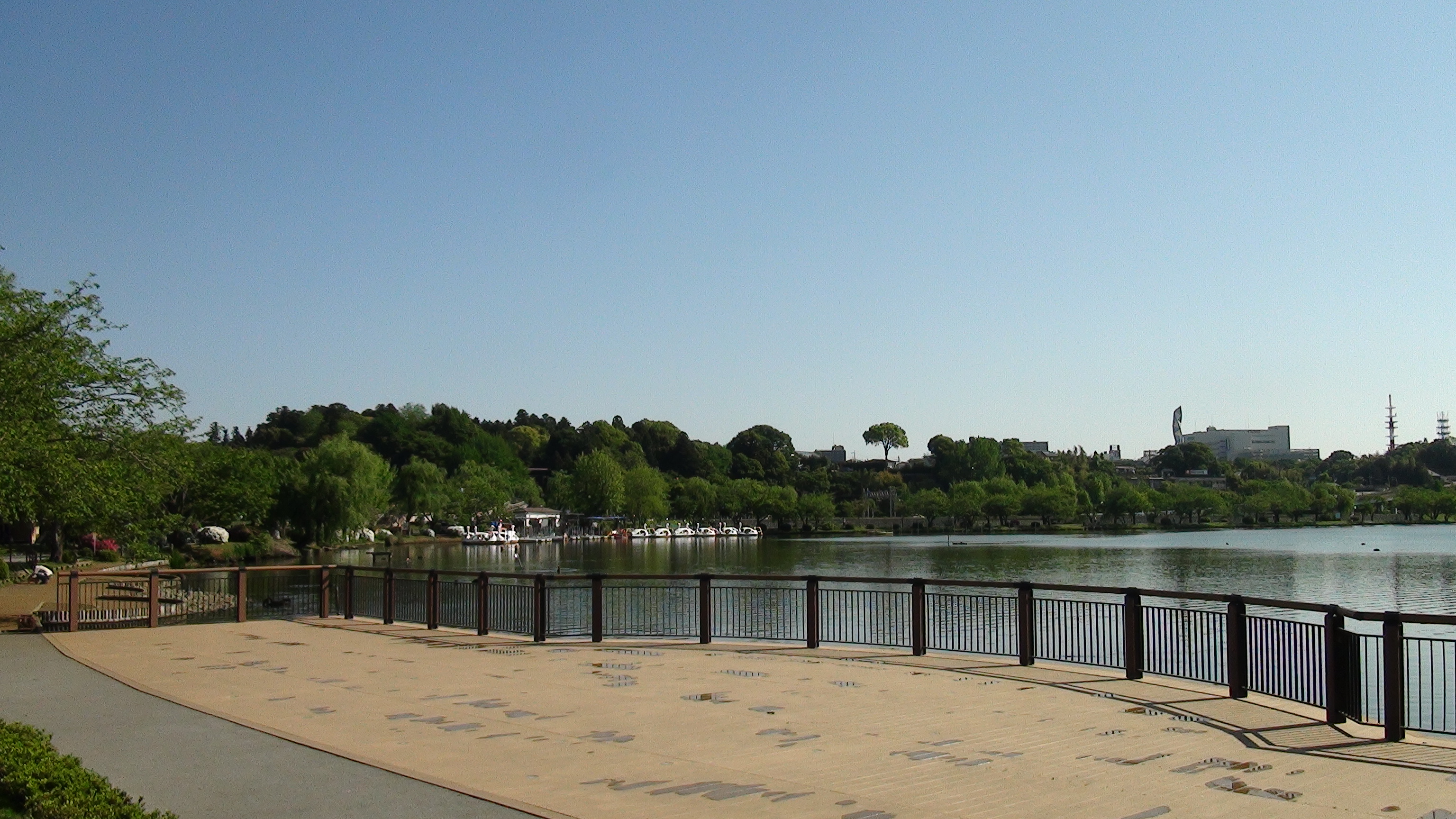
23:親水デッキ
24:徳川光圀公像
25:徳川斉昭公・七郎麻呂（慶喜公）像
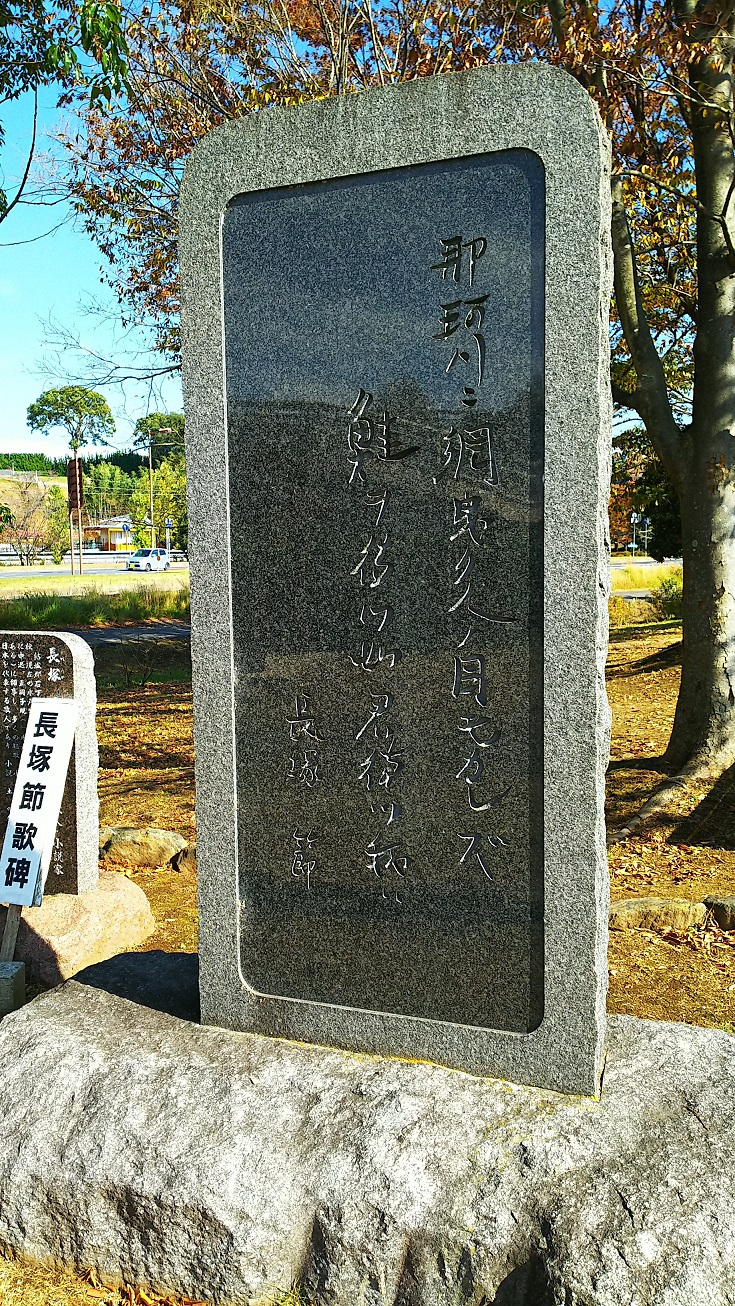
26:長塚節歌碑
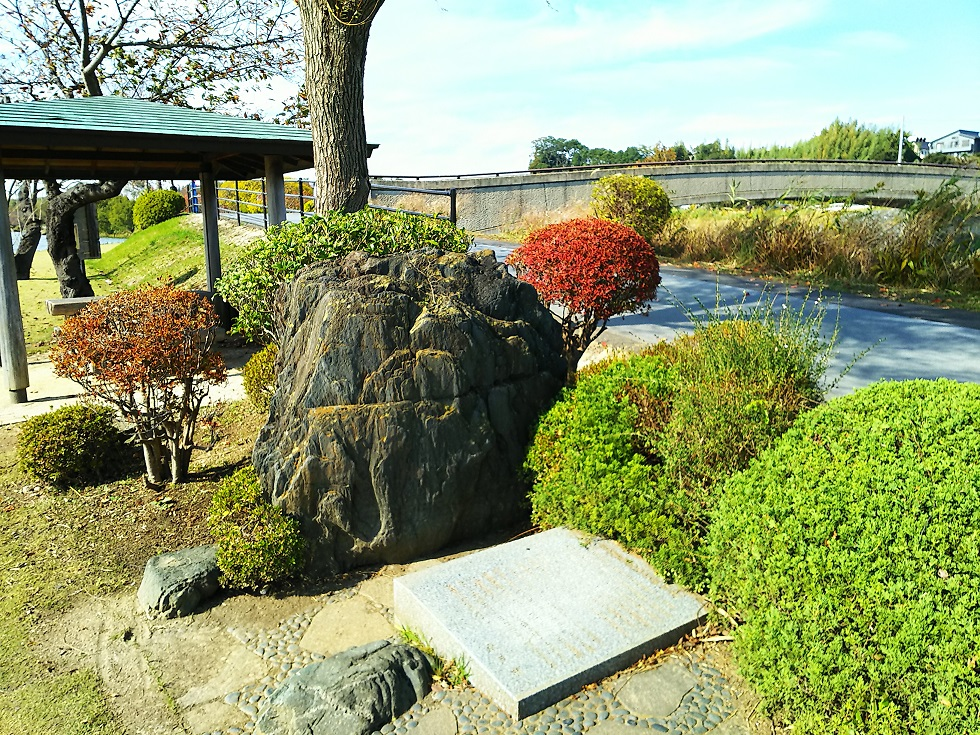
28:日朝親善記念碑

### 千波公園（黄門像広場周辺地区）拠点整備事業
2016年（平成28年）5月に策定された「偕楽園公園（千波公園等）整備基本計画」に基づき「千波公園（黄門像広場周辺地区）拠点整備事業」が進められている。

#### 整備前の施設
- 好文茶屋 - 水戸観光コンベンション協会が運営していた甘味処[417]。中には好文亭内の"何陋庵（かろうあん）"を模した四畳半の茶室もある。面積は約100平方メートル、総工費は2500万円で水戸市が建設した。1986年2月15日竣工され、21日にオープンした。オープン当初は"黄門茶屋"と呼称されていたが、遅くともオープン年の8月には"好文茶屋"と改称している[440][441][442][443]。千波公園（黄門像広場周辺地区）拠点整備事業に伴い2024年5月6日に閉店した[417]。

#### 整備後の施設
公募により大和リース・アダストリアグループの提案が最優秀提案に選定された。
- 公募対象公園施設 - マルシェ、物販施設、カフェ、レストラン、ベーカリー、スポーツラウンジ、サウナ 、交流スペース、コンディショニングセンターなどが設置されることになっている[445]。
- 特定公園施設 - トイレや防災倉庫、インフォメーション、休養施設、遊戯施設、石像、修景施設、芝生の広場などが設置されることになっている[445]。

### アクセス
- 徒歩　東側湖畔まで水戸駅南口から約15分[446]。
- バス　西側湖畔最寄りバス停は関東鉄道バス「千波湖」。東側湖畔最寄りバス停は関東鉄道バス、茨城交通「文化センター入口」[447][448]。
- 自家用車等　常磐自動車道水戸インターチェンジから約30分。北関東自動車道水戸南インターチェンジから約20分[446]。湖周辺には有料・無料駐車場が点在している（※無料駐車場の内一部は梅まつり時期は有料となる。）[449]。

## 伝説・民話
千波湖には以下のような話が伝わっている。

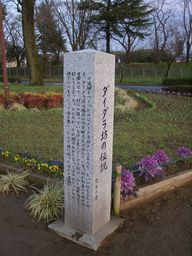
南岸の湖南坂駐車場付近に建つ「ダイダラ坊の伝説」の石碑

「昔々、"ダイダラ坊"という巨人が大足（おおだら）にいた。村人はダイダラ坊の事を皆、好いていた。ダイダラ坊はお人好しで、自分が天まで届く大男だったので、皆に迷惑をかけないように気をつかっていた。
大足の西南には高い山があった。この山のおかげで、半日は日陰となり、日没が早い時間に来て、いつも日が短い事に困っていた村人は、ダイダラ坊に山を動かしてもらってはどうだろうか、と相談をしていた。それを聞いたダイダラ坊はすぐに山を動かしてあげた。その山の名は日暮れが早く来るのを防いだ、との意味で「クレフシ山」と呼ばれた。
しかし、山が無くなった跡の土地がえぐれて低くなり、雨が溜まるようになってしまった。そこでダイダラ坊は下流の岡を低くしてサク川をつくり、ヨシ沼の底をさらって水が流れるようにした。
動かしたクレフシ山が前の所に戻りたいと言い動きだすと、ダイダラ坊は山をなだめ落ち着かせて山の形を直してあげた。その時汚れた手を、ヨシ沼まで伸ばして洗った、という。」
上の話で、「大足」は水戸市大足町、「クレフシ山」は水戸市・笠間市・東茨城郡城里町に跨がる朝房山（標高201.1メートル）、「サク川」は桜川のことで、「ヨシ沼」が「千波湖」のことである。
「ダイダラボウ（ダイダラ坊）」は他の地では「ダイダラボッチ」とも呼ばれ、上のような巨人に纏わる話は日本各地に伝わっている。
千波湖南岸の湖南坂駐車場近くには上記の伝説の概要を記した「ダイダラ坊の伝説」の石碑が水戸市教育委員会によって1990年12月に設置されている。

## 景勝地としての千波湖
かつての千波湖は、西に筑波山、湖面越しに水戸城、吉田神社を望み、"新道"（または"柳堤"）と呼ばれる湖中の柳道が景観に風雅な装いを加えた、見所の多い景勝地であった。
その美しさは以下のような八景の中で称えられている。
水戸八景
水戸藩第9代藩主徳川斉昭が定めた水戸八景の中のひとつ「僊湖暮雪」の「僊湖」は千波湖のことである。

千波湖八景

千波湖八景はかつての千波湖における8つの佳地（七面山秋月、梅戸夕照、下谷帰帆、柳堤夜雨、藤柄晴嵐、封田落雁、緑岡暮雪、神崎寺晩鐘）である。徳川光圀が定めたと案内されることが多い。
近現代に入り、埋め立てや周囲の都市化等により「水戸八景」「千波湖八景」の選定当時に称えられた千波湖の景観は様変わりした。それでも尚、千波湖の景観は市民に賛美されており、それは戦後に選定された「茨城百景」と「新水戸八景」で以下のように千波湖が含まれる風景が選ばれていることからも知れる。

茨城百景
1950年5月10日に茨城県より告示された「茨城百景」のひとつ「偕楽園」において、偕楽園の他に含まれる風景として千波湖が入っている。千波湖以外の包含風景は常磐神社、桜川、桜山、神崎寺、会沢伯民の墓である。

新水戸八景
1996年に市民公募で選ばれた現代の水戸市内の八景である「新水戸八景」の中のひとつ「偕楽園公園と千波湖周辺」として千波湖が含まれている。

## 文学・芸術
水戸城下に拡がる千波湖は水戸藩主・藩士による漢詩、和歌に度々登場している。近現代以降では正岡子規、北原白秋、吉野秀雄らが千波湖の状景を俳句や短歌に記している。絵画では立原杏所の画などもあるが、特に幕末から大正にかけて水戸で絵師、書家、文筆家として活動した松平雪江が、自身が編集した本の挿絵として描いた、千波湖のいくつかの画は当時の千波湖の景観と風俗を伝えている。
千波湖を題材に、または作中にその描写が登場した文学・芸術作品に以下のようなものがある。

### 漢詩・俳句・短歌
徳川光圀
遊朝比奈泰通亭。賦湖上春望（朝比奈泰通亭に遊び湖上の春望を賦す）
千波湖上落霞飛（千波湖上落霞とぶ）
柳挟長堤映夕睴（柳は長堤を挟（さしはさ）んで夕睴に映ず
遥覓紅雲揩望眼（遥かに紅雲を覓（もと）めて望眼を揩（こす）れば）
香風満腹一帆帰（香風満腹一帆帰る） — 徳川光圀、大森林造著『義公漢詩散歩 常陸の巻』92-93p（『常山文集』巻之十所収）
1697年（元禄10年）光圀70歳の時の七言絶句。春の夕暮れの千波湖を表している。朝比奈泰通は水戸城代。

徳川斉昭
斉昭は自身が選定した『水戸八景』に併せ以下のような漢詩、和歌を創作している。
水戸八景
雪時嘗賞僊湖景（雪時嘗て賞す僊湖の景）
雨夜更遊青柳頭（雨夜更に遊ぶ青柳の頭）
山寺晩鐘響幽壑（山寺の晩鐘は幽壑に響き）
太田落雁渡芳洲（太田の落雁は芳洲を渡る）
霞光爛漫巌船夕（霞光爛漫たり巌船の夕）
月色玲瓏廣浦秋（月色玲瓏たり廣浦の秋）
遥望村松晴嵐後（遥かに望む村松晴嵐の後）
水門帰帆映高樓（水門の帰帆は高樓に映ず） — 徳川斉昭、水戸烈公詩歌文集236-237p
1句目の「雪時嘗賞僊湖景」が千波湖の雪景色を表している。この漢詩は詩吟、詩舞の題目としても演じられている。
千重の波よりてはつづく山々をこすかとそみる雪の夕ぐれ — 徳川斉昭、水戸烈公詩歌文集269p
水戸八景の"仙湖暮雪"を詠んだ一首。

藤田東湖
仙湖暮雪
天風吹下白琳琅
北陌南阡望渺茫
獨有二平湖埋不一レ得
晩来水色故蒼蒼 — 藤田東湖、新定東湖全集327p（『東湖遺稿』巻之四所収）
雪はるる四方のけしきの夕禜を池のかがみにうつしてそみる — 藤田東湖、新定東湖全集404p（『東湖遺稿』巻之六所収）
斉昭の側近の藤田東湖が水戸八景を題に詠んだ漢詩、和歌の中の2首である。「東湖」という号は生家が千波湖を東に望むことにちなんでいる。
水戸藩の武士では他に、安積澹泊、藤田幽谷も千波湖を詠んだ漢詩を残している。
-  ウィキソースに以下の原文があります。
  - 安積澹泊作『仙湖即興』
  - 安積澹泊作『仙波舟中卽景』
  - 藤田幽谷作『暮春。柳堤晩歸』

吉田松陰
よそにのみ見てややみなん常陸なる仙波が沼の波のけはしさ — 吉田松陰、吉田松陰全集 第8巻387p
吉田松陰が収容されていた江戸伝馬町の牢屋敷から同牢の水戸藩郷士の堀江克之助に宛てた1859年（安政6年）9月6日の手紙の末尾にしたためられた和歌である。堀江克之助は堀江芳之助ともいい、1857年（安政4年）にアメリカ合衆国総領事タウンゼント・ハリスの襲撃を企てた罪で投獄されていた。そして同牢の松陰と知己を得て獄中で文通をするようになった。この和歌が詠まれた時、水戸藩は安政の大獄で責め立てられている状況下であった。かって水戸を訪れ会沢正志斎の薫陶を受けていた松陰は、この和歌で思い出の"千波湖に険しい波が"の表現で水戸を案じた。松陰はこの手紙の翌月、処刑された。

正岡子規
この家を鴨ものそくや仙波沼 — 正岡子規、『子規全集』第21巻 601p 
正岡子規は21歳の1889年4月に友人と共に学友の菊池謙二郎（号は仙湖）を訪ねる旅に出ており、後に子規はこの旅を『水戸紀行』という紀行文に書いている。『水戸紀行』には当時の水戸の様子が描かれており千波湖のことも随所で触れている。特に立ち寄った偕楽園の好文亭からの眺望については、
二階に上りて見れば仙波沼脚下に横たはり向ひ岸は岡打ちつゞきて樹などしげりあへり、すぐ目の下を見ればがけには梅の樹斜めにわだかまりて花いまだ散り盡さず 此がけと沼の間に細き道を取りたるは滊車の通ふ處也 此樓のけしきは山あり水あり奥如と曠如を兼ねて天然の絶景と人造の庭園と打ちつゞき常盤木、花さく木のうちまじりて何一ッかげたるものなし — 正岡子規、『水戸紀行』（『子規全集』第13巻 396-397p） 
と賛美している。
旅の目的であった菊池との出会いは菊池が一足違いで東京に出かけてしまい叶わなかったが、菊池の父親に案内され子規達は菊池家にあがっている。菊池家は崖上に建ち、庭からは眼下にきらきらと輝く千波湖が見えた。この光景に触れた子規が旅のノートに記したのが上の句である。

長塚節
仙湖小波（三月八日）
月かげをおぼろながらに砕きつつ小波ぞ立つせばの湖 — 長塚節、『長塚節全集』第3巻（歌集） 
長塚節は水戸市の茨城県尋常中学校（後の水戸中学校、現在の茨城県立水戸第一高等学校）に入学し和歌の創作を始めた。だが4年生に進学後まもなく体を壊し退学した。この歌はその退学を挟む18歳（1896年）から19歳（1897年）の時期に創られたもので、正岡子規に師事する前の、節の創作人生の最初期の頃の作品のひとつである。

北原白秋
仙波沼ひろき明かりの上にゐて国思ふこころ今朝ももちつぐ — 北原白秋、『渓流唱』（『白秋全集』第11巻） 
鳰のこゑ昼すぎの沼にたちにしが寒しともあらぬ濁りさざ波
※鳰（にお）＝カイツブリ — 北原白秋、『渓流唱』（『白秋全集』第11巻） 
仙波沼水もぬるむか春早やも河童の子らは抜手切りそむ — 北原白秋、『渓流唱』（『白秋全集』第11巻） 
51歳の北原白秋は水戸市より水戸市歌作詞の依頼を受け、1935年2月に水戸を訪れた。水戸に滞在した白秋は偕楽園、弘道館や水戸志士の墓といった場所を巡り、詞の構想を練ると共に、水戸に纏わる短歌も作った。依頼された市歌は白秋の作詞に山田耕筰の作曲で完成。詞に"思へよ尊王"、"偲べよ先徳"、"奮へよこの志気"といった復古的な言葉が並ぶ雄々しいものであった。水戸滞在で作られた短歌は白秋の死後発刊された第9歌集『渓流唱』中の「水戸頌」と題した章下に60首が収録されている。上は「水戸頌」で千波湖を題材にした3首である。"鳰のこゑ昼すぎの沼に…"は白秋が水戸滞在中の宿であった常磐神社下に在った「清香亭」からの情景が詠まれている。

吉野秀雄
夜あさりの鴨群れ翔ちし千波湖に映る夕月光増しくる — 吉野秀雄、『含紅集』（『吉野秀雄全集』第2巻 95p 
夕刻、鴨の群れが飛翔した後、暗くなるにつれ湖面の月の輝きが増してゆく千波湖の状景が詠まれている。吉野秀雄が1961年1月に深田久弥らと共に大洗町や親鸞、河田の唯円ゆかりの地への旅行をもとに作られた。歌集『含紅集』に収載されている。

### 小説
舟橋聖一
『ある女の遠景』
舟橋聖一の代表作のひとつに挙げられる『ある女の遠景』は、維子という令嬢が、彼女の叔母の不実の愛人であった男に自身もまた惹かれ、愛欲の道に入り込む姿を描いた小説である。維子と叔母の対比、更に二人の女を繋ぐものとして彼女たちが読んでいた『和泉式部日記』を介して和泉式部と現代の女達を対比させ、女達の恋愛を重層的に描いている。
維子は少女時代"M市"という地方都市に住んでいた、という設定になっている。この"M市"とは舟橋が水戸高等学校に通っていた時に住んでいた水戸市に他ならない。そして千波湖は少女維子が叔母とその愛人と3人で散歩する時の描写などで"S沼"として登場する。以下は『ある女の遠景』冒頭部にある、成長した維子が叔母の墓があるM市に列車で向かう中、車窓から千波湖を懐かしく眺める場面である。
それから十数年後の今日、維子を乗せた下り列車は、天保の頃、古い藩主がこしらえたという名高い公園の下を、西から東へ走っている。維子は窓の外へ首を出して、思い出の残っている公園下の小道や、細い小川や段々に水の涸れてゆくS沼などを、うっとりと眺めずにはいられなかった－－。汽車はこの沼のほとりを走るのが合図で、線路は街に近づき、やがてM駅の構内へはいるのである。 — 舟橋聖一、『ある女の遠景』（『昭和文学全集』第12巻 382p）

### 紀行
正岡子規
『水戸紀行』
正岡子規が21歳の1889年4月に水戸に旅したことを記した紀行。当時の水戸の様子が綴られており千波湖のことも随所で触れている。
萩原朔太郎
『水戸小遊記』
萩原朔太郎が53歳の1939年10月に室生犀星と共に水戸高等学校 (旧制)へ講演旅行に出掛けた際のことを記した紀行。随筆集『阿帯』（1940年）に収録されている。この旅で偕楽園に赴いた朔太郎は、千波湖を称えつつも偕楽園との庭園構成に感じた物足りなさを次のように記している。
名な偕楽園は、さすがに一覧の價値があった。今では市民の遊園地になつてるらしく、梅時ではなかったけれども、かなりの人出で賑はつてゐた。八木岡氏の説によれば梅見時には雑鬧を極め、東京あたりからの遊覧客で、俗悪極まる絃歌の亂酔地と化するさうだ。そう聞いてしまつては、再び此處へ梅見に来る氣も起らない。しかし千波湖は美しかつた。老松の翠色が鮮かで、眼もさめるばかりであつた。ただ庭園構成上に物足らないと思つたのは、千波湖が築山と別々に離れて孤立し、統一された聯絡がないことであつた。もつとも最初の設計者であつた水戸侯は、兩者を包括的に統一したのであったが、後に地質上の變化によって、今日のようなものに變わつたのだといふことである。とにかくその分離のために、公園全體が甚だ小規模に感じられ、金澤の兼六公園等に及ばないのを感じさせる。自稱庭園師である犀星君は、この理を詳しく説明して僕たちを納得させた。 — 萩原朔太郎、『水戸小遊記』（『萩原朔太郎全集 第11巻』 309p）
朔太郎達が見た時の千波湖は干拓により面積が縮まったものである。

### 絵画
立原杏所
『水府城閣図』
水戸藩の武士でありながら、南画家として秀逸な絵を残した立原杏所の描いた千波湖と水戸城の絵。1808年（文化5年）杏所24歳の作。画手前に柳堤が通る千波湖、画奥の高台に水戸城が描かれている。柳堤には荷物を担いで通行する人、湖面には漁船と、当時の千波湖の風俗を描がかれている。水戸市立博物館所蔵。
松平雪江
『水府城遠景図』、『常磐公園攬勝図誌』、『庶物会要』
幕末から大正にかけて水戸の地で画、文を創作した松平雪江（松平俊雄）は千波湖を含む当時の水戸の風景の画を多く残している。画『水府城遠景図』での千波湖には"新々道"という短期間だけ存在した湖中の道も描かれている。
『常磐公園攬勝図誌』は当時の偕楽園とその周辺の観光ガイド的な刊本で雪江が画・文を書き編集している。『庶物会要』は雪江の様々な画・文の稿本で同名異内容の冊子が水戸市立博物館、国立国会図書館等にある。どちらにも埋め立てられる前の千波湖の姿が様々な方角から描かれている頁があり、かっての千波湖とその周辺を良く知ることができる史料である。

『常磐公園攬勝図誌』掲載の千波湖の図 国会図書館デジタルコレクション『常磐公園攬勝図誌』はこちら
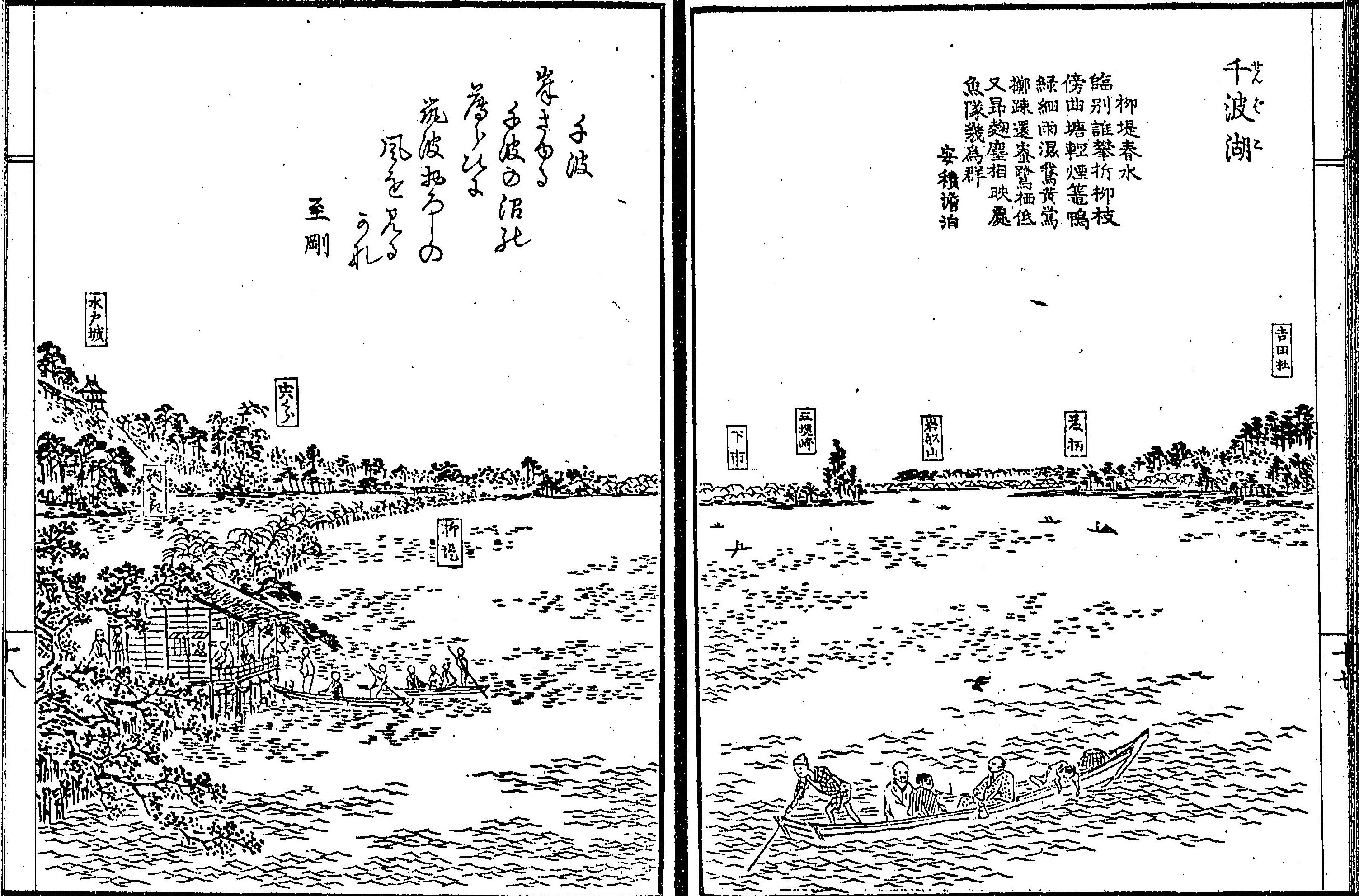
『千波湖』
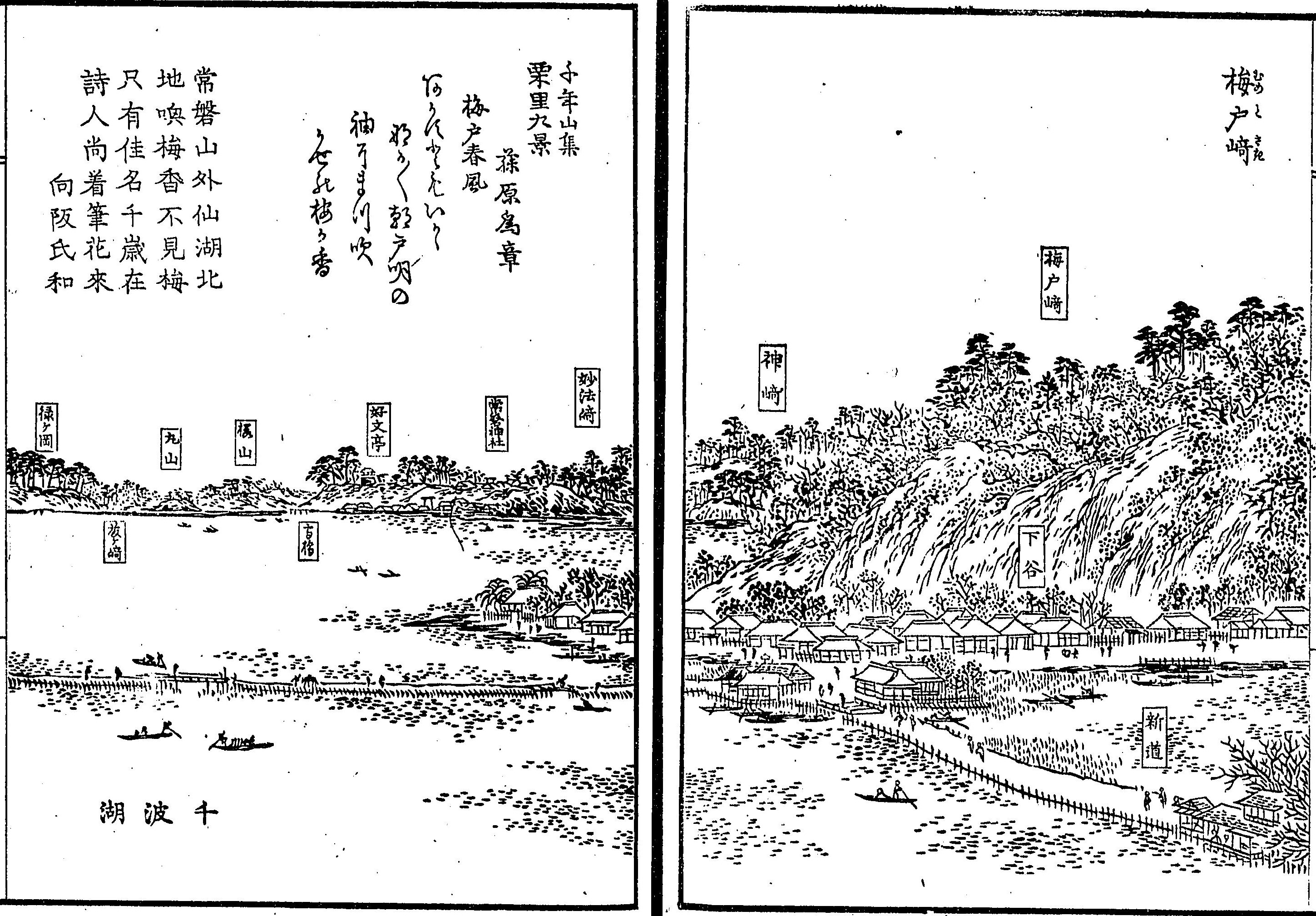
『梅戸﨑』
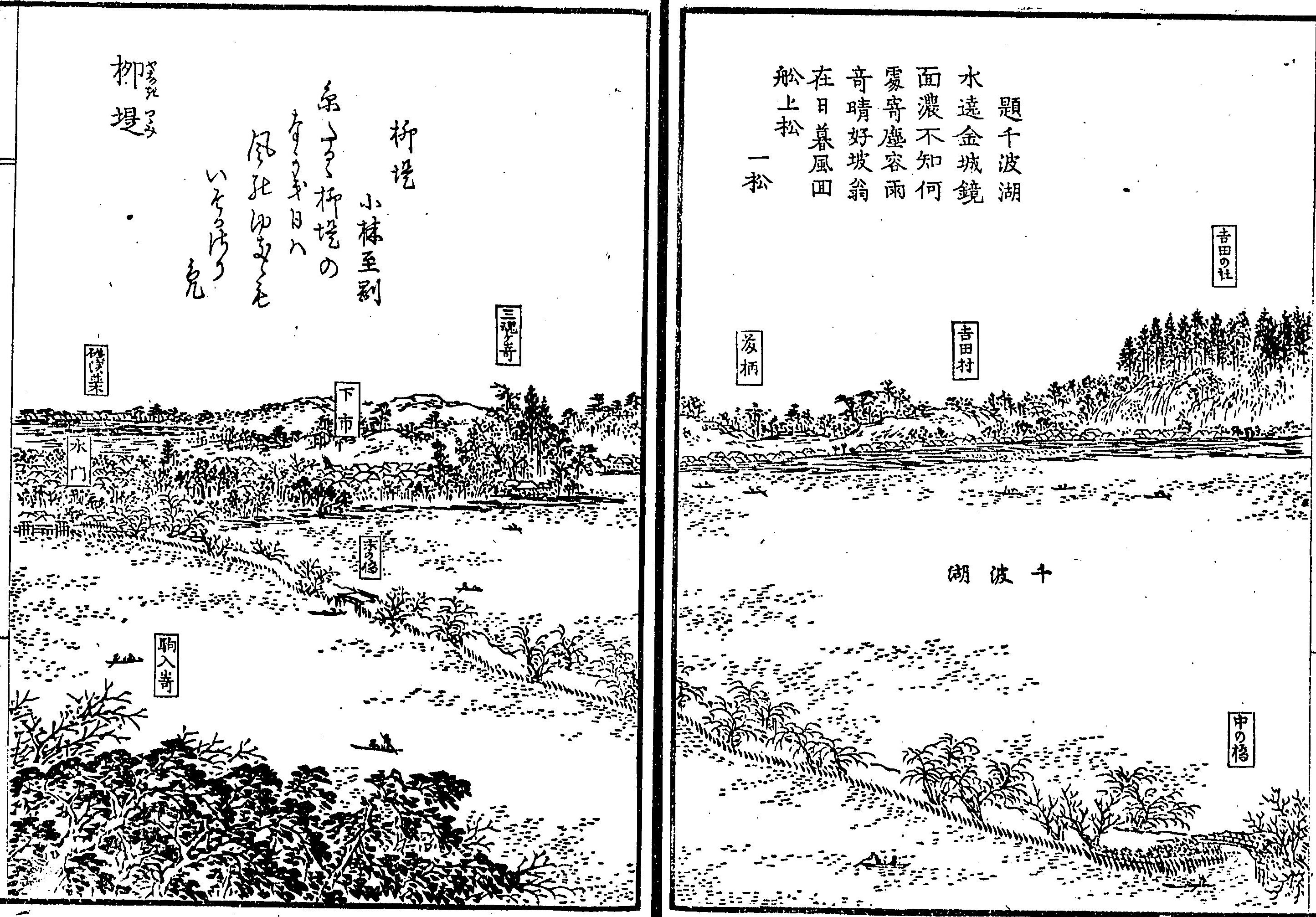
『柳堤』
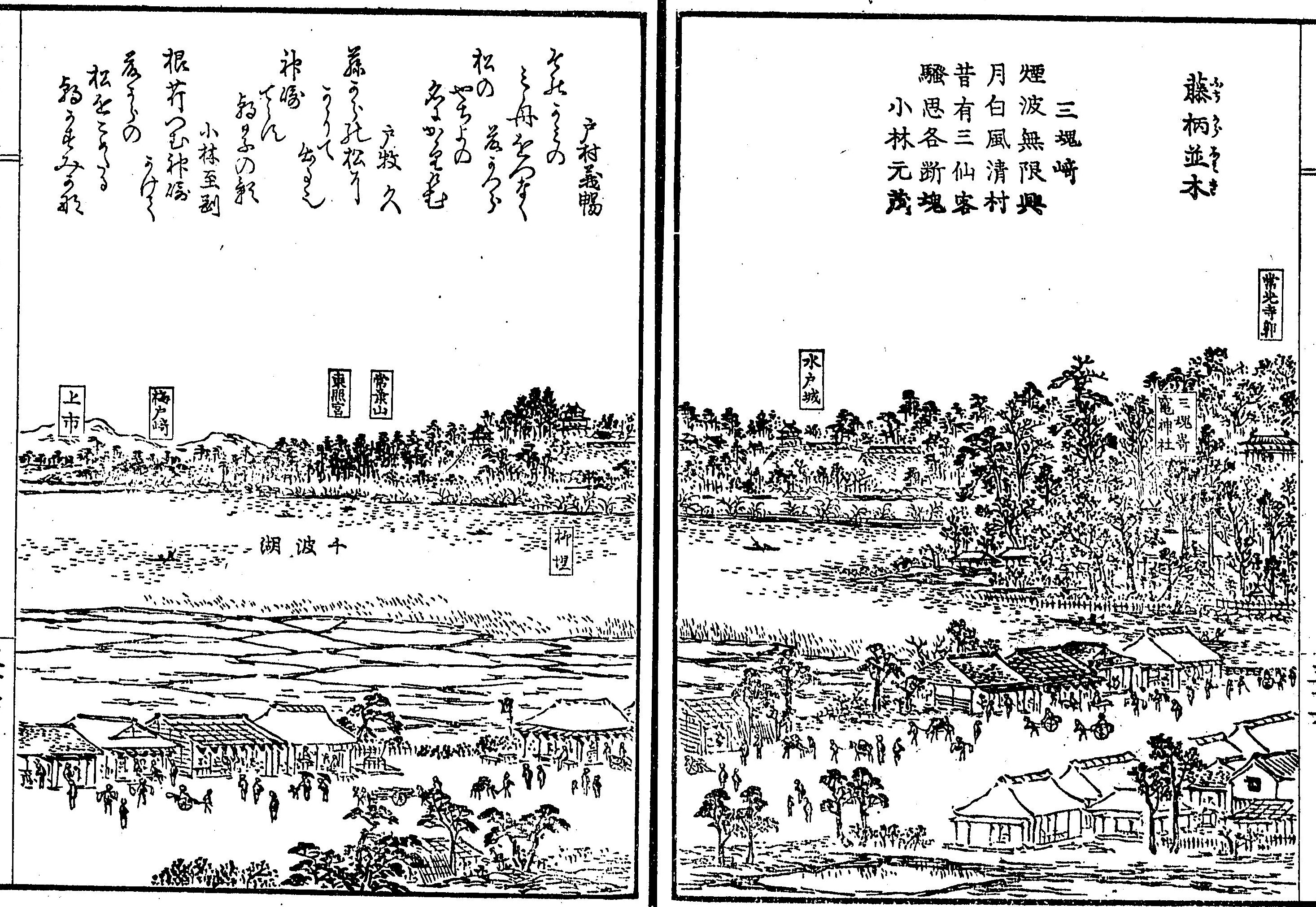
『藤柄並木』
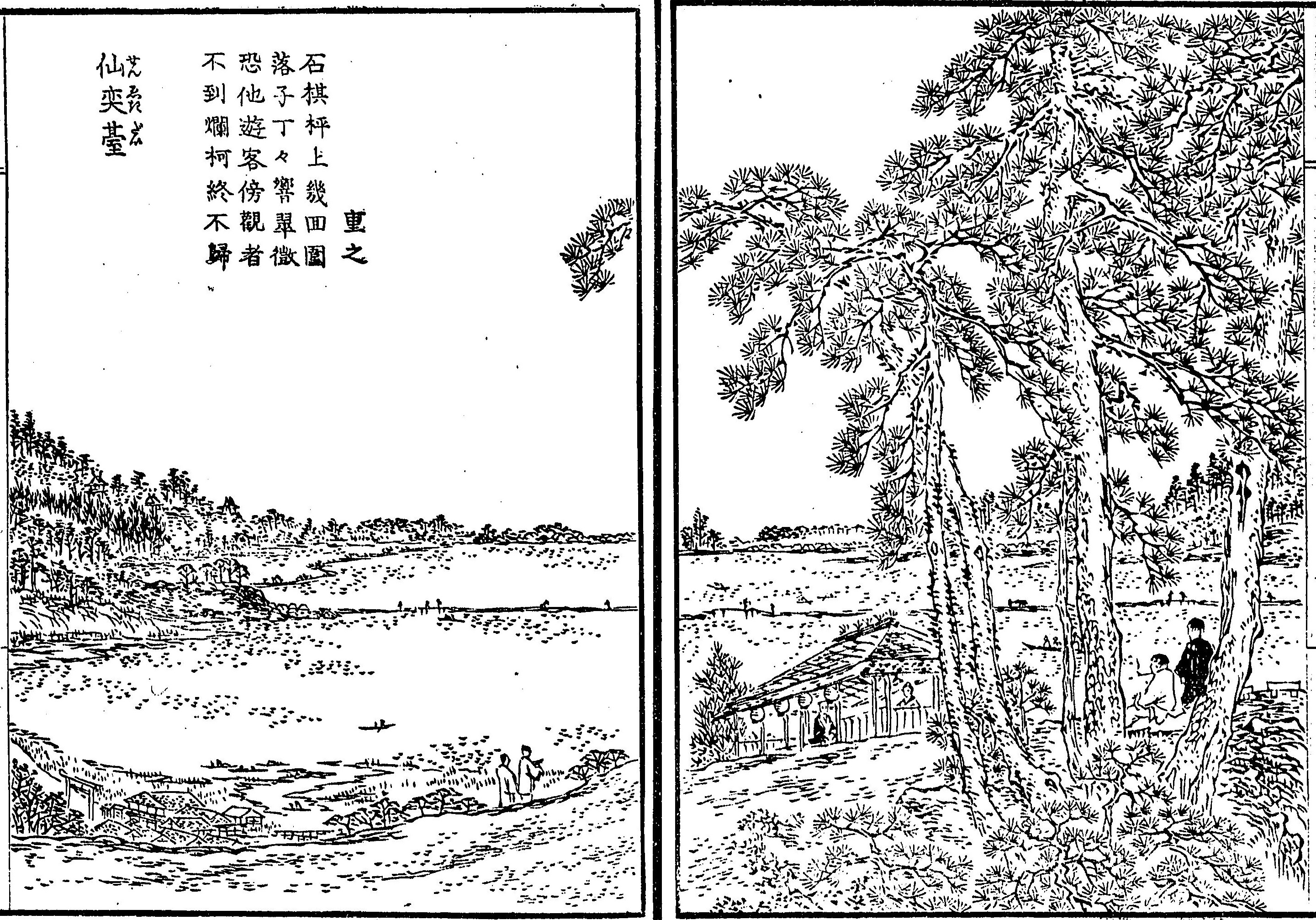
『仙奕台』
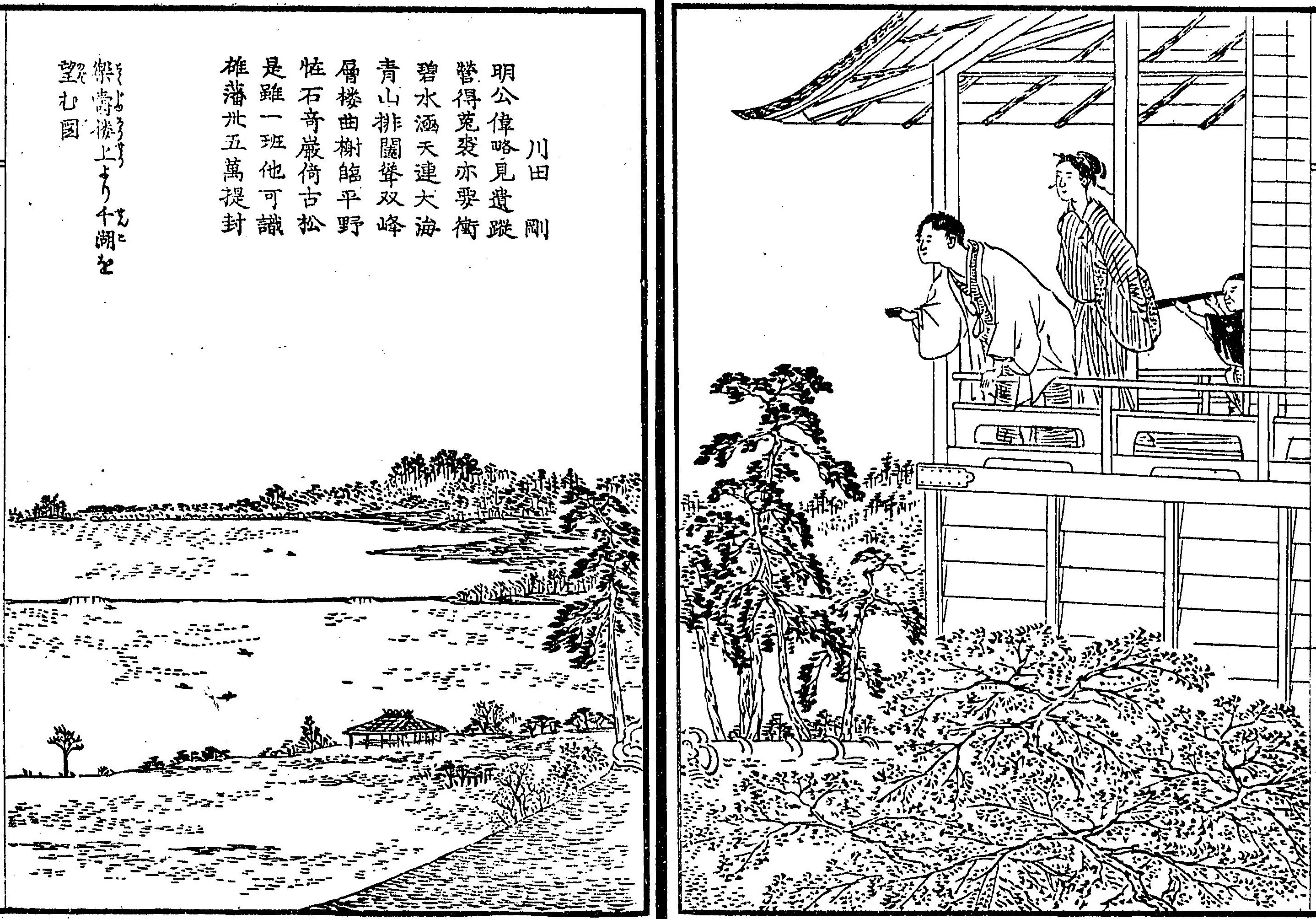
『楽寿楼上より千湖を望む図』
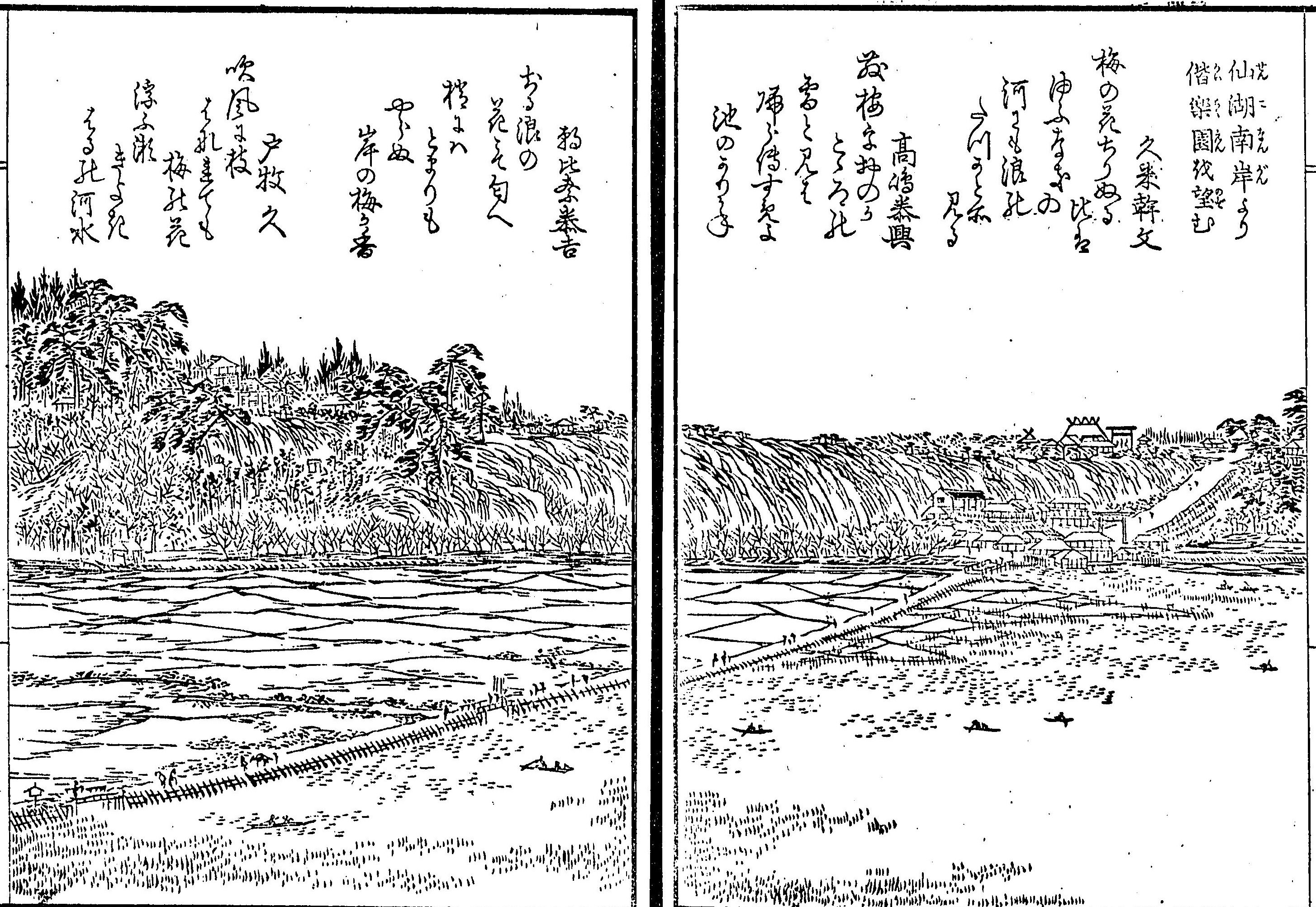
『仙湖南岸より偕楽園を望む』
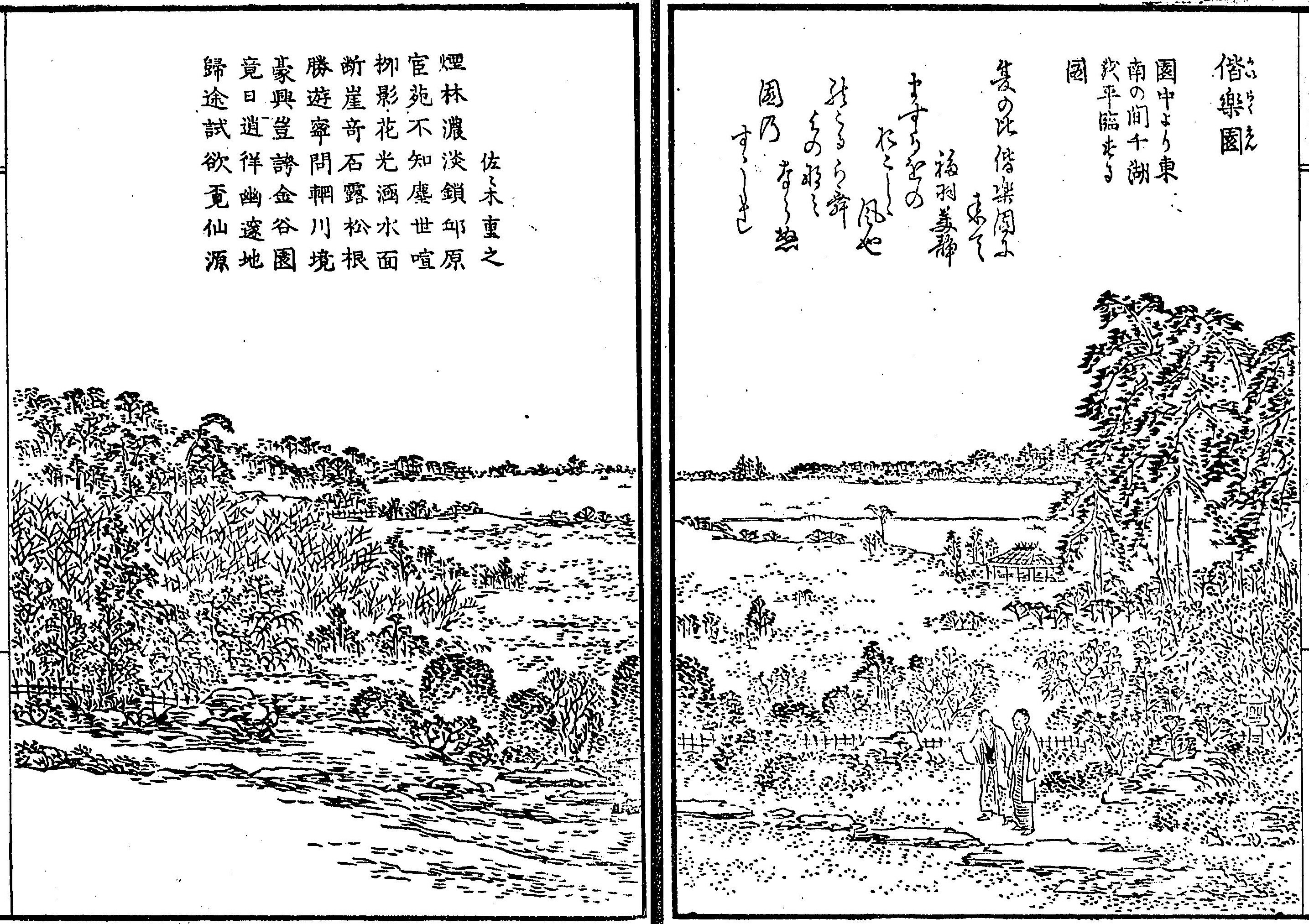
『偕楽園 園中より東南の間千湖を平臨する図』

『庶物會要』第4冊掲載の千波湖の図 国会図書館デジタルコレクション『庶物會要.第4冊』はこちら
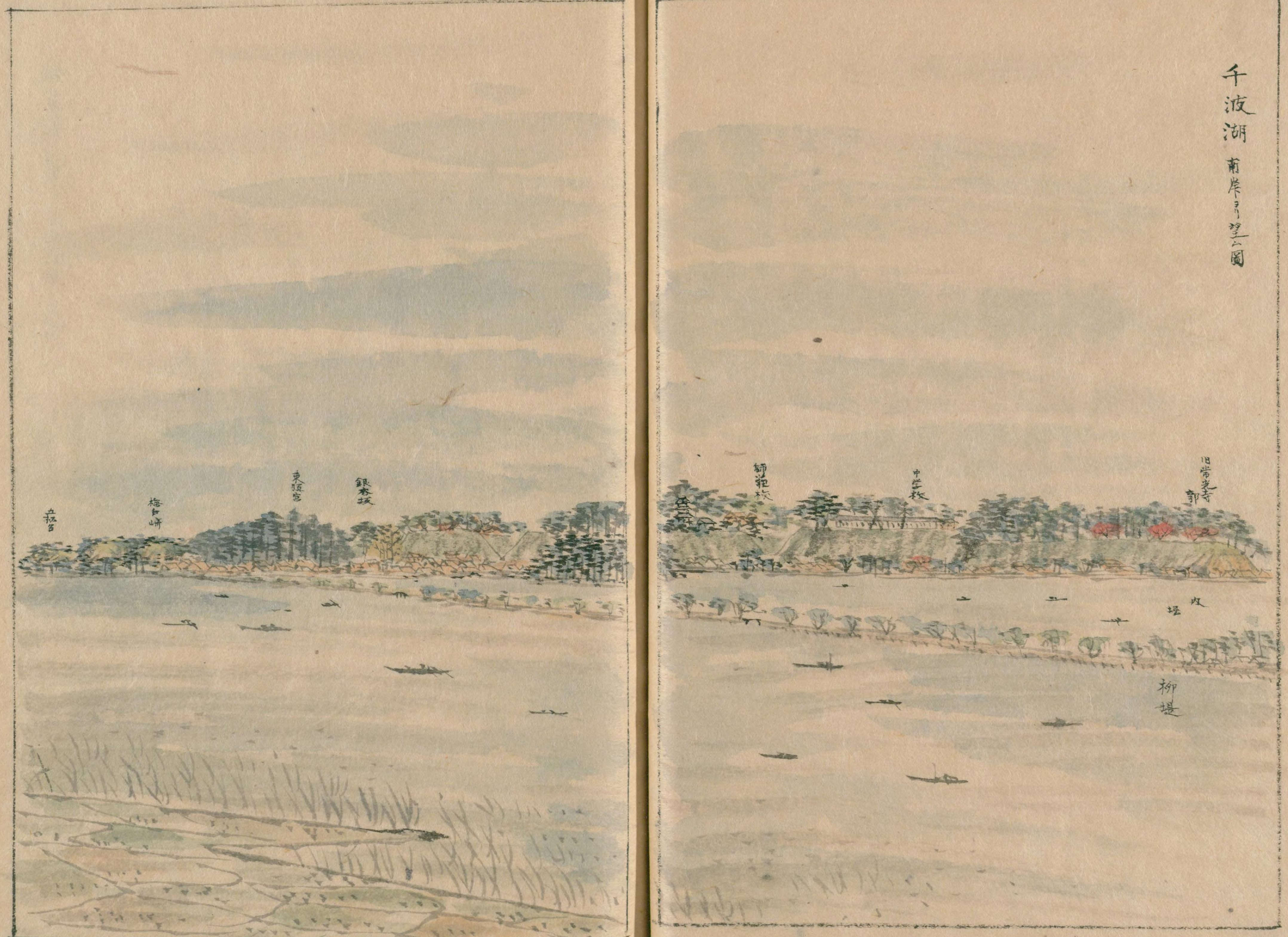
『千波湖 南岸ヨリ望ム図』
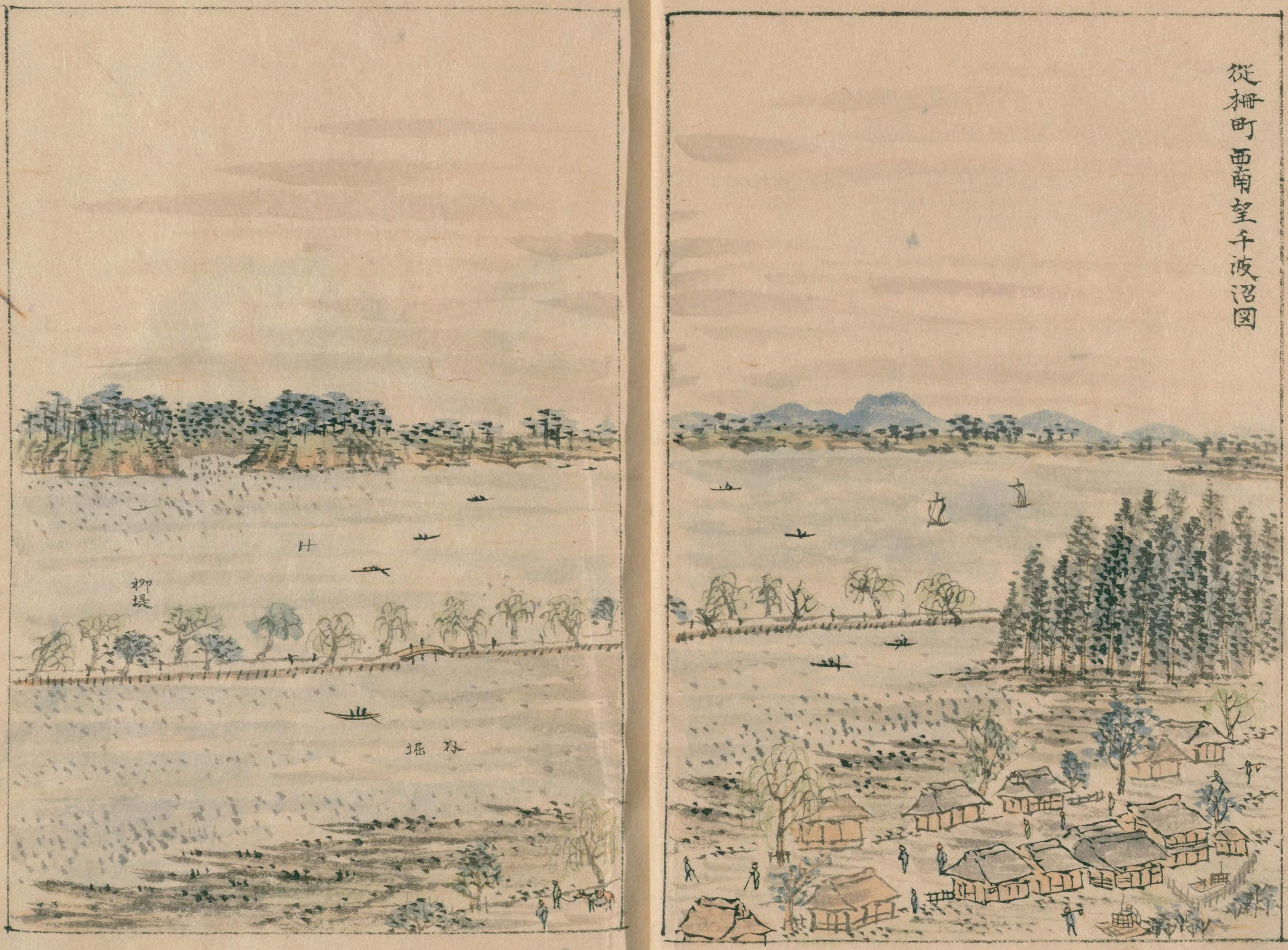
『従柵町西南望千波沼図』
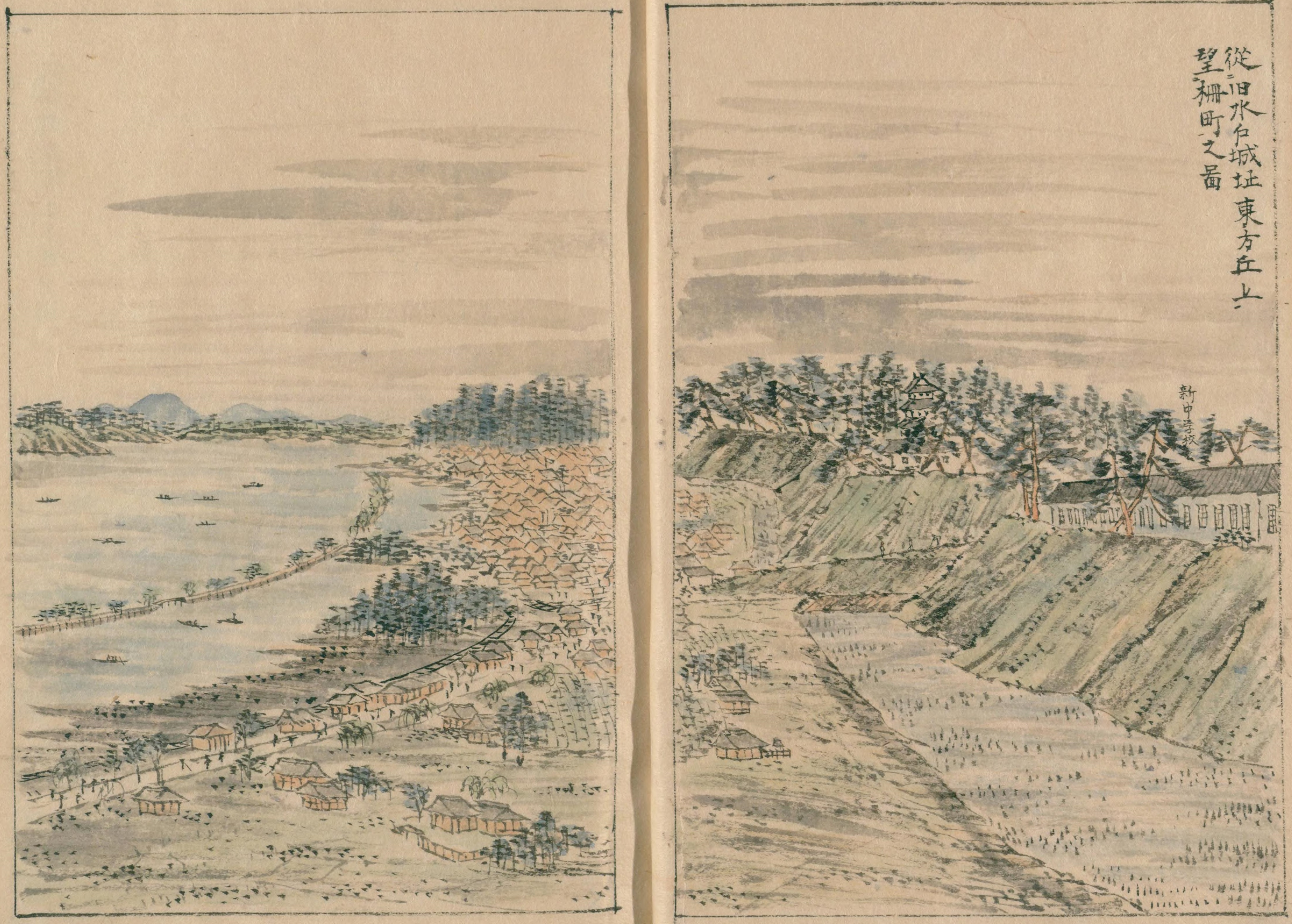
『従旧水戸城址東方丘上望柵町之図』
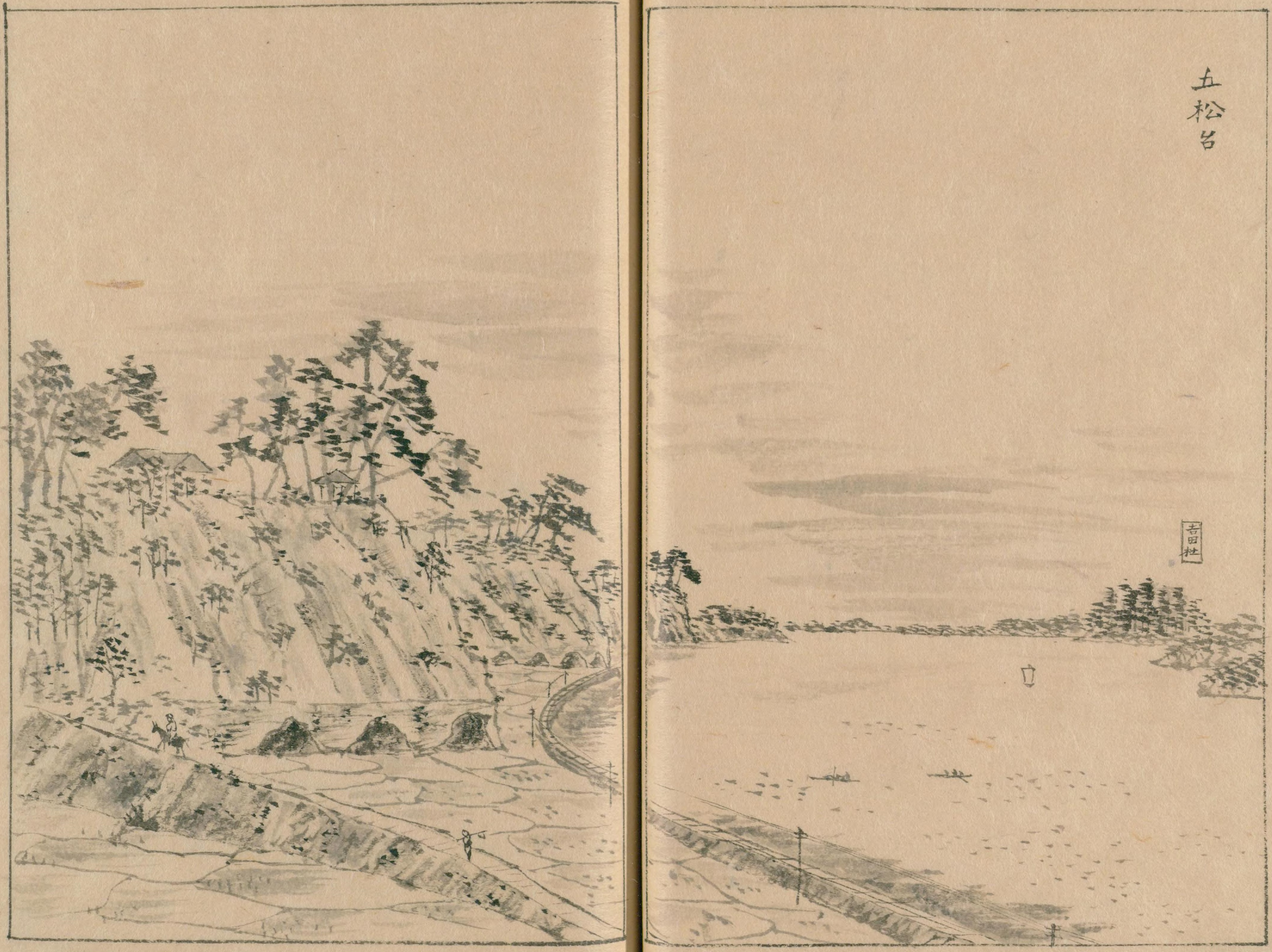

加倉井和夫
『梅霞楽郊』
画家、加倉井和夫の晩年1993年の作品。加倉井は祖先を水戸に持ち、自身も7歳に水戸に転居している。この画は梅咲く偕楽園と借景たる千波湖、という定番のモチーフを白を基調とした淡い色彩で別世界のように描いている。水戸市立博物館蔵。

### 音楽
磯山純
『いつか湖のほとりで』
水戸市出身のシンガーソングライター磯山純が自身、"ふるさとの象徴"と述べている千波湖を想い創った楽曲。セカンドMaxi single、ファーストアルバム『Love yourself』に収録。
曲の中の"いつか湖のほとりで また出逢えたらいいね"という歌詞に込めた『千波湖で1万人規模の野外イベント開催』という夢を、磯山は自身が企画した千波湖湖畔での音楽祭「茨城総合物産音楽フェスティバル（I.S.O.フェス）」を2016年に初開催することで形にした。

## レジャー・スポーツ
千波湖で日常的に楽しまれているレジャーとしては、公園遊び、ボート遊び、釣り等がある。また、湖を周回するコースを使ってのジョギングも盛んに行われている。
千波湖の周囲は「千波公園」、国道50号を挟んで西側は「偕楽園公園」と、都市公園として整備されている。中でも千波公園南側と偕楽園公園は芝生の広場となっており、市民の憩いの場所となっている。また、湖南西の直ぐ裏の山にはフィールドアスレチック遊具が置かれた遊び場「少年の森」も在り、家族連れの遊び場として人気である。湖西岸には1930年から営業をしている貸ボード乗り場が在り、手こぎボートや足こぎボートで湖上の遊覧が楽しめる。

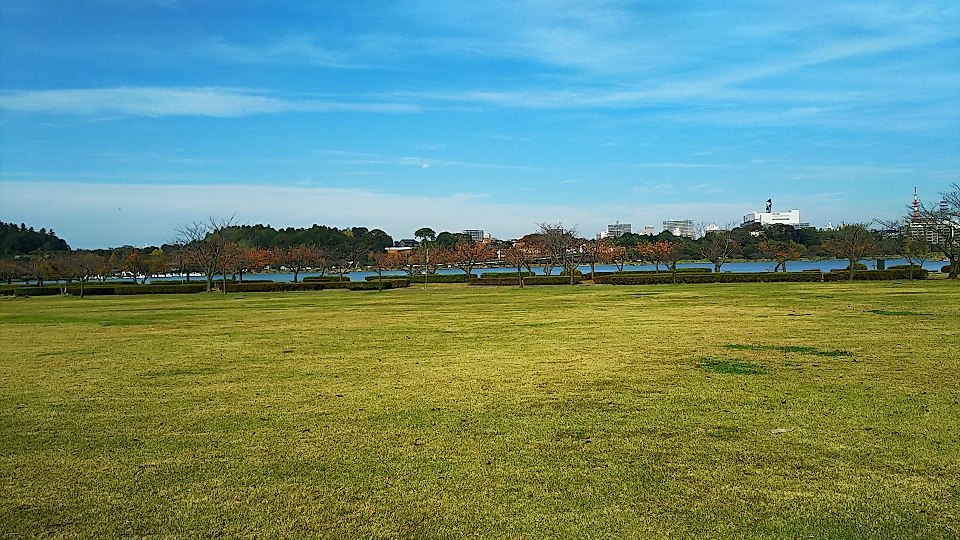
千波公園のさくら広場
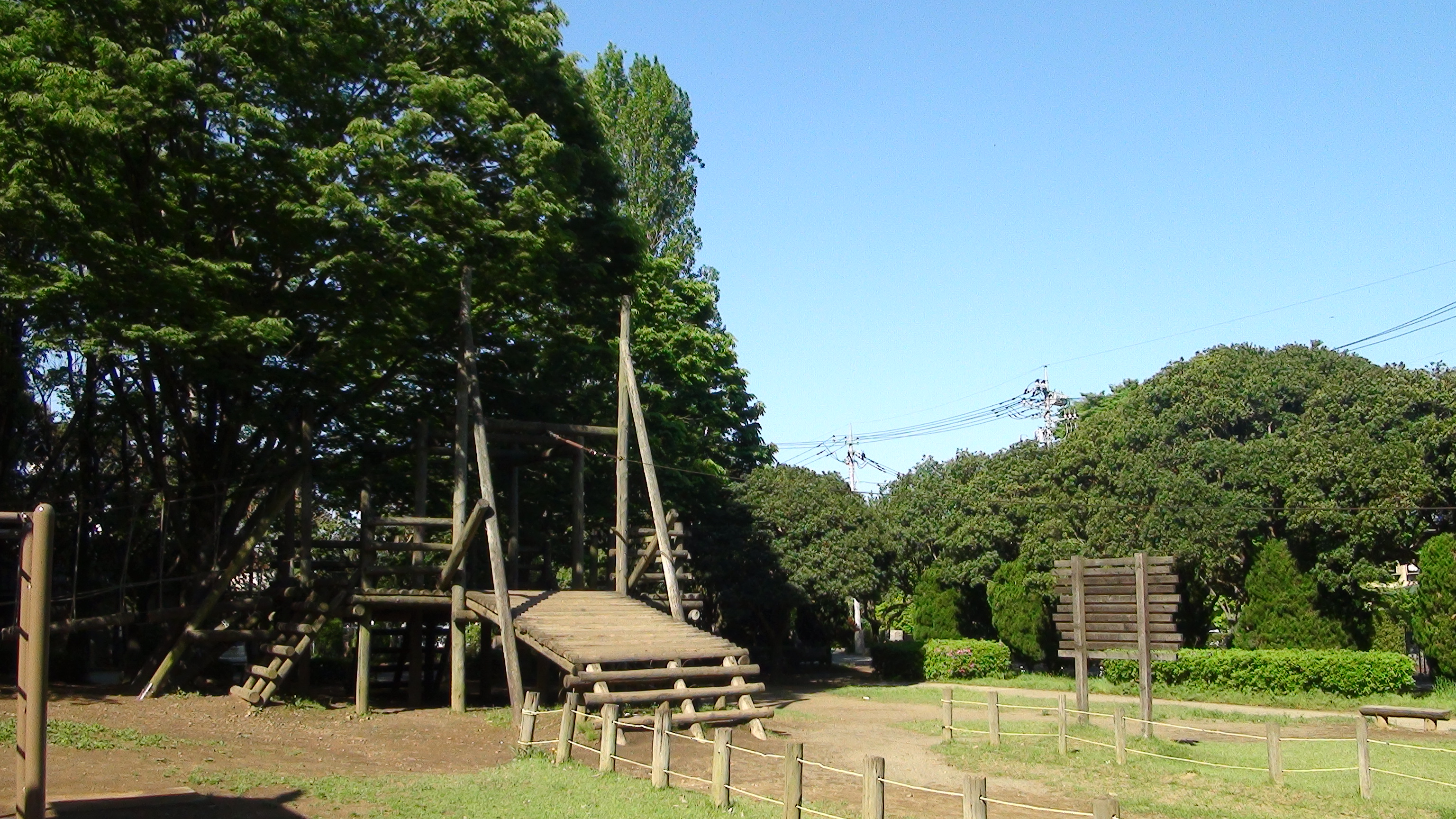
少年の森
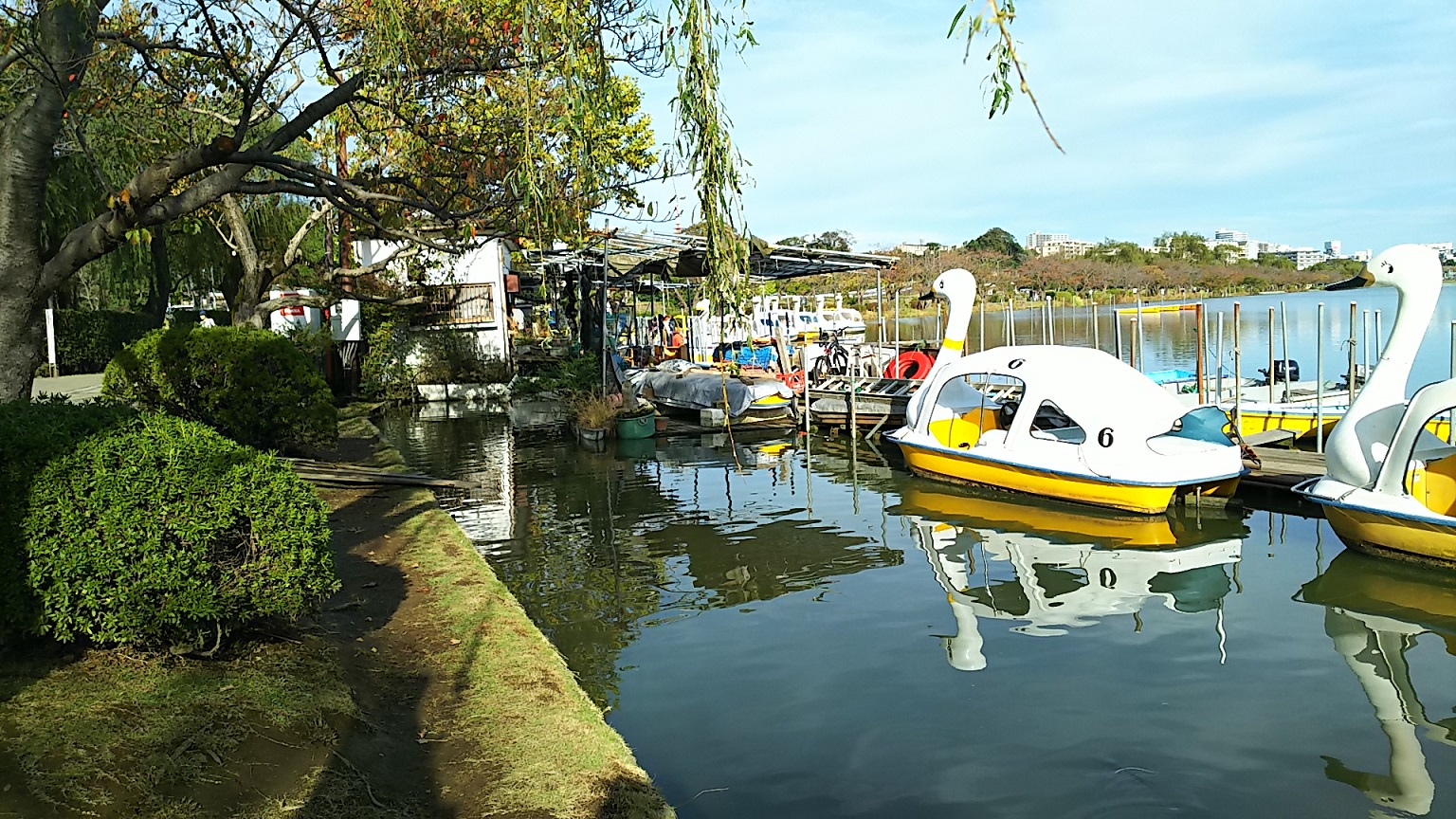
貸ボート乗り場

### 釣り

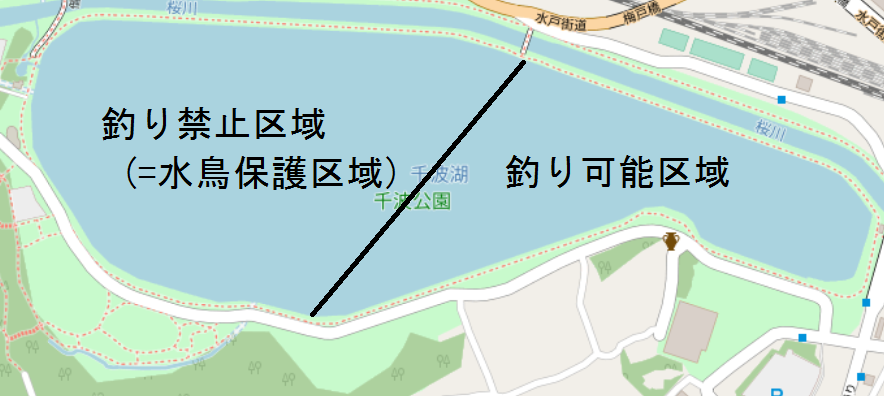
千波湖の釣り禁止/可能区域図

釣りではフナ、ブラックバス等が釣れる。但し釣りは水鳥保護のために設定された許可区域でのみ行える。区域の境は湖北岸の芳流橋付近のあずま屋と湖南岸の野外ステージ前の桟橋の左端を結んだ線で、西側が禁止区域、東側が許可区域となっている。区域が設定されたのは捨てられた釣り糸や釣り針で水鳥が傷つくことが頻発していたためで、1998年6月1日より設定された。

### ジョギングコース・マラソン大会
1周3キロメートルのジョギングコースは北側に小さな勾配がある他は平坦で、かつ、路面がゴムチップ舗装がされ走りやすくなっている。コースにはゆっくりウォーキングする人から本格的に走り込む市民ランナーまで様々な人が集い、水戸市有数の野外運動スポットとなっている。周回コースなのでどこから走り出しても良いが、目安として湖西の売店「好文茶屋」近くのコース上にスタート地点が設定されている。ここから南周りに走ると、500メートル刻みで置かれた標識で走行距離が判るコース設定になっている。
ゴムチップ舗装のジョギングコースの姿になったのは2003年である。しかし、その前からも千波湖はジョギングコースとして活用されており、マラソンランナーとして現役だった瀬古利彦は怪我の治療のため1980年代に頻繁に茨城県を訪れ、その際千波湖周辺を練習場にしていた、と語っている。

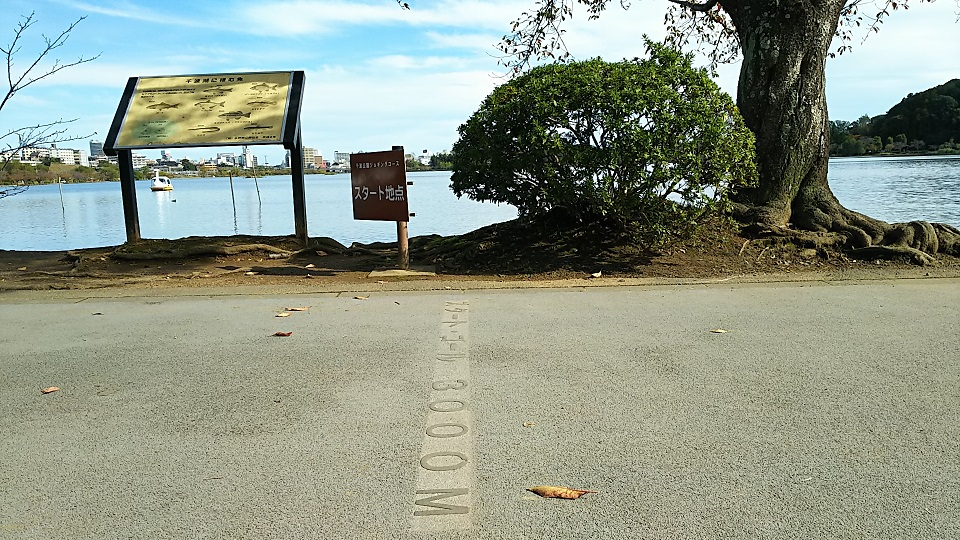
スタート&ゴール地点
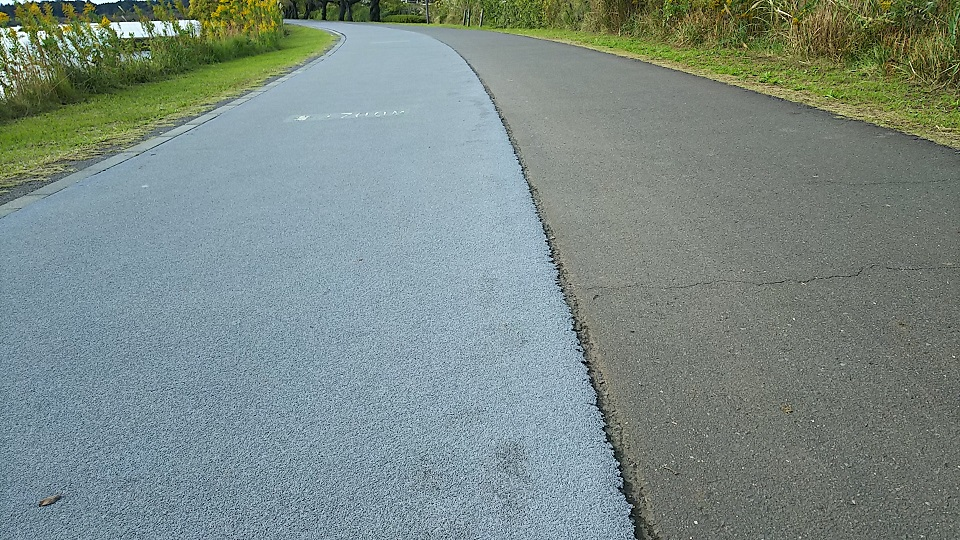
ゴムチップ舗装面（写真左側）
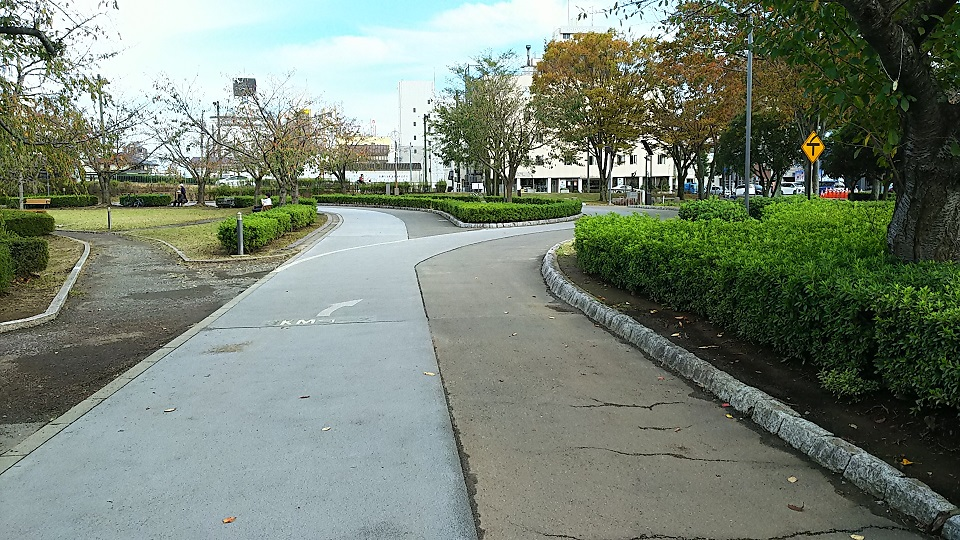
1.5km手前コーナー入口の分岐点。 右が1周3kmジャストコース。

この千波湖のコースと国道50号の西側の偕楽園公園の園路を繋いだ1周5キロメートルのコースを2周する10キロメートルの周回コースは日本陸上競技連盟の認定コースとなっており、2012年から2015年に開催された「みとマラソン」のコースにもなっている。「みとマラソン」の他、以下のようなマラソン、ランニングスポーツイベントで千波湖のコースが活用されている。
- 水戸黄門漫遊マラソン　2016年から始まった水戸市内を走るフルマラソン大会。千波湖コースは終盤の33.4キロメートルから入る[511][512]。
- 水戸元旦マラソン　元旦に千波湖を1周するイベントで、2019年で34回の開催を数える[513]。
- 茨城メロンメロンラン水戸偕楽園　コース途中に茨城県産のメロンが振る舞われる「給メロン所」が用意されたイベント。2016年から始まった[514][515]。

### かつて存在したレジャー施設
このように2019年現在の千波湖でのレジャー・スポーツは自然の下で楽しまれるものが主となっているが、かっては湖畔に建てられたレジャー施設が娯楽を提供していた時期もあった。1968年に湖南西側（現在のふれあい広場、さくら広場辺り）にオープンした遊園地「偕楽園レイクランド」、1969年オープンのボウリング場「水戸レイクサイドボウル」がその施設であり、当時の千波湖は現在よりもっと娯楽色の強いレジャースポットであった。偕楽園レイクランドは最盛期は年間30万人の客を迎えたが、やがて客入りは低下し、また、千波湖周辺の公園化計画も相まって、1982年1月10日に閉園する。その跡地は公園化され現在に至る。「水戸レイクサイドボウル」はボーリングブームが去った後も水戸でボウリングが楽しめる数少ない場として人気であったが、2011年の東日本大震災で建物が壊れ休館になると再起することが出来ず、同年8月31日に閉館した。残された建物は廃墟となっていたが、2019年に解体工事が始まる。解体後の跡地は、水戸市が取得し民間活力を使い観光拠点として整備をする予定である。

## イベント

### 花火大会
水戸市最大の夏祭り「水戸黄門まつり」の一環として行われる花火大会は市内外から約30万人の観客が訪れる千波湖恒例の大イベントである。その起源は1906年（明治39年）の「沼開き花火大会」まで遡る。戦争で一時期中断したが、1949年9月に戦後初めての千波湖での花火大会が開催され、1953年には「千波湖花火大会」として復活し以後現在に至るまで毎夏の恒例行事として回を重ねている。2018年までは花火大会は「水戸黄門まつり」本祭が行われる8月第1週の土日の直前金曜日に開催されていたが、2019年では本祭より2週間前の7月20日土曜日に開催された。これは単独開催することで集客増を狙ったもので、開催時間も2018年より20分ほど延長し19時30分から21時の90分間に、打ち上げ花火数も5000発から7000発に増やしている。
花火は湖上に設営された打ち上げ台と湖南岸の打ち上げエリアから打ち上げられる。湖上の打ち上げ台は陸上自衛隊勝田駐屯地の協力で設営され、2018年では92式浮橋が8台が投入され、それぞれを連結して出来た打ち上げ台は幅7.8メートル、長さ約60メートルの大きさであった。湖南岸のふれあい広場、さくら広場、ハナミズキ広場は立ち入り禁止区域となり、湖北岸の千波公園内や国道50号西の偕楽園公園、偕楽園本園などが推奨の鑑賞ポイントとなっている。花火大会の打ち上げを担っているのは水戸市の野村花火工業株式会社である。野村花火工業は1875年創業で、土浦市の土浦全国花火競技大会や秋田県大仙市の大曲全国花火競技大会等の有名花火大会で幾度も最高賞の内閣総理大臣賞を獲得している全国有数の花火師である。千波湖の花火大会では野村花火工業が内閣総理大臣賞を受賞したミュージックスターマインなどが夜空に上がり、その煌めきを湖面は逆さ花火として映し出す。

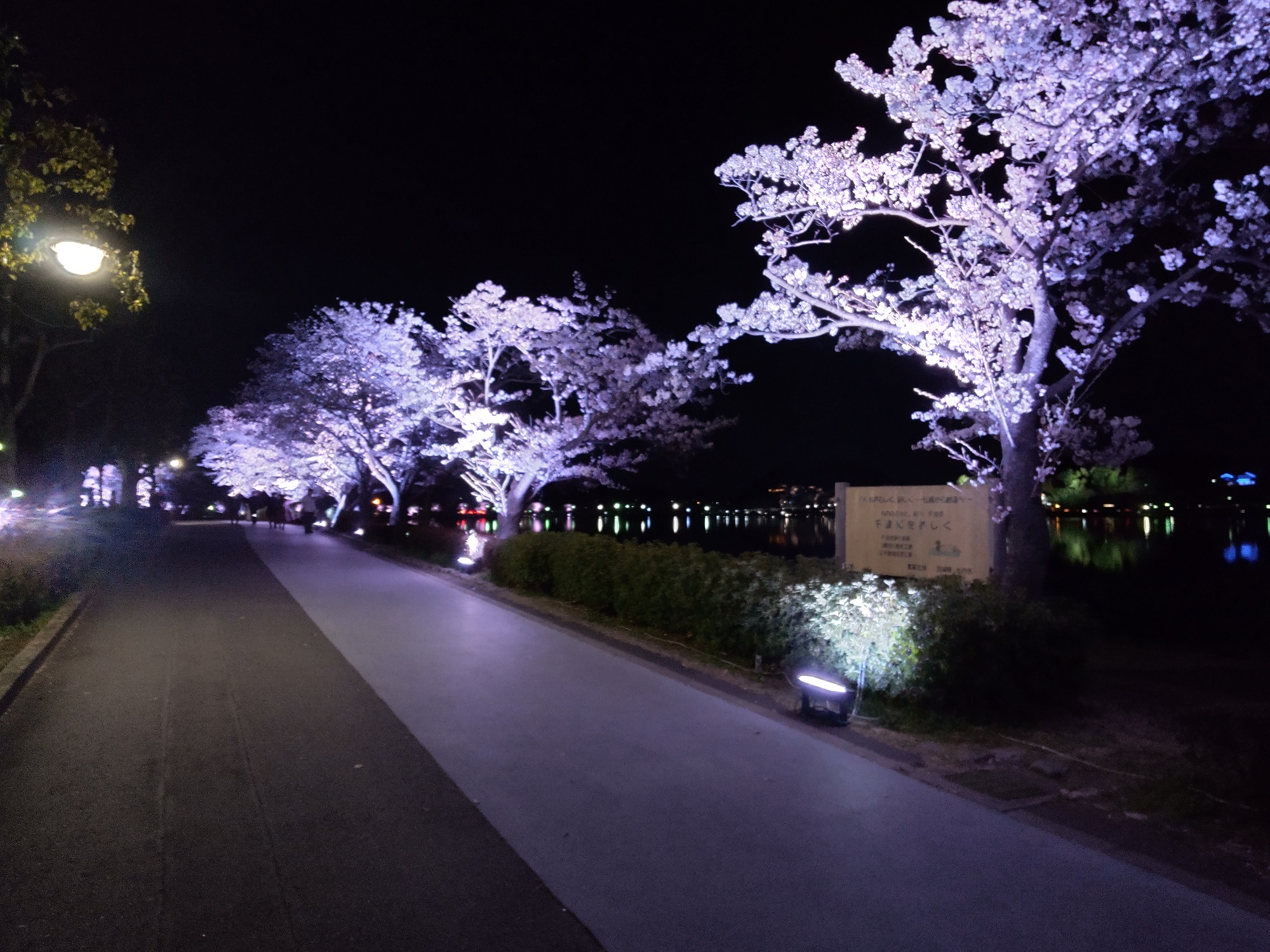
ライトアップされた湖南側の桜並木

### 桜まつり
春は湖畔の桜をLEDライトで夜間ライトアップをしたりするイベントが「水戸の桜まつり」の中の一環として行われる。

### 千波湖川床ナイト
2017年からは湖南西の岸部に設営した川床で飲食を提供する期間限定イベント「千波湖川床ナイト」が水戸商工会議所の主催でスタート。2017年、2018年は5月中に、2019年は9月下旬から10月上旬にかけて開催された。席は予約制で、市内の複数の飲食店がこのイベントのために作ったメニューを提供する。ミュージシャンによるミニライブも行われ、笠間市出身の三味線奏者川嶋志乃舞、かすみがうら市出身の歌手オニツカサリーなどが出演している。

### 公園部でのイベント
他に"レジャー・スポーツ"節であげたランニングイベントも開催されているが、視野を千波湖畔周辺の公園部にまで広げればここは各種イベントの開催会場として活用されている。そのような状況を大きく進めたのは1993年3月27日から5月30日間に開催された「第10回全国都市緑化フェア - グリーンフェア'93いばらき」で、これの開催のために千波湖周辺は公園としての整備が進み、千波湖畔や桜川沿岸には会期中パビリオンや花壇が設置された。千波湖では南岸および西岸のほぼ全部が会場となり、また、湖南北の岸辺を繋ぐ会期中限定の架け橋が湖上に掛けられるなどされ、千波湖史上最大のイベントとなった。65日間に開催で延べ1674200人の来場者を迎えた「グリーンフェア'93いばらき」が終わるとパビリオン等は撤去され、後にはイベント開催に適した広い広場や駐車場が残り、後、千波湖での諸々のイベントに活用されるようになった。広場で行われた主なイベントに以下のようなものがある。
スーパードリームレイクコンサート
1995年から始まった野外ジャズコンサート。千波湖南側の千波公園ハナミズキ広場近くの野外音楽場で開催される。2003年開催後しばらく中断していたが、2012年に再開し以後2019年まで毎年開催されている。出演者に忌野清志郎、大西順子らがいる。

茨城総合産業音楽フェスティバル（I.S.O.フェス）
2016年から始まったライブとグルメが融合したイベント。千波湖南側の千波公園ふれあい広場で行われる。

水戸市環境フェア
「環境」をテーマに行政・企業・市民団体の取り組みを紹介するイベント。2018年、2019年が千波公園ふれあい広場で行われた。

水戸のラーメンまつり
水戸のラーメンまつりはラーメンを主としたグルメイベント。初回（2015年）から第3回（2017年）が千波公園で開催された。

### 仮設の施設

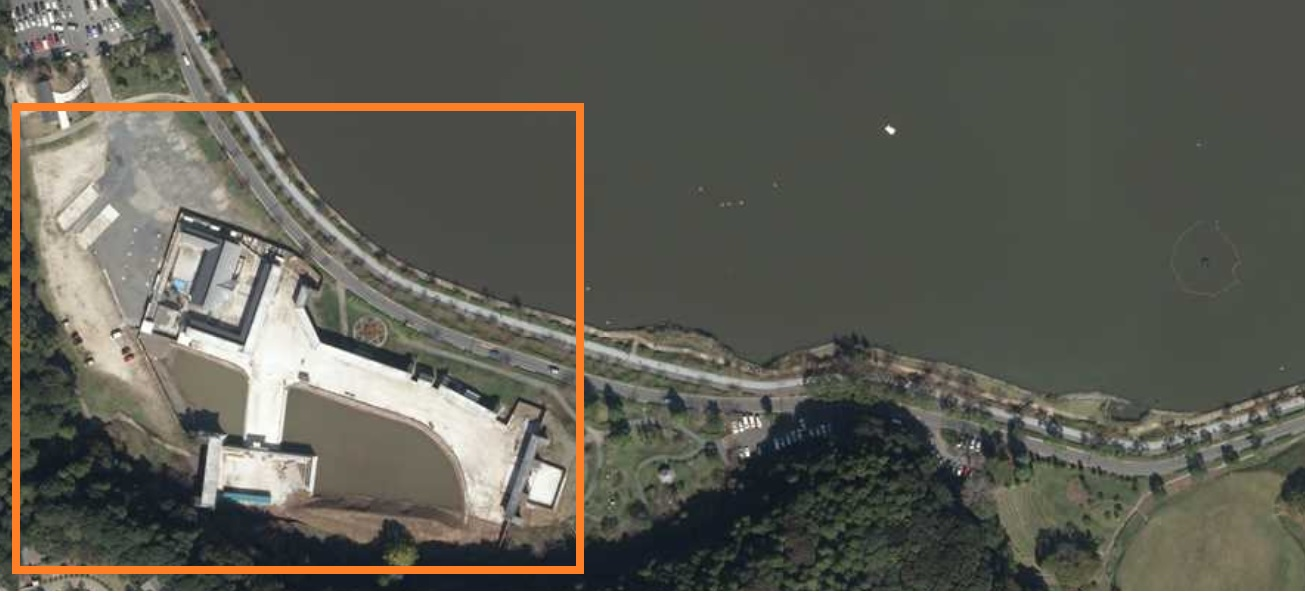
国土地理院2012年10月13日空撮写真。写真左側太線囲み内に当時あった映画『桜田門外ノ変』オープンロケセットと記念展示館が写っている

広場ではテレビドラマ放送や映画公開に併せ、仮設の展示館やオープンロケセットを広場に建て長期間一般公開する催しが以下のように行われている。いずれも公開終了後は施設は撤去され、跡地は元の広場に戻っている。
NHK大河ドラマ『徳川慶喜』の「徳川慶喜」展示館
1998年放送のNHK大河ドラマ『徳川慶喜』に併せて千波湖のふれあい広場にロケセットと展示ゾーンを兼ねた施設、「「徳川慶喜」展示館」が建てられた。1998年1月11日に一般公開が始まり1999年3月31日に閉館し、その後解体・撤去された。9000平方メートルの敷地内には水戸城や一橋徳川家関連の武家屋敷を再現したロケセットと幕末期を映像やパネル等で案内する展示ゾーンが設けられていた。設置期間中、133996人が訪れた。
映画『桜田門外ノ変』オープンロケセットと記念展示館
原作吉村昭、監督佐藤純彌で2010年公開の映画『桜田門外ノ変』のオープンロケセットと記念展示館が2010年にふれあい広場・さくら広場に建てられ、オープンロケセットは2010年2月20日から、記念展示館は4月29日から一般公開が始まった。オープンロケセットは井伊直弼襲撃現場となった江戸城桜田門外を再現し、襲撃シーンが撮影された。記念展示館では映画の小道具や撮影パネルなどが展示されていた。当初は設置は1年の予定であったが、好評のために設置が延長され、2013年3月31日まで一般公開が続いた。約3年間の公開で31万人が来館した。

## 市民活動・環境活動
千波湖の環境保護、美化等に取り組んでいる市民等の活動には以下のようなものがある。
千波湖水質浄化推進協会及び千波湖水質浄化実行委員会
「千波湖水質浄化推進協会」は18の民間団体から構成された、千波湖の水質浄化の為に活動している市民組織である。構成団体には水戸ロータリークラブ、水戸ライオンズクラブ、水戸青年会議所、茨城生物の会、千波湖周辺の公園と自然を愛する会、茨城県公害防止協会（2012年より茨城県環境管理協会と改称）、茨城県建築士会などがある。これら様々な団体が連携して千波湖の水質浄化に取り組むための組織として、2010年8月28日の設立総会より発足した。
協会は水戸市や茨城県への「桜川導水（＝#那珂川からの導水（千波湖導水事業））の継続利用」「柳堤ダム運用の見直し」「霞ヶ浦導水事業による桜川・千波湖への導水の先行運用」などの要望書の提出、水質浄化に関する調査や実験活動、外来魚の駆除活動などを行っている。
また協会は「千波湖水質浄化実行委員会」を設置し、この委員会を実施主体として千波湖のビオトープ造成に取り組んだ。この委員会は水戸ロータリークラブ、水戸南ロータリークラブ、水戸青年会議所、茨城県環境管理協会、茨城生物の会等の市民団体と、水戸市都市計画部公園緑地課千波湖管理室から構成された市民と行政が協働する組織で、「新しい公共」の考えに根ざしたものである。委員会のビオトープ造成は茨城県の平成24年度「新しい公共の場づくりのための提案型モデル事業」に採択され、市民と行政が協働して実施する環境活動として成果をあげている。
これらの活動が評価され、千波湖水質浄化推進協会は環境省による2020年度（令和2年度）の地域環境美化功績者に顕彰された。

千波湖環境学習会
子供を対象に千波湖とその周辺の自然や歴史、環境問題を、体験を通して学ぶ学習会「千波湖環境学習会」が2010年6月6日から開催されている。年に10回程度が開催されており、千波湖親水デッキ他の野外で開催されることが多い。テーマは毎回毎に設定され、各分野の専門家が講師となっている。2019年度の開催内容は下表のとおり（※2019年6月2日の開催は「水戸市環境フェア2019」の関連事業として開催された。）。
| 開催日時 | 開催日時                   | テーマ                                     | 開催場所               | 参加者数 |
| -------- | -------------------------- | ------------------------------------------ | ---------------------- | -------- |
| 2019年   | 5月11日（土）13:00 - 15:00 | 千波湖のプランクトンを調べよう             | 親水デッキ             | 82名     |
| 2019年   | 6月1日（土）19:00 - 21:00  | 千波湖周辺に生息するホタルを観察しよう     | 偕楽園下駐車場         | 204名    |
| 2019年   | 6月2日（日）9:00 - 10:30   | 千波湖にビオトープをつくろう               | ふれあい広場           | 230名    |
| 2019年   | 6月2日（日）14:30 - 16:00  | こどもムシムシ探検隊                       | ふれあい広場、少年の森 | 200名    |
| 2019年   | 7月28日（日）13:00 - 15:00 | 千波湖内に入って魚たちを調べよう           | 親水デッキ             | 126名    |
| 2019年   | 8月18日（日）13:00 - 15:00 | 千波湖周辺の昆虫を調べよう                 | 親水デッキ、少年の森   | 83名     |
| 2019年   | 9月29日（日）13:00 - 15:00 | 千波湖周辺の水生生物を調べよう             | 親水デッキ             | 90名     |
| 2019年   | 12月1日（日）13:00 - 15:00 | 桜川で産卵されたサケの卵を調べよう         | 水戸市役所、桜川       | 74名     |
| 2020年   | 1月19日（日）13:00 - 15:00 | 千波湖の渡り鳥を調べよう                   | 親水デッキ、少年の森   | 59名     |
| 2020年   | 2月9日（日）13:00 - 15:00  | 卵からふ化したサケの稚魚を桜川に放流しよう | 親水デッキ、桜川       | 93名     |
千波湖環境学習会は一般財団法人茨城県環境管理協会（旧名：茨城県公害防止協会）と水戸市の協働で実施されている。学習会が始まった2010年度は水戸市が行う、市民提案型協働事業「みと協働大作戦！わくわくプロジェクト」に採択され、協会による講師派遣と実際の講義運営、市によるPRと開催場所の提供という役割分担の元、実施された。「わくわくプロジェクト」採択事業としては2012年度まで3か年度継続され以後は独立事業となったが、独立事業となってからも協会と市の協働は継続されている。

第二期水環境改善緊急活動計画 桜川清流ルネッサンスⅡ
"桜川清流ルネッサンスⅡ"は、桜川水域と千波湖の水環境の改善の為に流域の国・自治体と住民が連携して活動する事業である。国土交通省の"第二期水環境改善緊急行動計画"で計画対象の河川等として桜川・沢渡川（堀川）・逆川・千波湖が選定され、2007年に行動計画を策定した。2016年に計画を改定し、「清らかな 水に戻そう 桜川」をキャッチフレーズに行政担当者と住民が集う"桜川清流ルネッサンスⅡ地域協議会"を主体として、桜川・沢渡川（堀川）・逆川・千波湖の水質改善、親水空間整備のための目標設定、各機関が連携しての施策の策定、実施を行っている。千波湖においては、水質を2023年度にはCOD値8mg/l以下（75パーセント値で達成、かつ夏場においても達成）にすること、水辺環境で、アオコ発生の抑制、ゴミの削減、親水性の向上が目標に置かれている。

千波湖周辺の公園と自然を愛する市民の会
千波湖周辺の花壇の手入れや清掃作業をボランティアで行っている団体である。毎月1回活動を行っている。

デゴイチを守る会
ふれあい広場西の駐車場の一画に設置されている国鉄D51形蒸気機関車の整備、清掃を行っている団体である。D51が現在地に移設された1971年の11月27日の設立総会より発足した。旧国鉄OBも所属していた同会の会員数は2017年4月現在で約65名。毎年、春（4月又は5月）と12月に車体の清掃を行っている。事務局は水戸市観光課。同会は2016年11月に一般社団法人日本善行会の『平成28年度秋季善行賞』を受賞している。

## 事件・事故
千波湖で起こった主な刑事事件、自然災害以外の事故に以下のものがある。

### 水戸千波湖バラバラ事件（茨城県下バラバラ殺人事件）
1958年1月に起きた、男性を絞殺し、その死体の一部を切断して千波湖に遺棄した殺人及び、死体損壊遺棄事件。この事件は、その犯人が起こした下関市での養父母殺害を発端とした、連続身代わり殺人事件に連なるものである。
1958年1月13日、千波湖南岸で4リットルのオイル缶に入った人間の鼻、右親指を通りすがりの者が見つけ警察に通報。警察の捜索で周囲から成人男子の陰茎が見つかった。更に翌日の捜索で缶の発見現場の約300メートル離れた北岸の笹藪で、鼻、右親指、陰茎が切り取られた全裸の死体が発見された。頸部に締められた後があることから、絞殺の上で死体を切断、遺棄した事件として捜査が開始された。被害者の身元はすぐに分かり、現場に残されていた浅草の旅館の手拭いから"X"と名乗る男が被害者を連れ出していたことが判明、警察はこの"X"を被疑者として捜査を開始した。捜査が進む中、"X"と容貌が似ている、1955年6月に下関市で養父母を毒殺し逃走している"A"が捜査線に浮上した。そうした中、千波湖の事件の1ヶ月前の1957年12月に東京の東調布署（現、田園調布警察署）に微罪により検挙され、写真、指紋を採って釈放されていた"Y"と名乗っていた男の指紋が"A"と一致したことが1958年7月に分かる。7月15日、警視庁は偽名"Y"を使っていた"A"を逮捕した。"A"の家から千波湖の被害者の持ち物が見つかったことから、警察は"A"を千波湖の事件の犯人と断定し、7月20日、"A"が「水戸千波湖バラバラ事件」の犯人と判明した、発表した。
"A"は下関での養父母殺害後、身元を偽る目的で北海道に実際にいた"Y氏"を殺害した上で同氏に成りすましていたが、1957年12月の犯罪で東調布署に指紋を採られたことから身元が判明するのを恐れ、改めて別の人物に成り代わる計画を立てる。千波湖での被害者はそのために選ばれた犠牲者で、絞殺後に死体をバラバラにしたのは身元を判らなくするためであった。「水戸千波湖バラバラ事件」は"A"による一連の殺人の最後のものであった。
1959年12月23日、水戸地方裁判所は"A"の一連の犯罪に対し死刑判決を下した。1961年3月30日、最高裁判所第一小法廷は1審、2審（1960年、東京高等裁判所）での死刑判決を受けての被告の上告を棄却し、死刑が確定する。後、死刑執行された。
写真家の渡部雄吉は千波湖のバラバラ事件を捜査する二人の刑事に20日程密着し、聞き込みや会議の様子を撮影した。その作品群はその一部が撮影直後に雑誌に掲載されただけで長らく忘れられていたが、2011年にフランスの出版社Éditions Xavier Barralが写真集『A Criminal Investigation（邦訳題『犯罪捜査』）』として作品群を刊行すると話題になり、日本でも2冊の写真集が刊行された。

### サーカスピエロ墜落事故
1977年10月29日から千波公園駐車場で行われていたキグレ大サーカスの水戸興業において、11月23日の公演中に観客の目の前で綱渡りを見せていたピエロが、3.5メートル下の地面に墜落して病院に搬送されるも死亡する、という事故が起きた。ノンフィクション作家草鹿宏著の『翔べイカロスの翼』は、この事故でピエロを演じていた栗原徹の人生を綴った作品で、のちに西城秀樹主演でのテレビドラマ化され、さだまさし主演、音楽監督で映画化もされた。

### 千波湖ハクチョウ撲殺事件
2008年に起きた、少年2名が千波湖畔に棲むハクチョウ等を撲殺した少年犯罪。2008年4月28日午前5時30分頃、コクチョウ5羽、コブハクチョウ2羽が千波湖北岸の草むらと湖面で死んでいるのが発見される。他に羽の付け根を骨折したコクチョウ1羽も見つかる（後にこの個体も死んだ）。死んで発見された7羽には首や頭の骨が折れている跡があり、何者かにより撲殺された疑いがあった。この事件以前の4月17日の朝にもコクチョウ6羽、コブハクチョウ1羽が死んでいるのが見つかっており、動物愛護法違反で捜査が行われていたところ、水戸市立の中学3年生（男子）と、同校の2年生（男子）の2名が棒でハクチョウ等を殴ったことを認める供述をした。
2少年は4月17日の事件についても関与を認めており、水戸警察署は非行事実を鳥獣保護法違反に切り替えた上で、少年法上のいわゆる「犯罪少年」にあたる15歳の中学3年生を水戸地方検察庁に、同法のいわゆる「触法少年」にあたる13歳の中学2年生を茨城中央児童相談所にそれぞれ書類送致した。この中学2年生の児童相談所への送致の措置は、触法少年の児童相談所への送致が定められた2007年の改正少年法下における、茨城県で初めてのケースであった。その後、2人の少年は水戸家庭裁判所に送致されたのち、初等少年院送致とする保護処分を7月に受けた。